# Geschiedenis van Limburg

De historische verschuiving van het begrip 'Limburg' (in 1815) en de territoriale inhoud van de betrokken gewesten

Dit artikel behandelt de geschiedenis van Limburg, in het bijzonder de geschiedenis van het territorium van de twee huidige provincies: Limburg in Nederland en Limburg in België en van hun naamgever, het voormalig hertogdom Limburg.
Het graafschap Limburg werd in de elfde eeuw gesticht, graaf Hendrik I van Limburg kreeg in 1101 de hertogtitel van keizer Hendrik IV. De verenigde provincie Limburg werd in 1815 gesticht in het Verenigd Koninkrijk der Nederlanden. De Belgische provincie Limburg is sinds 1839 een van de tien Belgische provincies, en sinds de taalwetgeving in België van 1962 een van de vijf Nederlandstalige provincies van België. De Nederlandse provincie Limburg is in 1866 als elfde en voorlaatste provincie toegevoegd aan het huidige Nederland.

## Naam

### Naamgeving

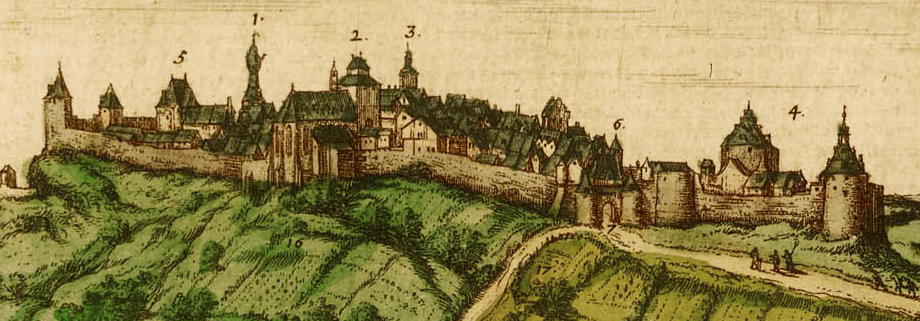
De hoofdstad van het hertogdom Limburg, Limburg aan de Vesder, de naamgever van het hertogdom en van de latere provincies, rond 1575

De naam Limburg is in de 19e eeuw gegeven aan de grote provincie Limburg van de Verenigde Nederlanden. De naam was afkomstig van het vroegere, grotendeels Limburgstalige hertogdom Limburg rond het stadje Limburg aan de Vesder, in het noordoosten van de huidige Belgische provincie Luik. Dit oude hertogdom Limburg behoorde samen met de Landen van Overmaas tot de vroegere Staten-Generaal van de Nederlanden (van 1464 tot 1795). Het was echter een apart territorium dat niet of nauwelijks enige overlap bezat met het grondgebied van de huidige Belgische en Nederlandse provincies Limburg. Maar omdat de naam van het historische gewest Limburg anders verloren zou gaan, was het in 1815 de persoonlijke wens van koning Willem I, dat de nieuwe grote Maasprovincie binnen het Verenigd Koninkrijk der Nederlanden deze oude naam ging dragen. Er heeft zich dus een bewuste naamverschuiving voorgedaan.

### Etymologie
De etymologie van de naam Limburg is onduidelijk, althans die van het eerste woorddeel. Duidelijk is wel, dat het van oorsprong een Duitse naamvorm is. Het tweede woorddeel, -burg, analoog aan het Duitse woord Burg, (Middelnederlands: borch, burch) was het oorspronkelijke woord voor een (berg)vesting. In de Germaanse talen ging de betekenis over tot '(burcht)stad', vergelijk de woorden burger (letterlijk 'inwoner van een burcht'), burgemeester, burggraaf en burgwal. In de middeleeuwen verengde de betekenis tot burcht of slot, een versterkt kasteel.

De betekenis van Lim- is duister. Klassieke etymologische handboeken suggereren een verband met het woord leem (D.: Lehm), dat 'modder' of 'slijk' betekent. Aangezien de burcht van het thans Waalse Limburg een echte bergvesting is, hooggelegen op een rotsachtig plateau boven de Vesder, is deze verklaring hier weinig aannemelijk. De naam zou volgens anderen ook afgeleid kunnen zijn van lint ('draak', 'lintworm'), zodat Limburg eigenlijk 'drakenburcht' zou betekenen, maar ook daarvoor ontbreken bij het thans Waalse Limburg concrete aanwijzingen. Dergelijke verklaringen zijn mogelijk eerder van toepassing op andere, Duitse locaties die de naam 'Limburg' dragen of droegen. De plaatsnaam Limburg komt namelijk vaker voor in Duitsland, waarvan het bekendste is het stadje Limburg an der Lahn, in Hessen. Ook op enkele andere plaatsen in Duitsland zijn of waren er ooit locaties van die naam.

## Territoriale eenmaking

Territoriale versnippering in het gebied van de Limburgen in 1350

Tussen de elfde eeuw en 1795 was het gebied van huidige Nederlandse provincie Limburg geen territoriale eenheid. Waar het huidige Belgische Limburg een relatieve eenheid vormde met graafschap Loon als onderdeel van het Prinsbisdom Luik, was het gebied ten oosten van de Maas, tussen Venlo en Maastricht een lappendeken van grotere en kleinere gebiedjes die rechtskundig los van elkaar stonden. Sedert het Partagetraktaat van 1661 en de vrede van Utrecht (1713) bezat de Republiek der Zeven Verenigde Nederlanden belangrijke exclaves binnen de latere provincies Limburg, en ook enkele kleinere delen van de latere provincie Luik. Andere gebiedsdelen stonden onder Spaans-Oostenrijks en Nederrijns-Pruisisch gezag. Zo was Horst, westelijk van de Maas, in de 18e eeuw een Pruisisch kanton en bezaten de Nederlandse Republiek en Oostenrijk oostelijk van de Maas een veelvoud van exclaves of gebiedsdelen: de restanten van het oude Gelderse Overkwartier, en de (Brabantse) Landen van Overmaas.

### Componenten
De huidige provincies Limburg zijn in hoofdzaak een voortzetting van drie oude territoriale componenten:
1. Het graafschap Loon (nu Belgisch Limburg), dat net als het graafschap Horn (nu grotendeels in Nederlands Limburg), onderdeel was van het prinsbisdom Luik
2. De landen van Overmaas (de kern van het huidige Zuid-Limburg in Nederland: het land van Valkenburg, het land van 's-Hertogenrade en het land van Dalhem) en de vroeger tweeherige stad Maastricht, alsmede
3. Het nu Nederlandse deel van het vroegere Overkwartier van Gelre (de kern van het huidige Nederlandse Midden- en Noord-Limburg).

- Ter aanvulling en gebiedsafronding kwamen nog enkele kleinere, maar wel strategisch gelegen Nederrijns-Pruisische delen, onder meer van het vroegere hertogdom Kleef en hertogdom Gulik, binnen Nederlands staatsverband, met Sittard als belangrijkste plaats.
- Ten slotte werd naast deze gebieden nog een aantal kleine vrije heerlijkheden opgenomen.

### Consolidatie
Er heeft in de 19de eeuw dus een grootscheepse territoriale verschuiving en naamoverdracht plaatsgevonden die tot de twee moderne provincies en het hedendaagse gemeenschappelijk begrip Limburg heeft geleid. In de 20ste eeuw is deze ontwikkeling geconsolideerd en gestabiliseerd.

#### Selfkant
Voor Nederlands Limburg gold dit in het bijzonder. Het grondgebied is hier na 1839 vrijwel ongewijzigd gebleven. Alleen het Duitse gebied van de Selfkant bij Sittard heeft in de recente geschiedenis nog een afzonderlijk hoofdstuk gevormd en heeft als Nederlands drostambt Tudderen tijdelijk (van 1949 tot 1963) bij Nederland gehoord.

#### Oostkantons
Aan de andere kant hebben de Oostkantons na 1815 twee keer onder Duits bestuur gestaan, eerst tussen 1815 en 1919 en opnieuw tussen 1940 en 1945.

#### Uitruil met Wallonië
Het historische hertogdom Limburg viel voor het overgrote deel volledig buiten de 19e-eeuwse herordening en maakt nu deel uit van de Waalse provincie Luik. Als gevolg daarvan en van de Belgische taalwetten van 1962, is dit vroeger merendeels Limburgstalige stamgebied tegenwoordig hoofdzakelijk Franstalig en gedeeltelijk ook Duitstalig geworden. Alleen de Voerstreek werd aan de Nederlandstalige Belgische provincie Limburg gehecht. Van de bestaande Belgische provincie Limburg werden toen tegelijkertijd een groter aantal overwegend Franstalige plaatsen in de Jekervallei naar de provincie Luik overgeheveld.

#### Kanton Landen
Aan de zuidwestkant werd het kanton Landen (in 1795 door de Franse bezetters tot een kanton van het departement Ourthe (de latere Nederlandse provincie Luik) gemaakt, met de Kleine Gete als afbakening; in 1917 door de Duitse bezetter aan Limburg gehecht) in 1963 overgeheveld naar de provincie Brabant, waarna het thans als gemeente Landen deel uitmaakt van Vlaams-Brabant.

## Prehistorie

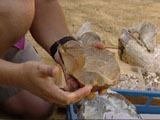
Door neanderthaler bewerkte vuursteen in Veldwezelt

De eerste bewoners, althans van wie sporen zijn gevonden, waren neanderthalers die in de buurt van het huidige Maastricht bivakkeerden. Een belangrijke opgraving in Nederland werd tijdens de laatste twee decennia van de twintigste eeuw verricht in de Belvédère-groeve bij Maastricht. Hier zijn lagen onderzocht uit het Belvédère Interglaciaal. Recenter was vanaf 1998 tot en met 2003 de archeologische opgraving van neanderthalerjachtkampen te Veldwezelt-Hezerwater (België), vlak bij Maastricht.

### Neolithicum

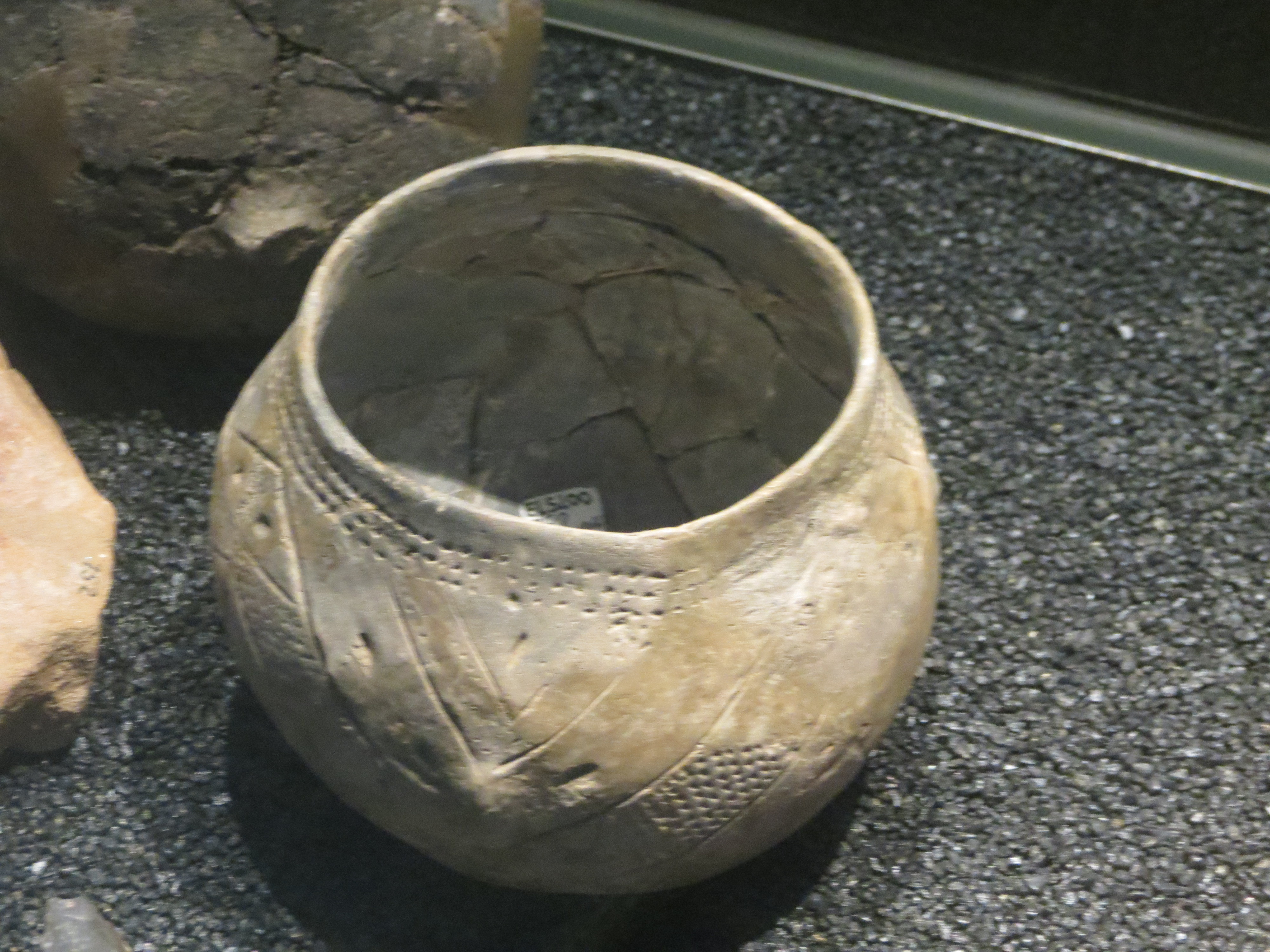
Bandkeramiek uit Elsloo.

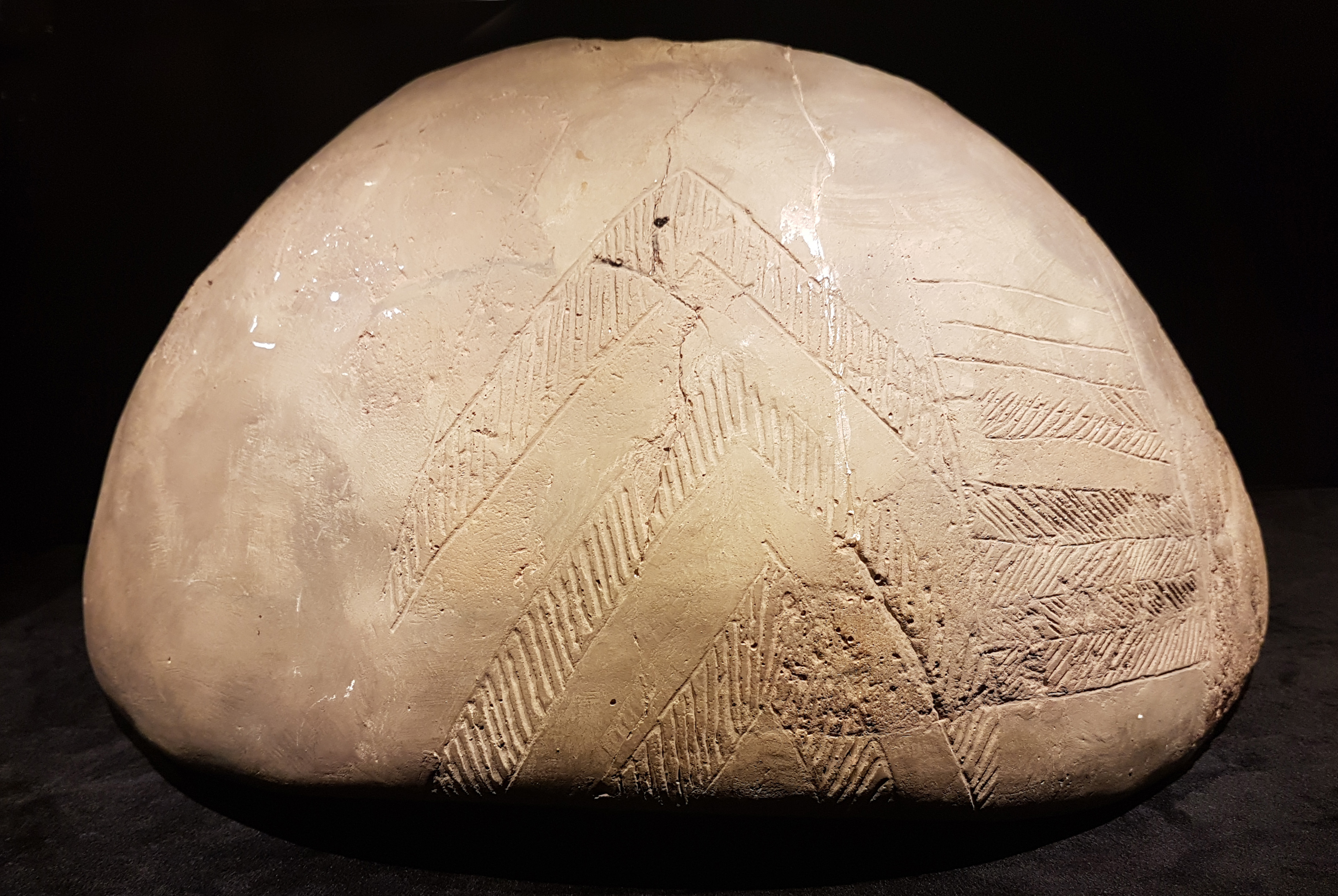
kom van Limburg-aardewerk uit Kesseleik (ca. 5300-4900 v.Chr.)

In het neolithicum werd vuursteen gewonnen in ondergrondse mijnen, In Nederlands Limburg bij Rijckholt en Valkenburg, waar men heden nog zo'n mijn kan bezichtigen. Toen kwamen ook de eerste boeren in Limburg. Van deze vroege bewoners zijn alleen enkele materiële sporen gevonden bij opgravingen. Van hun immateriële cultuur zoals taal en godsdienst weten we vrijwel niets. In Zuid-Limburg zijn verschillende sporen van kleine dorpjes bestaande uit boerderijen en akkers gevonden evenals grafheuvels met urnen en andere grafbijgiften. In die tijd hadden landbouwers een sterke voorkeur voor de vooral in Zuid-Limburg in ruime mate voorhanden löss-gronden. Dit zou tot zeker de vroege middeleeuwen zo blijven.
Omstreeks 5000 v.Chr. woonden rond de Graetheide de Bandkeramiekers, van wie de laatste vijftig jaar al honderd boerderijen zijn blootgelegd. Voor zover bekend is de in 1991 opgegraven nederzetting op Geleen-Janskamperveld een van oudste boerendorpen van het huidige Nederland. Op basis van aardewerk is de nederzetting van Geleen-De Kluis nog ouder. In Stein is een begraafplaats uit de Seine-Oise-Marnecultuur opgegraven die rond 3000 v.Chr. gedateerd wordt.

### Kelten
Vanaf het jaar 600 v.Chr. trokken Keltische stammen dit gebied binnen en vermengden zich waarschijnlijk met de eerdere bewoners. Deze vormden eveneens kleine boerennederzettingen. Hiervan zijn verscheidene grafheuvels gevonden onder andere de grafheuvels op de Jammerdaalse Heide bij Venlo.

## Romeinse tijd

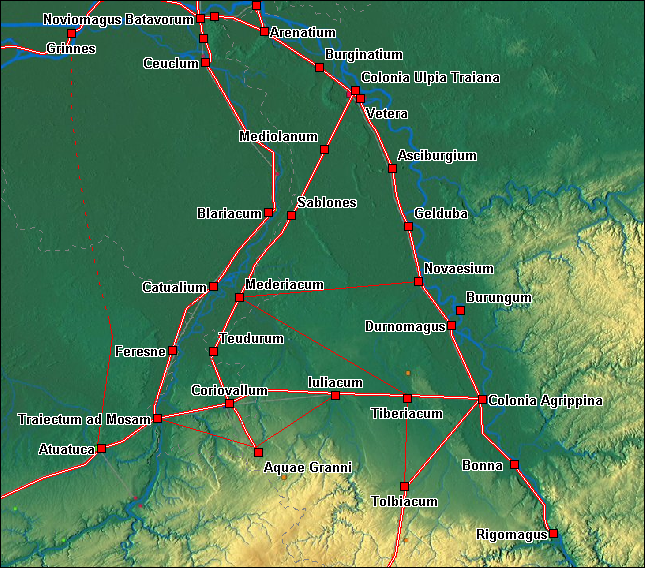
Romeinse wegen tussen Tongeren, Nijmegen en Keulen, met als noord-zuidverbindingen: heirbaan Tongeren-Duurstede, heirbaan Maastricht-Nijmegen en heirbaan Aken-Xanten en oost-westverbinding de via Belgica.

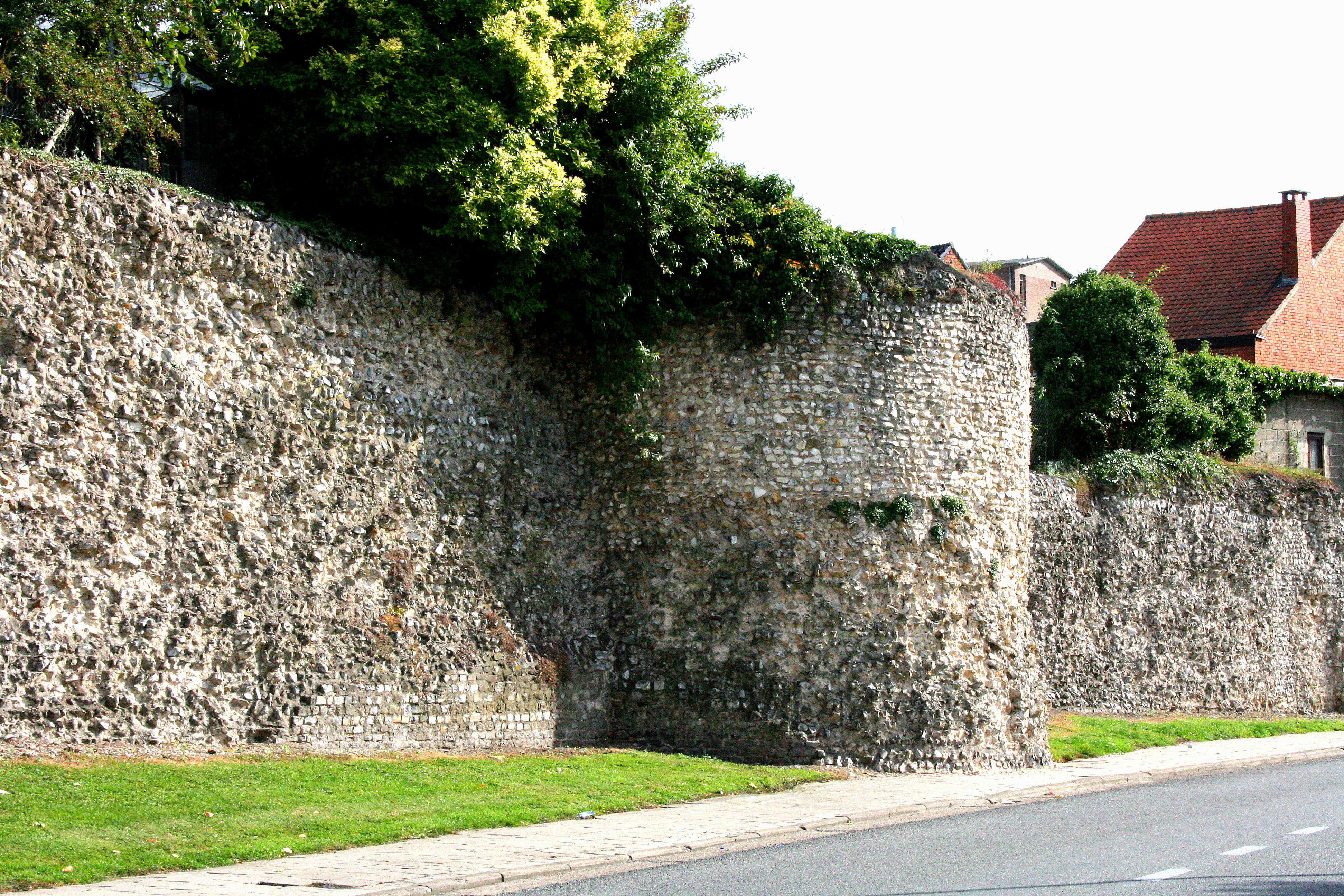
Romeinse stadsmuur van Tongeren

### Romeinse verovering
In het midden van de eerste eeuw v.Chr. kwamen de Romeinen onder leiding van Julius Caesar het huidige Limburg binnenvallen. Onder leiding van Ambiorix boden de Keltische Eburonen weerstand, Ambiorix slaagde erin om anderhalf Romeins legioen te verslaan, Julius Caesar verklaarde daarop de Eburonen vogelvrij, waardoor deze verdreven werden uit Limburg. Op uitnodiging van de Romeinse bezetters namen Germanen van de Rijnoevers (Tungri, Cugernen en Ubiërs) hun plaats in. Limburg werd onderdeel van de Romeinse provincie Gallia Belgica.
In 69 na Chr. leidde de Bataafse opstand van Julius Civilis tot een Romeinse tegenaanval onder leiding van Claudius Labeo waarbij o.a. Tungri werden gerekruteerd. Tacitus meldt dat Labeo daarbij een Maasbrug (pontem Mosae fluminis) veroverde. Mogelijk is dit de brug bij Maastricht. In een toespraak wist Civilis de Tungri over te halen om naar hem over te lopen. Labeo sloeg op de vlucht, en in de achtervolging door Civilis werd Tongeren gebrandschat. Uiteindelijk werd de Bataafse opstand in het najaar van 70 onderdrukt door de opmars van verse legioenen uit het zuiden. Hoe het met Civilis afliep, is onduidelijk. Overigens is nergens in de Romeinse tijd sprake van Mosae Trajectum, dat is pas in de middeleeuwen de benaming voor Maastricht.

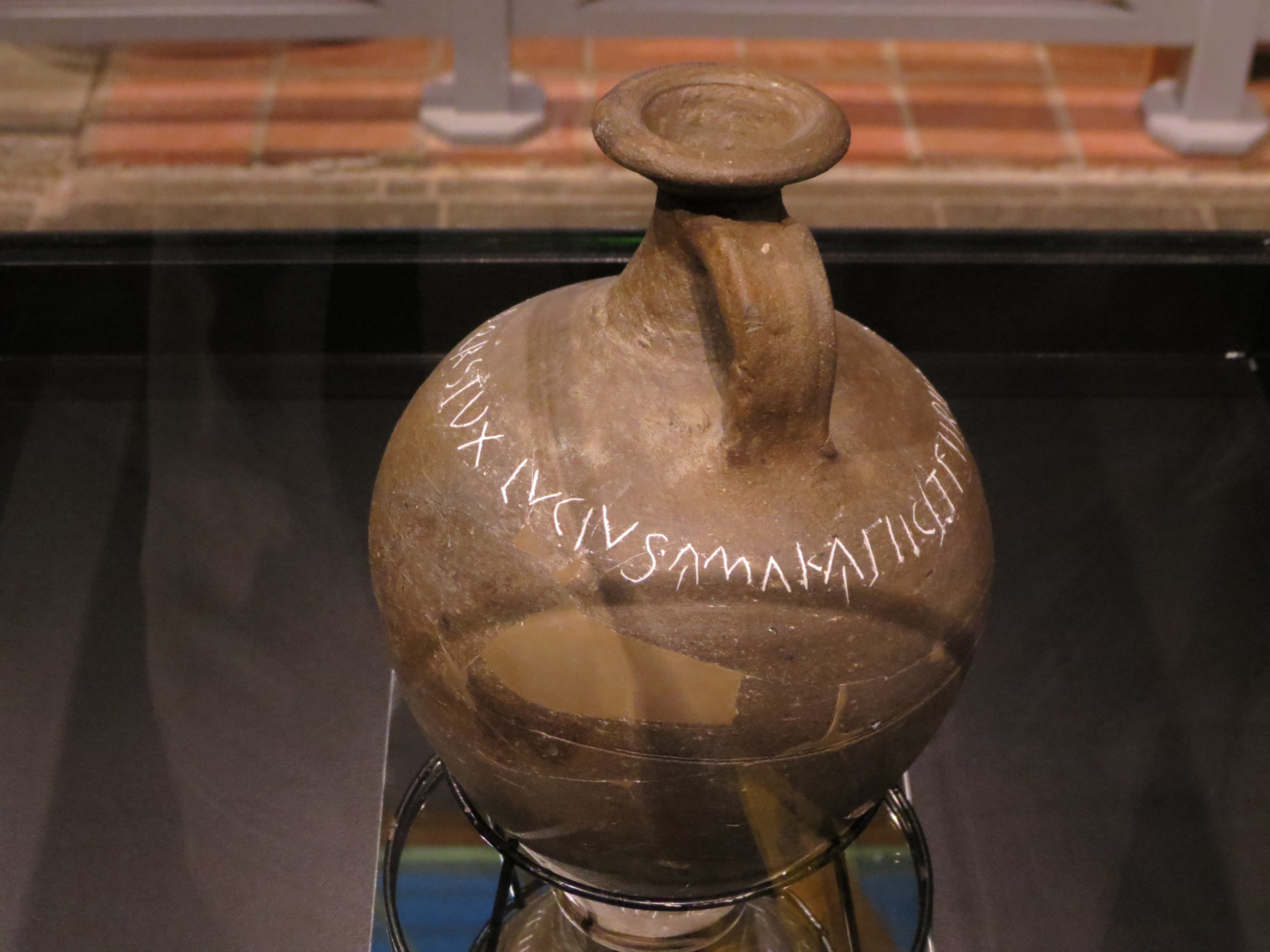
Kruik van Lucius Ferenius voor Amaka

Twee romeinse Limburgers waarvan de naam bekend is gebleven zijn Lucius Ferenius en zijn geliefde Amaka, Lucius was een pottenbakker uit Feresne (Mulheim bij Lanklaar) die zich in Coriovallum (Heerlen) had gevestigd.
In de Romeinse tijd werd Limburg grondig geromaniseerd en veel huidige dorpen en steden werden toen gegrondvest of ontstonden spontaan op kruisingen van belangrijke Romeinse wegen (Coriovallum) en ook waar deze de Maas overstaken zoals bij Maastricht en Blerick. Ook al bestaande voor-Romeinse dorpjes, meestal van Keltische oorsprong, ontwikkelden zich verder. De bevolking groeide flink en het vruchtbare land langs de Maas en vooral in Zuid-Limburg werd in cultuur gebracht. Getuigen van de toenmalige welvaart zijn resten van luxueuze herenboerderijen (villa rustica) die zijn opgegraven in - onder andere - Plasmolen en Voerendaal. Vanaf 80 of 83 werd Limburg onderdeel van de Romeinse provincie Germania Inferior die vanuit Colonia Agrippina (Keulen) werd bestuurd, de stad Atuatuca Tungrorum (Tongeren) vervulde de rol van regionaal bestuurscentrum.
Aan de welvarende en vredige tijd (Pax Romana) kwam een eind met de periode van de Romeinse crisis van de 3e eeuw, in essentie een langdurige reeks burgeroorlogen waarbij talrijke Romeinse generaals met hun legers onderling om de keizerstroon vochten. Deze strijdende partijen richtten grote schade aan aan de Romeinse economie en infrastructuur. Veel steden en landbouwgebieden werden herhaaldelijk door strijdende legers verwoest en geplunderd. Door deze intern-Romeinse politieke, economische en militaire chaos werd Romeins Limburg steeds vaker geteisterd door 'overrijnse' Germaanse roversbenden, waarvan de belangrijkste de Franken waren, die wegens de verzwakte verdediging van de Romeinse Limes steeds vaker vrij spel hadden. Tijdens de crisis in de 3de eeuw en gedurende de volgende 4de en 5de eeuw trokken veel geromaniseerde bewoners, waarschijnlijk het meest de maatschappelijke toplaag, zich terug naar het betrekkelijk veiligere huidige Wallonië en Noord-Frankrijk.

### Opkomst christendom
In de Lage Landen zou Limburg het oudste gebied zijn geweest dat overging op het christendom. In de 4e eeuw is er sprake van een bisschopszetel in de regionale hoofdstad Tongeren, die door Maternus (Bisschop van Trier en Keulen) in het jaar 280 zou zijn gesticht. Servatius zou de bisschopszetel in 384 naar Maastricht hebben verplaatst. Hierbij moet als kanttekening worden geplaatst dat voor deze legenden geen eigentijdse bronnen voorhanden zijn. Godsdienstvrijheid kwam voor de christenen in 313, het christendom werd staatsgodsdienst in het Romeinse rijk in 380.

### Romeinse terugtrekking en opkomst van de Franken

Frankische volksverhuizing

Veldtochten van Attila in 451

Na 300 wisten de keizers Diocletianus en Constantijn de orde weer te herstellen, de heerweg Tongeren-Keulen werd gerepareerd (zie de Mijlpalen van Eygelshoven) en Maastricht kreeg een nieuwe stadsmuur. De vroegere welvaart en het voorheen onbetwiste Romeinse gezag en recht keerden echter niet meer terug in de Romeins-Limburgse streken.
De Franken namen geleidelijk de opengevallen plaats in en werden de nieuwe elite over de achtergebleven bevolking. In 358 stond Julianus toe dat de Salische Franken, voorheen zich ophoudend in de buurt van de IJssel, zich vestigden ten noorden van de heirbaan Boulogne-Keulen, westelijk van de Maas in Toxandrië, waarbij zij als tegenprestatie als foederati de grens moesten verdedigen. Ten oosten van de Maas kregen de Ripuarische Franken, oorspronkelijk wonend aan de Rijnoevers, het voor het zeggen. Al snel hierna, rond 400, verdween de Romeinse autoriteit definitief uit deze contreien. Het net gevestigde christelijke geloof kwam in de verdrukking. Het Latijn verdween als voertaal in het Frankische gebied, waardoor de eerste aanzet van de Romaans-germaanse taalgrens was gezet. De Salische Franken waren rond 440 doorverhuisd naar de omgeving van Doornik. De Ripuarische Franken hadden zich westwaarts uitgebreid tot aan het Kolenwoud (Silva Carbonaria).
Het laatste optreden als foederati vond plaats in 451 toen de legendarische Salische koning Merovech (de naamgever van de merovingische dynastie) met de Romeinen meestreed om Attila de Hun te verslaan in de Slag op de Catalaunische Velden. Hulptroepen van Attila hadden eerder op hun veldtocht van Keulen naar Doornik ook Tongeren geplunderd. De inname van Keulen door de Ripuarische Franken in 454 geldt als einde van de Romeinse tijd in de Lage Landen.

## Middeleeuwen

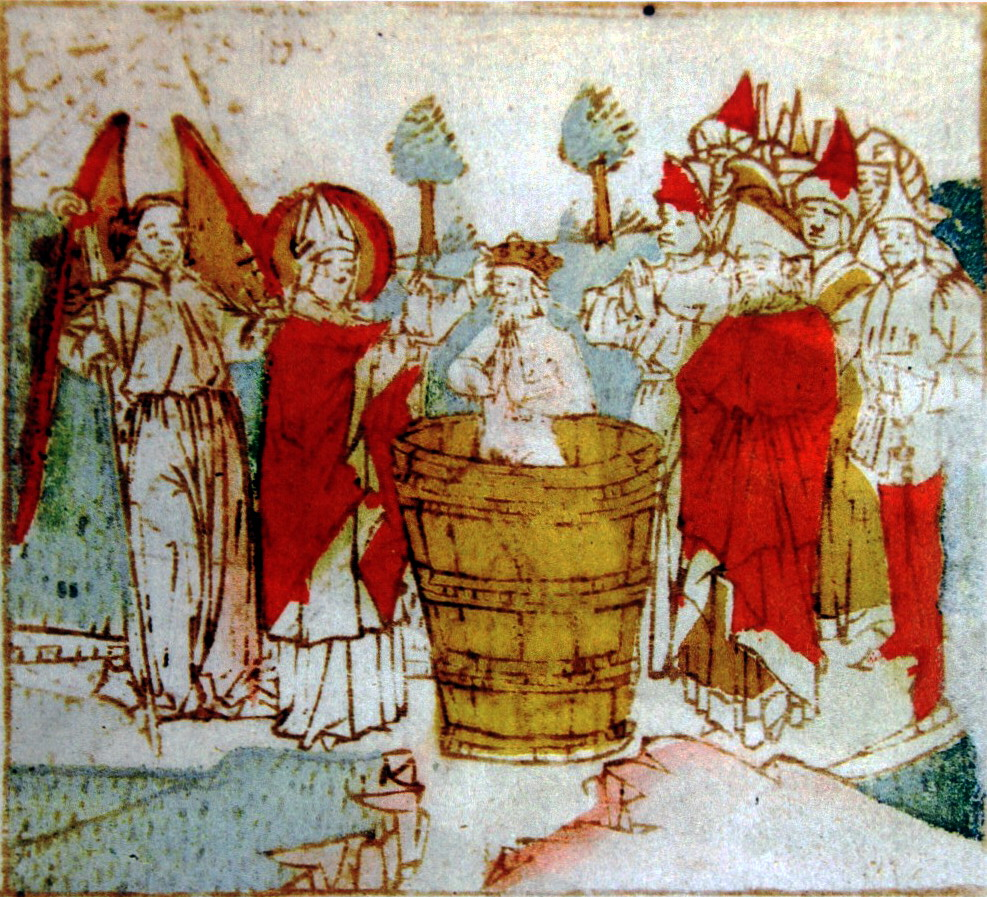
15e-eeuws miniatuur. St Servaas doopt Attila de Hun. (Servatius stierf echter 67 jaar voordat legers van Attila in Limburg waren, Attila nam een meer zuidelijke route en is waarschijnlijk zelf nooit in Limburg geweest.)

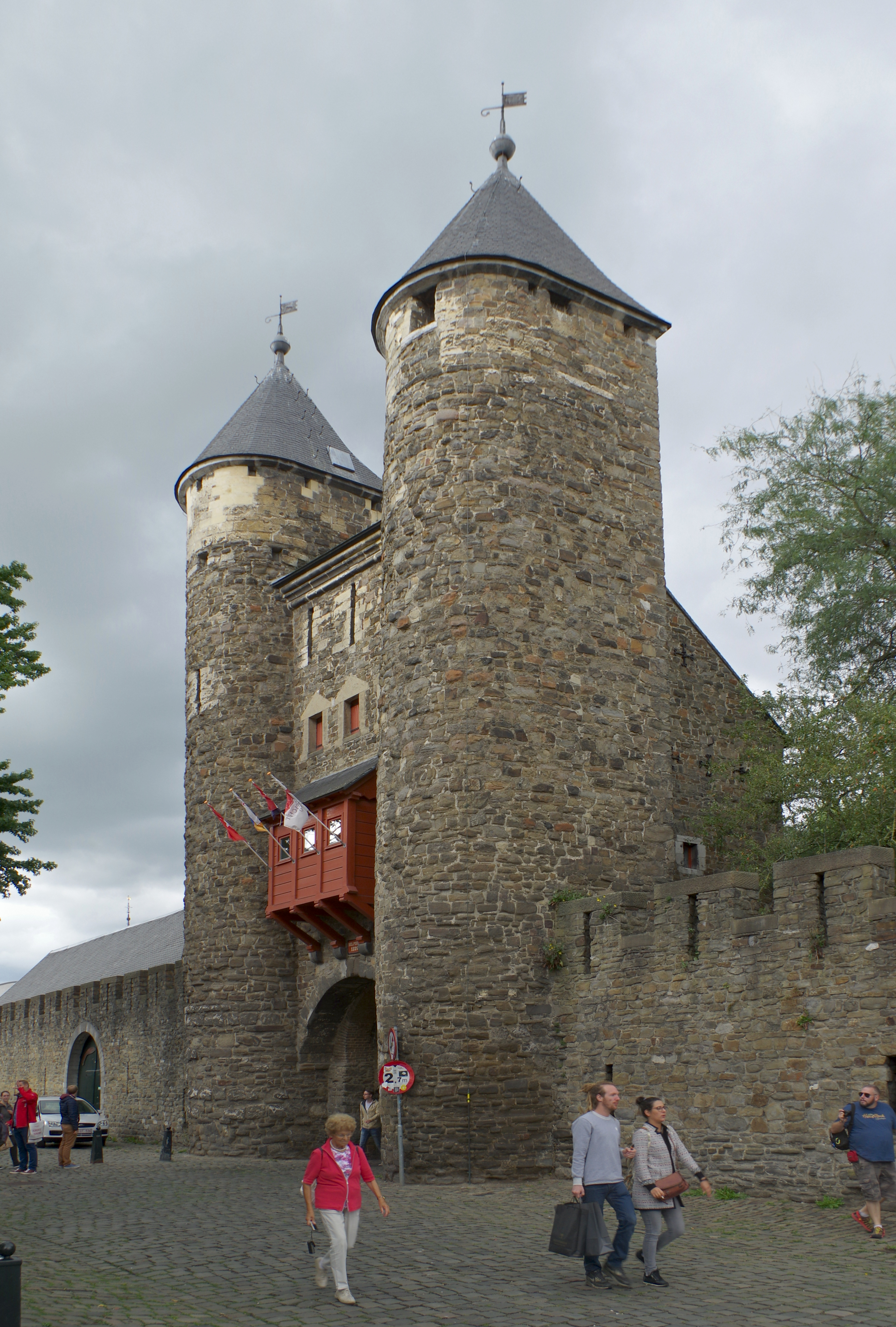
De middeleeuwse (13e-eeuwse) stadspoort van Maastricht, de Helpoort.

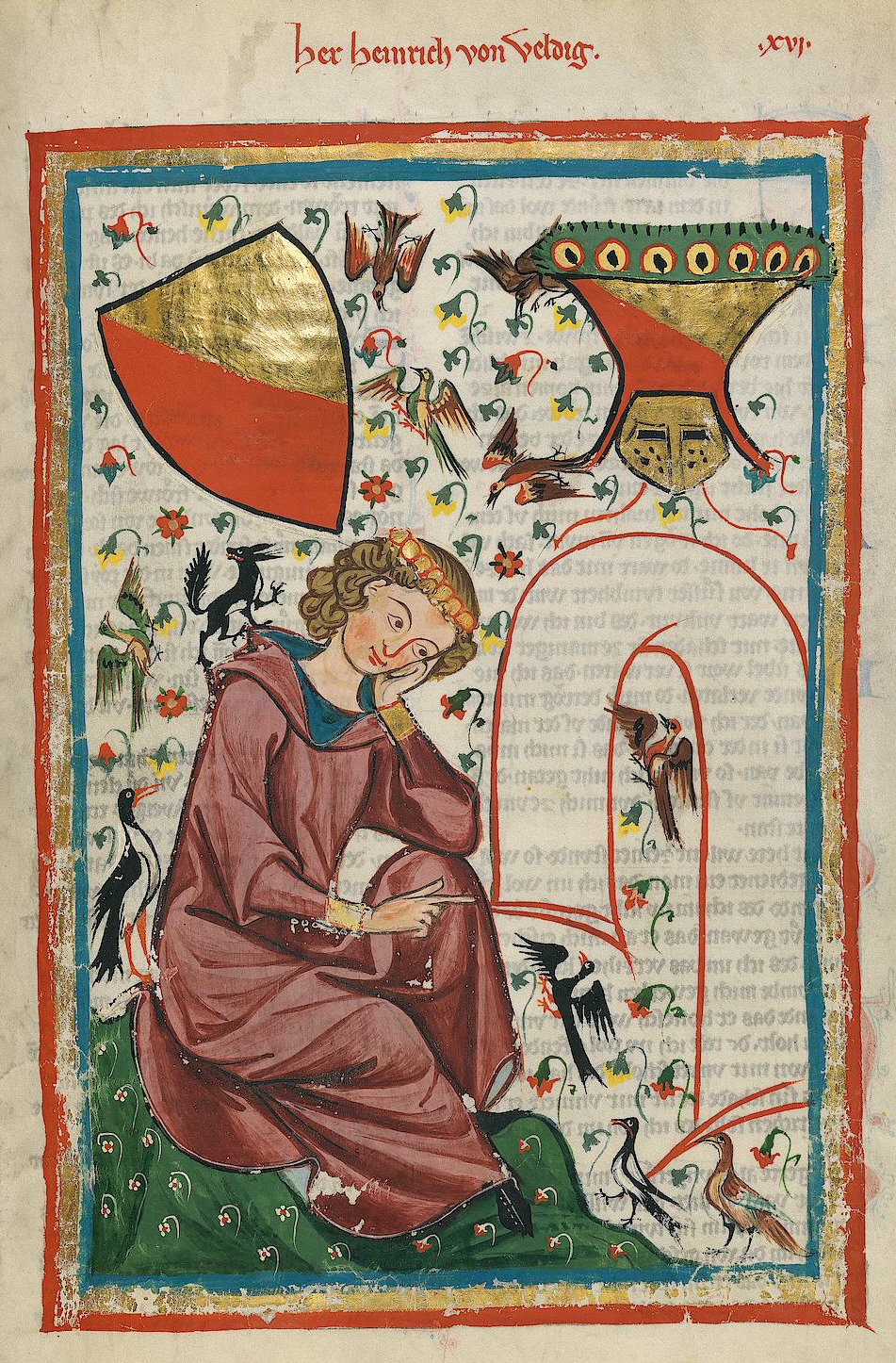
Hendrik van Veldeke geboren omstreeks 1150 in hedendaags Belgisch Limburg, afgebeeld in de Codex Manesse, was een belangrijke eerste volkstalige schrijver van de Lage Landen die we bij naam kennen. Zijn verhalen worden gezien als de basis voor de Nederlandse, Limburgse en Duitse literatuur.

### Merovingen en Karolingen
De voorheen intensieve contacten tussen de Limburgse gebieden en de zuidelijker streken verminderden met name vanaf het begin van de vijfde eeuw sterk, waarschijnlijk drong nieuws over gebeurtenissen, zoals de diverse plunderingen van Rome door Goten en Vandalen slechts langzaam tot hier door. Vóór het jaar 500 wist de Merovingse koning Clovis binnen een paar decennia het rijk van de Salische Franken uit te breiden in Gallia tot aan de Pyreneeën ten koste van het steeds sneller instortende West-Romeinse Rijk (de westelijke helft van het omstreeks het jaar 400 definitief in twee delen gesplitste Romeinse rijk). Hij onderwierp ook de Ripuarische Franken ten oosten van de Maas. Na de bekering van Clovis tot het katholicisme werd de kerstening vanaf de 6e eeuw, eerst aarzelend maar later met kracht, opnieuw ter hand genomen. Vanaf het einde van de 7e eeuw werden er een aantal belangrijke abdijen gesticht, zoals de abdij van Munsterbilzen, de abdij van Sint-Truiden en de abdij van Susteren.
Administratief was het Frankische rijk ingedeeld in gouwen die geleid werden door een gouwgraaf. De gouwen in het huidige Limburg waren in het westen Toxandrië en de Haspengouw, in het midden de Maasgouw en Luikgouw en in het oosten de Hettergouw en Gulikgouw.
De Frankische koningen van de dynastie der Merovingers, en vanaf 751 hun opvolgers de Karolingers, wisten hun rijk uit te bouwen tot de machtigste staat in West-Europa sinds de instorting van het Romeinse rijk. Tijdens de Karolingen lag Limburg centraal in het Frankische Rijk. De Haspengouw, Zuid-Limburg, Aken en het gebied net ten oosten van deze stad, behoorden tot de kerngebieden van Austrasië, de machtsbasis van de Karolingen. Rond het jaar 800, na de kroning van Karel de Grote tot "keizer van het Hernieuwde Romeinse Rijk", was Aken, een paar kilometer buiten het huidige Limburgse gebied, enige decennia de feitelijke hoofdstad van het gehele Frankische rijk, dat zich toen over een groot deel van Europa uitstrekte. De handel en economie floreerde tijdens de zogenaamde Karolingische renaissance, die iets terugbracht van de welvaart tijdens de voorgaande Romeinse periode. Ook groeide de bevolking.

### Opdeling van het Frankische rijk
Maar door de Salische wet van de Franken, die wat erfrecht betreft verordent dat iedere zoon van zijn vader een gelijk erfdeel verkrijgt, verdeelden ze hun rijk, wat als persoonlijk bezit van de heerser werd beschouwd, steeds onder de nakomelingen van een overleden heerser. Hierdoor viel het rijk ten slotte in drieën uiteen, West-Francië, Midden-Francië en Oost-Francië, wat formeel geregeld werd bij het verdrag van Verdun in 843.

### Lotharingen
Midden-Francië, het middenrijk waar Limburg in lag, beter bekend onder de naam Lotharingen, was genoemd naar Lotharius I (Lotharingen = "van Lothar") en kende zijn eigen koningen. De koning van Lotharingen was tevens de keizer van het hele Frankische rijk maar in de praktijk stelde deze titel niet veel voor. Lotharingen bleef een twistappel tussen West- en Oost-Francië. Na het verdrag van Meerssen (870) werd Lotharingen gesplitst en verdeeld tussen West- en Oost-Francië, waardoor de Maas en de Ourthe een grensrivier werden, maar door het Verdrag van Ribemont (880) kwam heel Lotharingen bij Oost-Francië. De keizerstitel verhuisde mee naar Oost-Francië en de koning hiervan voerde meestal ook de keizerstitel. Koning Zwentibold kreeg Lotharingen van zijn vader keizer Arnulf in 895, maar sneuvelde al in 900 bij Susteren, zijn schedel wordt nog steeds in de Sint-Amelbergabasiliek bewaard.
In 925 wist de Duitse koning Hendrik de Vogelaar Lotharingen definitief aan te sluiten bij Oost-Francië en werd Lotharingen van een koninkrijk 'gedegradeerd' tot een hertogdom onder de Oost-Francische/Duitse koning. Oost-Francië werd vanaf 962 het Heilige Roomse Rijk met Otto I als eerste keizer.
Het centrale bestuur van dit keizerrijk verzwakte gedurende de middeleeuwen, zodat de plaatselijke hertogen en graven in de loop der tijd in de praktijk meer te zeggen kregen dan het formele staatshoofd, de rooms-Duitse keizer. In 959 splitste het hertogdom van de Moezel zich af van het hertogdom Lotharingen. Het noordelijk deel werd bekend als Neder-Lotharingen, dit omvatte ongeveer het gebied van de huidige Benelux zonder Vlaanderen maar met Noord-Rijnland en Oost-Friesland.

### Invloed van de Vikingen

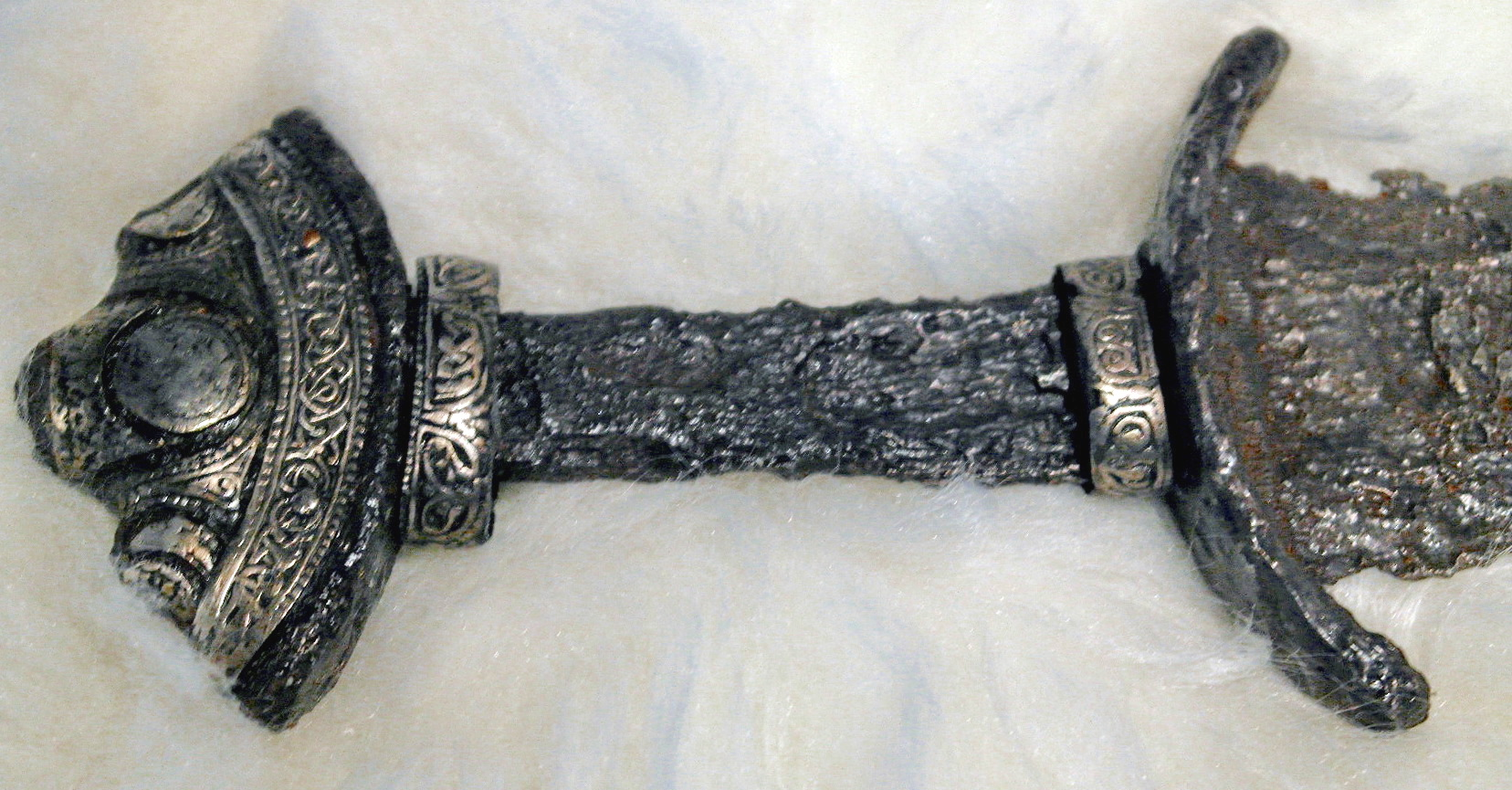
“Vikingzwaard” (Petersen type L) opgebaggerd in Wessem

Deze redelijk rustige periode eindigde in de 9de eeuw toen steeds vaker de Vikingen hun strooptochten tot in Limburg uitbreidden. Volgens kroniekschrijvers heeft tegen het einde van de eeuw een bende Vikingen zelfs een paar jaar een vaste basis ingericht in een door hen bezette Frankische Palts in "Ascloa" ergens aan de Maas, van waaruit ze strooptochten naar Maastricht, Aken, Bonn en Keulen ondernamen. Lange tijd werd aangenomen dat het hier om het Midden-Limburgse Asselt ging en dat in 882 hier de belegering van Asselt tijdens keizer Karel de Dikke plaats gevonden zou hebben. Een nieuwe studie van de vondsten in 2017 ontdekte dat het hier geen resten van Vikingen betrof, de conclusies van archeoloog Jan Hendrik Holwerda uit de opgravingen in Asselt in 1929 zijn daarom wellicht te voorbarig gebleken. De locatie van het middeleeuwse "Ascloa" moet dus mogelijk elders gezocht worden, bijvoorbeeld Elsloo en Arcen horen tot de mogelijkheden.
Het 'beleg van Ascloa' eindigde gunstig voor de Vikingen. Volgens de ene kroniek veroorzaakt door omkoping en verraad, volgens de andere kroniek door een zware hagelstorm kwamen zij met voordeel uit de strijd. Na onderhandelingen met de keizer kregen ze Kennemerland in Holland toegewezen en konden ze Danegeld gaan innen, een 'afkoopgeld' om van verdere plunderingen door de Vikingen verschoond te blijven, dat door de kerken moest worden opgebracht.
Niet alleen de Vikingen maar ook de Hongaren voerden in de tiende eeuw raids uit in het Limburgse, zo werd Aken in 910 geplunderd.

### Versnippering
Het zwakke keizerlijk gezag liet uiteindelijke tegenmaatregelen tegen de Vikingen hoofdzakelijk over aan de plaatselijke heren. Deze vergaarden hierdoor steeds meer persoonlijke macht en stonden deze niet meer af, ook niet toen het gevaar van de Vikingen rond het jaar 1000 verdwenen was. Hun domeinen, die eigenlijk in leen waren gekregen van de keizer, behandelden de heren op den duur als persoonlijke koninkrijkjes, vooral toen hun titels officieel erfelijk werden. Onderling waren deze plaatselijke potentaten dikwijls in oorlog verwikkeld door hun onophoudelijke pogingen om de eigen machtssfeer te vergroten ten koste van de omringende buren. De meeste oorlogen in het gebied van de Limburgen tussen 1000 en 1800 kunnen beschouwd worden als erfenisruzies, die op het platteland, te midden van de boerenbevolking werden uitgevochten. Ook de titel Hertog onderging in de late middeleeuwen een versnippering. Was deze in 1000 nog gereserveerd voor het hele gebied Neder-Lotharingen, in 1500 waren er in hetzelfde gebied hertogen van Limburg (1082), Brabant (1190), Gelre (1339), Luxemburg (1354), Gulik (1356), Berg (1380) en Kleef (1417). Bij enkele territoria kwam het voor dat de heerschappij werd gedeeld door twee heren, de tweeherigheid of Condominium. Zo was er de tweeherigheid van Maastricht uitgeoefend door de machthebbers van Brabant en Luik, Vaesrade werd gedeeld tussen de domkapittels van Aken en OLV Maastricht. Verder waren Neeroeteren, Koersel, Lummen, Linkhout, Schulen en Donk in het Graafschap Loon ook tweeherig.

### Bisdom Luik

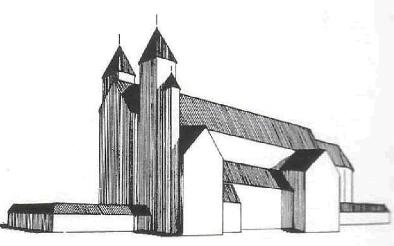
De Luikse Lambertuskathedraal ca 1015 (reconstructie)

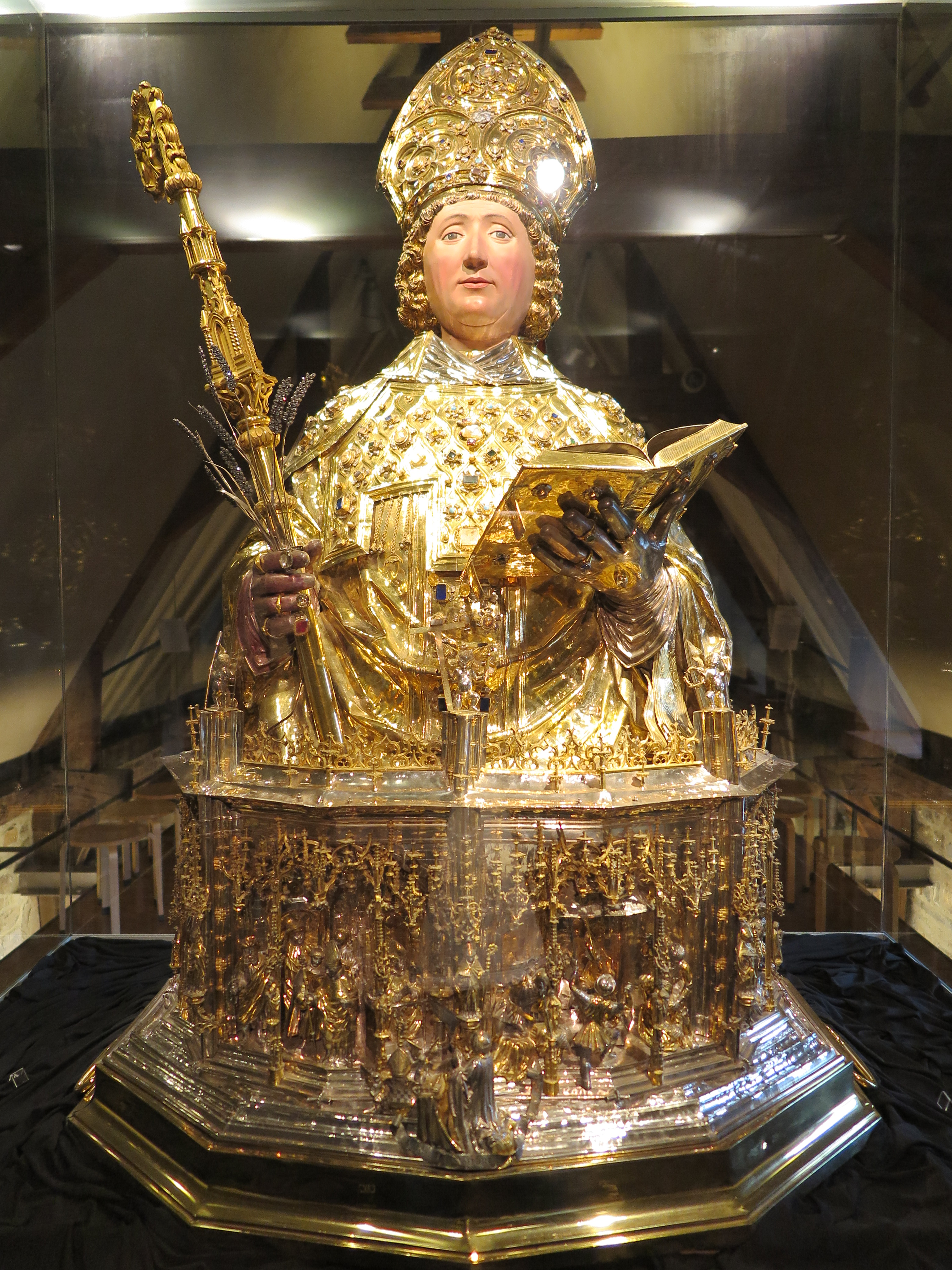
Laat-gotische reliekhouder van Sint Lambertus

Omstreeks 700 werd bisschop Lambertus van Maastricht op zijn landgoed in Luik vermoord. Hij werd in Maastricht begraven maar rond de plaats delict op de tegenwoordige Place Saint-Lambert in Luik werden al snel wonderen gerapporteerd.
Bisschop (Sint) Hubertus verplaatste omstreeks 716 de relikwieën van de heilige Lambertus van Maastricht naar Luik, aan wie de Luikse Lambertuskathedraal werd gewijd.
De zetel van het bisdom Maastricht werd waarschijnlijk pas omstreeks 800 definitief gevestigd in Luik.
De Duitse Keizer Otto II gaf aan bisschop Notger in 980 wereldlijk gebied in leen. In de loop van de jaren groeide het prinsbisdom Luik gestaag: Loon werd in 1366 geannexeerd en Horn in 1568. Het geestelijk gebied van de bisschop van Luik was veel uitgestrekter dan het wereldlijke en reikte tot aan de Maas in Noord-Brabant. In het oosten grensde het bisdom Luik aan het Aartsbisdom Keulen, dat ten noorden van Venlo ook het gebied rechts van de Maas bevatte. Met de pauselijke bul Super universas in 1559 werden de gebieden van de Spaanse Nederlanden afgesplitst van het geestelijke bisdom Luik en toegevoegd aan het nieuw gevormde aartsbisdom Mechelen. Het bisdom Roermond werd hierbij gesticht. Het wereldlijke bisdom Luik viel na deze kerkelijke reorganisatie ongeveer samen met het geestelijke bisdom. De prins-bisschoppen waren vaak telgen van adellijke geslachten in de Nederlanden, die zo hun politieke macht in regio verzekerden. Het kon soms voorkomen dat de prins-bisschop van Luik niet tot priester was gewijd. Kerkrechtelijk gezien mocht deze prins-'bisschop' zich dan eigenlijk ook geen bisschop noemen en voor de geestelijke kerntaken van een bisschop, zoals het toedienen van vormsels en priesterwijdingen, werd dan een wijbisschop aangesteld.

### Kleinere geestelijk gebieden

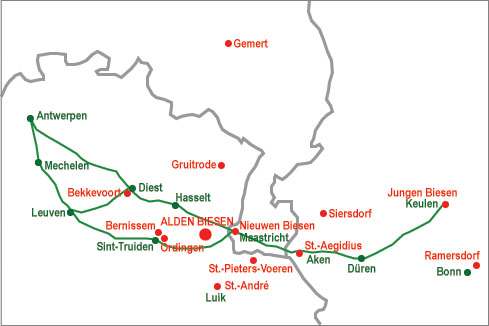
De balije Alden Biesen van de Duitse Orde met zijn 12 onderhorige commanderijen in 1700

Ook het Kapittel van Sint-Servaas en de O.L.-Vrouwekerk van Maastricht kregen wereldlijke macht over heerlijkheden, respectievelijk de elf banken van Sint-Servaas en Bemelen. In Midden-Limburg gebeurde dit in de 14e eeuw met de abdij van Thorn. De Duitse Orde had in Alden Biesen bij Bilzen een landcommanderij (provinciaal hoofdkwartier) van waaruit twaalf commanderijen werden bestuurd, onder andere de commanderij van Sint-Pieters-Voeren in de voerstreek.

### Graafschap Loon
Het graafschap Loon, ongeveer samenvallend met het huidige Belgisch Limburg, ontstond in de 11e eeuw rond de burcht Borgloon als leen van het graafschap Haspinga in de Haspengouw. Toen Haspinga in 1040 aan het Prinsbisdom Luik werd geschonken door keizer Hendrik III, werd Loon een leen van Luik. Latere graven breidden het gebied naar het noorden uit met het Kempens Plateau. Graaf Lodewijk IV van Loon overleed in 1336 kinderloos en Loon ging over op zijn neef Diederik van Heinsberg. Na diens kinderloos overlijden annexeerde de Luikse bisschop Jan van Arkel het graafschap in 1366.

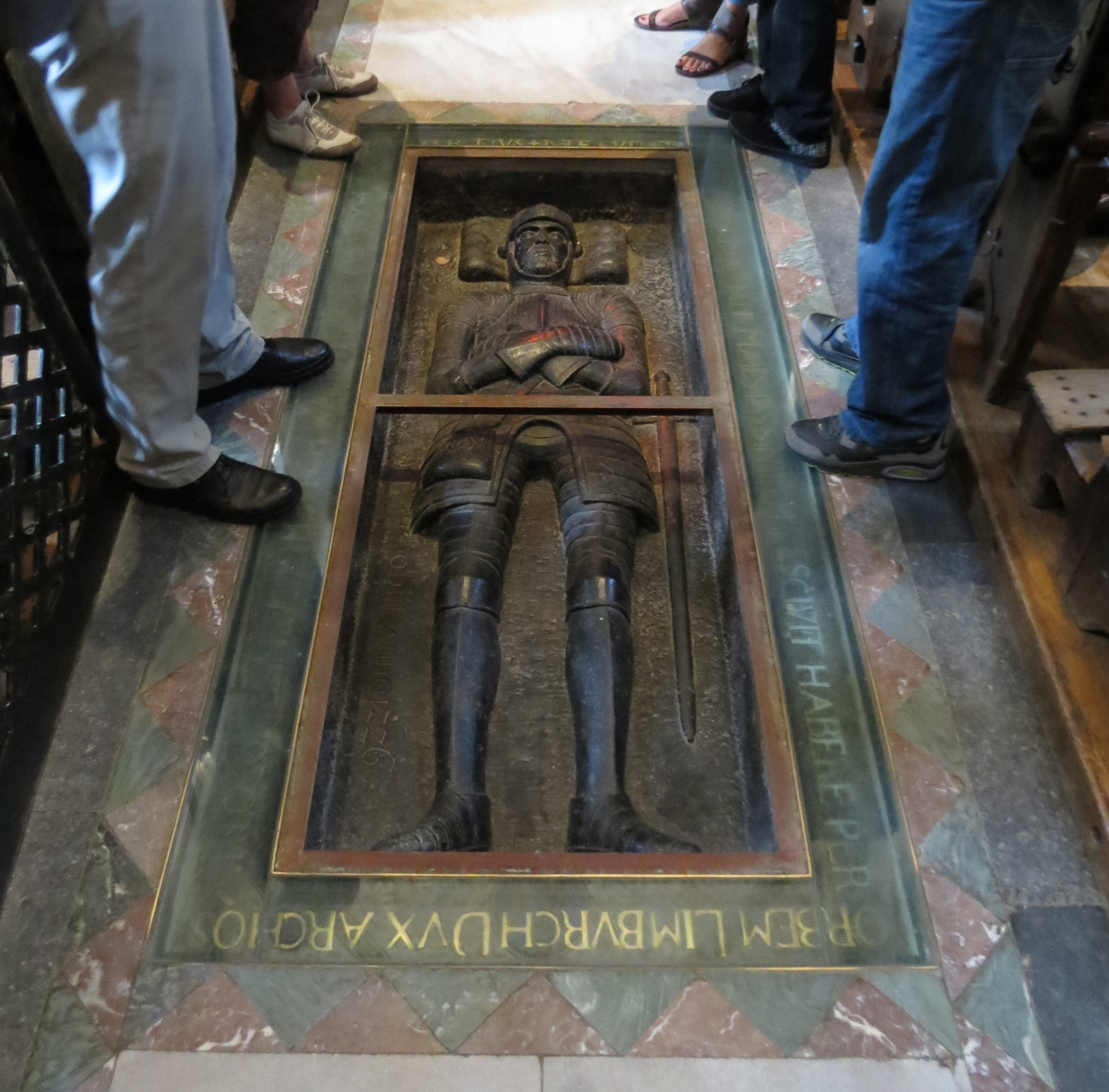
Grafzerk van hertog Walram III (1180-1226) in de abdijkerk van Rolduc (Kerkrade)

### Graafschap en hertogdom Limburg
Het graafschap Limburg ontstond in de elfde eeuw als een leen in het Hertogdom Neder-Lotharingen. Graaf Hendrik I van Limburg kreeg in 1101 de hertogtitel, waardoor het hertogdom Limburg gesticht werd. Het hertogdom vormde een personele unie met het Land van 's-Hertogenrade en hertog Walram III ligt dan ook begraven in de abdij van Rolduc die in 1104 gesticht was. In 1283 stierf Irmgard, erfdochter van Limburg, die was gehuwd met Reinoud van Gelre. Met toestemming van de Duitse rooms-koning Rudolf I van Habsburg nam Reinoud bezit van het hertogdom Limburg, maar vond daarbij een tegenstander in Adolf V van Berg, zoon van de broer van de laatste hertog die de wettige erfgenaam was. Deze rivaal droeg zijn rechten over op de hertog van Brabant, terwijl Luxemburg de rechten van Reinoud van Gelre verwierf. Het erop volgende geschil leidde tot een reeks gevechten; de strijd werd beslist in de Slag bij Woeringen op 5 juni 1288. Hertog Jan I van Brabant overwon roemrijk en zo bemachtigde Brabant het hertogdom Limburg.

### Graafschap en hertogdom Gelre

Overkwartier van Gelre in 1473

Omstreeks 1020 werd Wassenberg (op Duits grondgebied op 15 km van Roermond) door Keizer Hendrik II de Heilige in leen gegeven aan Gerard Flamens ("Gerard de Vlaming"). Rond 1120 ging Wassenberg door een huwelijk over op Limburg en werd de residentie verplaatst naar Geldern waar een burcht werd gebouwd.
Het gebied van de graven van Gelre werd in 1138 uitgebreid met het Graafschap Zutphen, vervolgens de Veluwe met Arnhem (1196) en de Betuwe met Nijmegen (1247).
In het zuiden werden in 1277 Montfort en Nieuwstadt toegevoegd. Graaf Hendrik V van Kessel, de laatste graaf die in Kessel resideerde, verkocht zijn bezittingen op de linker Maasoever in 1279 aan graaf Reinoud I van Gelre, waardoor Gelre werd uitgebreid tot aan de Peel (Venray was al vanaf 1220 onder Gelders gezag). In 1296 was Venlo Gelders bezit en Mook volgde in 1309. Gennep bleef een zelfstandige vrije heerlijkheid en viel in 1441 aan Hertogdom Kleef.
In 1339 werd Gelre een Hertogdom en lang was de titel van de heerser Hertog van Gelre en Graaf van Zutphen. Vanaf 1359 werd de formele indeling in vier kwartieren gebezigd: Kwartier van Roermond, Kwartier van Zutphen, Kwartier van Arnhem en Kwartier van Nijmegen. Tussen 1393 en 1423 was er een personele unie met Gulik. Mook ging in 1473 over aan Kleef.
In 1473 was het huidige Noord-Limburg Gelders, met uitzondering van Mook en Gennep die Kleefs waren en Tegelen dat Guliks was.

### Graafschap en hertogdom Gulik
De stad Gulik ontstond in de romeinse tijd als pleisterplaats Juliacum aan de heirbaan Heerlen-Keulen. In de Karolingische tijd was het de hoofdplaats van de Gulikgouw. Enkele plaatsen in Nederlands Limburg delen de gulikse geschiedenis omdat zij onderdeel werden van het territorium. Het gebied van de graven van Kessel ten oosten van de Maas (met daarin Steyl en Tegelen) viel in 1307 aan de graven van Gulik. Eygelshoven werd in 1371 Guliks bezit als deel van het Land van Terheyden aan de rivier de Worm. Het Ambt Born, met daarin Sittard en Susteren werd in 1400 aangekocht. Melick en Herkenbosch als onderdeel van de heerlijkheid Dalenbroek gingen in 1472 over in Gulikse handen.
In het Kasteel Born vond in 1306 een grote pogrom op joden plaats. Reinoud van Valkenburg had 110 gevluchte joden uit Susteren en Sittard bescherming geboden, maar een menigte bestormde het kasteel vermoordde alle aanwezige joden en stak daarna het kasteel in brand.

### Hertogdom Brabant en hertogdom Bourgondië

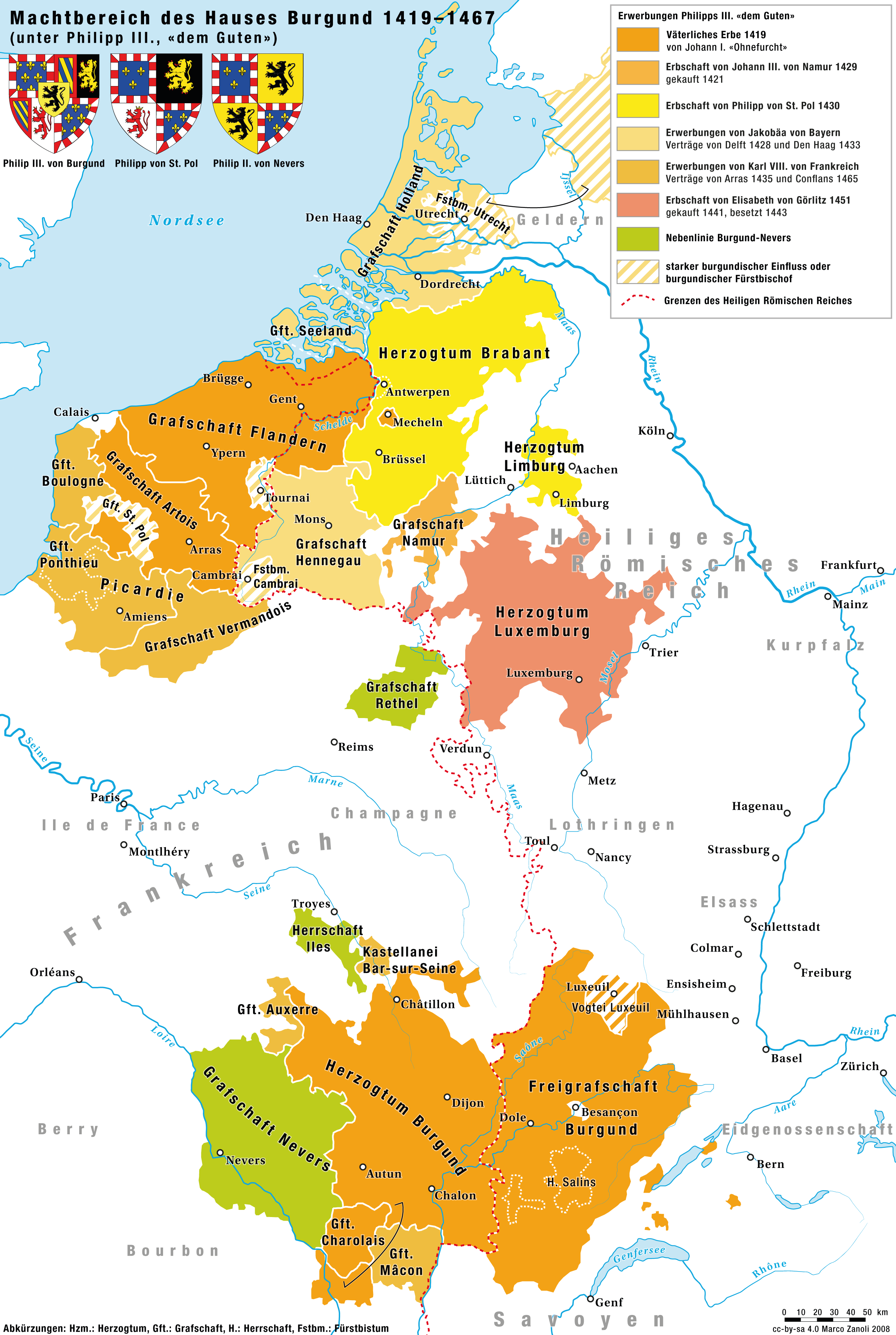
De Bourgondische expansie in de Lage Landen onder Filips de Goede (1419-1467)

Rond 1350 waren de heersers van het hertogdom Brabant de gezaghebbers over het hertogdom Limburg en de landen van Overmaas. Naast de verwerving van Limburg met Hertogenrade in 1288, was de stad Maastricht in 1204 al onder gedeeld bestuur (samen met Luik) gekomen. Het Land van Dalhem was in 1239 in Brabantse handen overgegaan. Ten slotte volgde in 1347 het Land van Valkenburg.
In 1390 overtuigde Filips de Stoute, de hertog van Bourgondië, de kinderloze hertogin Johanna van Brabant (r. 1355-1406) het hertogdom Brabant af te staan aan haar nicht (én Filips' echtgenote) Margaretha van Male, al namen de Staten van Brabant met de overeenkomst geen genoegen.
maar in 1401 moesten zij aanvaarden dat Filips' tweede zoon Anton van Bourgondië als opvolger van Johanna van Brabant werd aangesteld. (Ze stemden hierin toe op voorwaarde dat Antwerpen en Mechelen weer bij Brabant werden gevoegd).
In 1430 werd de Bourgondiër Philips de Goede Hertog van Brabant en daarmee dus ook eigenaar van Limburg en Overmaas. Door hun handige huwelijkspolitiek verwierven de hertogen van Bourgondië, die leenheren van de Franse koning waren maar zich in de praktijk even onafhankelijk gedroegen als hun Duitse collega-heren, een groot deel van de provinciën van de Nederlanden. Zelfs de bisschop van Luik was een familielid van de Bourgondische hertogen. De Staten-Generaal werden in 1464 bijeen geroepen, en vanaf 1473 ging de delegatie van Limburg en Overmaas samen onder de naam Staten van Limburg en de Landen van Overmaas. Als stadhouder-generaal van Limburg, Overmaas en Maastricht werd Gwijde van Brimeu aangesteld. Ook Gelre kwam in 1473 onder Bourgondisch gezag. In feite probeerden de hertogen het vroegere Frankische Middenrijk te herstellen dat oorspronkelijk van de Middellandse zee tot de Noordzee liep en korte tijd West-Francië van Oost-Francië scheidde.
De ambitie van de Bourgondische hertogen om het vroegere Middenrijk te herstellen mislukte echter bij de slag bij Nancy op 5 januari 1477. Hierbij sneuvelde ook de laatste hertog Karel de Stoute en zijn rijk werd vervolgens opgedeeld tussen Frankrijk en de Oostenrijkse Habsburgers. Gwijde van Brimeu werd in Gent terechtgesteld. Maria van Bourgondië, dochter en enige erfgenaam van Karel de Stoute, was in 1477 getrouwd met de Habsburgse prins Maximiliaan I, die de Franse expansie wist te stoppen, waardoor de Lage Landen grotendeels onder Habsburg kwamen.

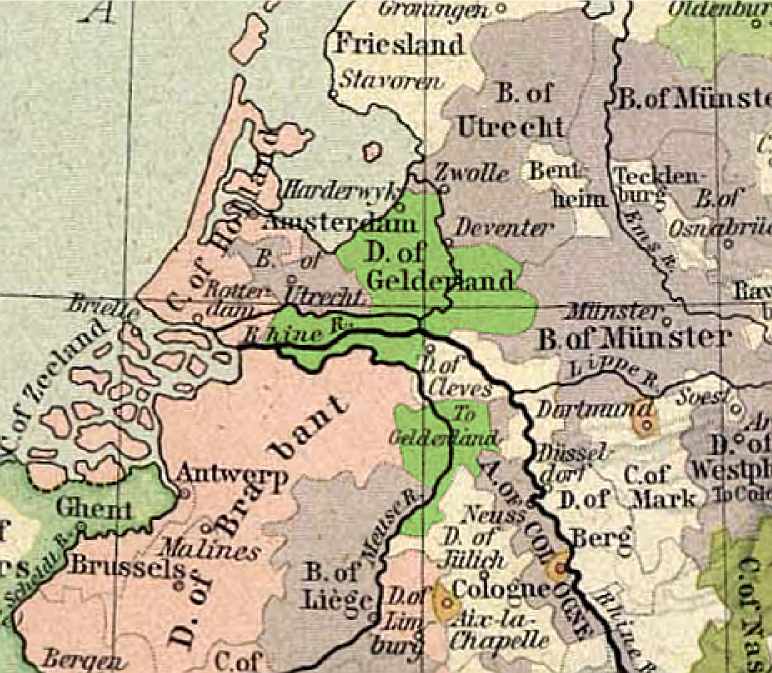
Gelre in 1477

Het Hertogdom Gelre gaf zich niet definitief gewonnen aan de Bourgondische expansie. De Staten van Gelre stuurden in 1477 geen delegatie naar de Staten-Generaal, die door Maria van Bourgondië was bijeengeroepen, maar belegden in plaats daarvan een eigen Landdag in Nijmegen, waar (opnieuw) de onafhankelijkheid werd uitgeroepen. De tweede helft van de 15e eeuw werd geplaagd door de Gelderse Onafhankelijkheidsoorlog. Karel van Gelre werd in 1492 ingehuldigd als nieuwe hertog. In 1496 sloot Habsburg een alliantie met Kleef en Gulik om Gelre in te lijven. In 1498 viel keizer Maximiliaan I het Gelderse Overkwartier binnen bij een poging om dit gebied bij zijn overige Nederlandse bezittingen te voegen, maar ook deze poging mislukte en de troepen bliezen in 1499 de aftocht.
Het Prinsbisdom Luik (inclusief Loon) maakte zich onder bisschop Johan van Horne vrij van de Habsburgse invloed door het prinsbisdom in 1492 formeel neutraal te verklaren.

### Nijverheid
In Brunssum en Schinveld was tussen de 11e en 14e eeuw een concentratie van pottenbakovens. Limburg kende in de 15e eeuw een niet onaanzienlijke lakenindustrie. In Maastricht, Roermond, Weert, en Sittard werd laken geproduceerd. Daarnaast was er vanaf 1428 sprake van papierfabricage in Gennep, naast de brouwerijen.

## De 16e en 17e eeuw

### 1502-1543 - De Gelderse Oorlogen

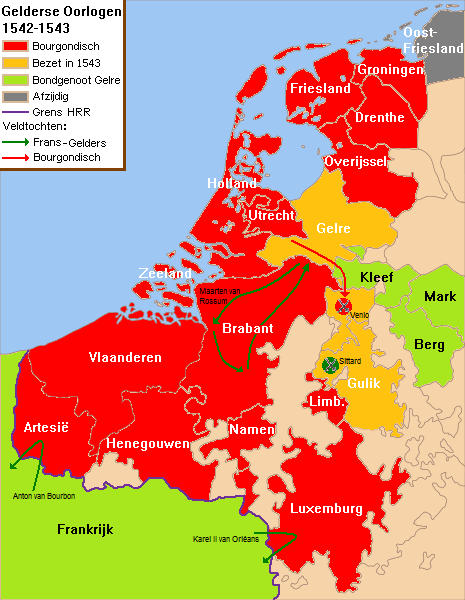
De Gelders-Guliks-Kleefse alliantie tegen de Habsburgse Nederlanden

In 1502 veroverde de Habsburger Philips de Schone Arnhem bij een poging om Gelre alsnog bij zijn overige Nederlandse bezittingen te voegen, maar dit bleek te hoog gegrepen en hij moest zich weer terugtrekken. De strijd golfde heen en weer waarbij aanvankelijk geen van de strijdende partijen erin slaagde de overhand te verkrijgen met als gevolg oorlogstoestanden die duurden tot 1543: dit is bekend onder de naam Gelderse oorlogen. Het was een moeilijke tijd voor met name steden als Roermond en Venlo en de dorpen eromheen omdat het slagveld waar de legers elkaar bevochten vaak in deze streken was.
Ditmaal vormde Gelre een alliantie met Gulik en Kleef. Zij kwamen tijdelijk samen doordat Kleef en Gulik door huwelijk aan elkaar verbonden geraakten en de staten van Gelre bij gebrek aan een opvolger de hertog van Kleef, Willem V van Kleef, in 1539 als hertog verkozen. Vlak voor het einde van deze oorlog leek de alliantie nog aan de winnende hand. Gelderse troepen onder leiding van Maarten van Rossum waren Brabant binnengevallen, plunderden het platteland, belegerden Antwerpen en Leuven en verenigden zich bij Luxemburg met Franse troepen. Daarop zetten de Habsburgse troepen een aanval in vanuit Gulik en plunderden en brandden alles wat ze tegenkwamen op een nog veel gruwelijker wijze (de branden waren vanaf de raadstoren in Keulen te zien). De Gelrenaren sloegen net zo hard terug. Toen greep keizer Karel V in. Aan het hoofd van een aanzienlijk leger stond hij op 30 augustus 1543 voor Roermond. De stad gaf zich over en enkele dagen later ook Venlo.

### 1543 – Gelres aansluiting bij het Habsburgse Rijk

Het gebied van het huidige Limburg verdeeld over de Bourgondische Kreits en Nederrijns-Westfaalse Kreits in 1548

Het Hertogdom Gelre, met het Gelderse Overkwartier en de steden Roermond, Venlo en het grootste deel van Noord-Limburg, kwam bij het Habsburgse rijk, waar het Hertogdom Limburg en de Landen van Overmaas al deel van uitmaakten. Het centrale gezag bevond zich vanaf dat moment in Brussel. Daaronder was in Midden-Limburg het bestuur gevestigd van het Overkwartier van Gelre, waarvan vanaf 1580 Roermond de hoofdstad was. Aan het hoofd daarvan stond een stadhouder; andere bestuursorganen waren het ook daar zetelende hof van Gelre en een statencollege met afgevaardigden van de adel, kerk en steden.

#### Bourgondische Kreits
Het verdrag van Venlo van 1543 bepaalde feitelijk de nieuwe indeling van de Nederlanden: de Zeventien Provinciën van de Habsburgse Nederlanden. De administratieve vereniging van de Nederlanden kwam er in 1548 met de Transactie van Augsburg waarmee de Zeventien Provinciën voor het grootste deel werden losgemaakt uit het Rooms-Duitse rijksverband. De banden met het Heilige Roomse Rijk werden drastisch beperkt. De Staten-Generaal van de Nederlanden waren niet langer onderhorig aan de Rijksdag, hoewel er nog wel een jaargeld aan de keizer betaald werd. Dit was een politiek succes voor keizer Karel V, die er een jaar later ook in slaagde de erfopvolging voor deze kreits te regelen. Dit werd bezegeld in de Pragmatieke Sanctie (1549), die bepaalde dat de Bourgondische Kreits van dan af als dynastieke eenheid zou verder bestaan.

#### Nederrijns-Westfaalse Kreits

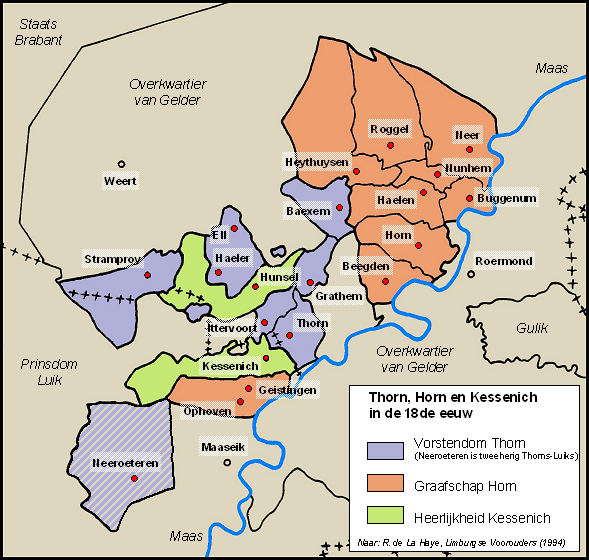
Grensverloop tussen Horn, Thorn en Kessenich in de 18e eeuw.

Tot de Nederrijns-Westfaalse Kreits behoorden de volgende heerlijkheden die geheel of gedeeltelijk op hedendaags Limburgs grondgebied lagen en die niet onder de Habsburgse heerschappij waren gekomen.

-- Aan de westkant en in het midden:
- het prinsbisdom Luik, door het daarmee verbonden Land van Loon
- het graafschap Horn, lange tijd verbonden met het prinsbisdom Luik
- het abdijvorstendom Thorn, ingeklemd tussen de graafschappen Loon en Horn, maar wel zelfstandig,

(N.B.: de rijksheerlijkheid Kessenich was verbonden met Gelre en dus met de Bourgondische Kreits).
-- Aan de oostkant delen van:
- de hertogdommen Kleef en Gulik.

Voorts hoorden in het gebied van de huidige provincies Limburg nog de volgende kleine heerlijkheden tot de Nederrijns-Westfaalse Kreits:
-- in het zuiden:
- het graafschap Gronsveld
- de heerlijkheid Wittem

-- in het zuiden, thans in Belgisch-Limburg:
- het graafschap Rekem

--  in het oosten, thans geheel op Duits gebied:
- het graafschap Kerpen en Lommersum.

### 1567-1574 – De Tachtigjarige oorlog, eerste bedrijf

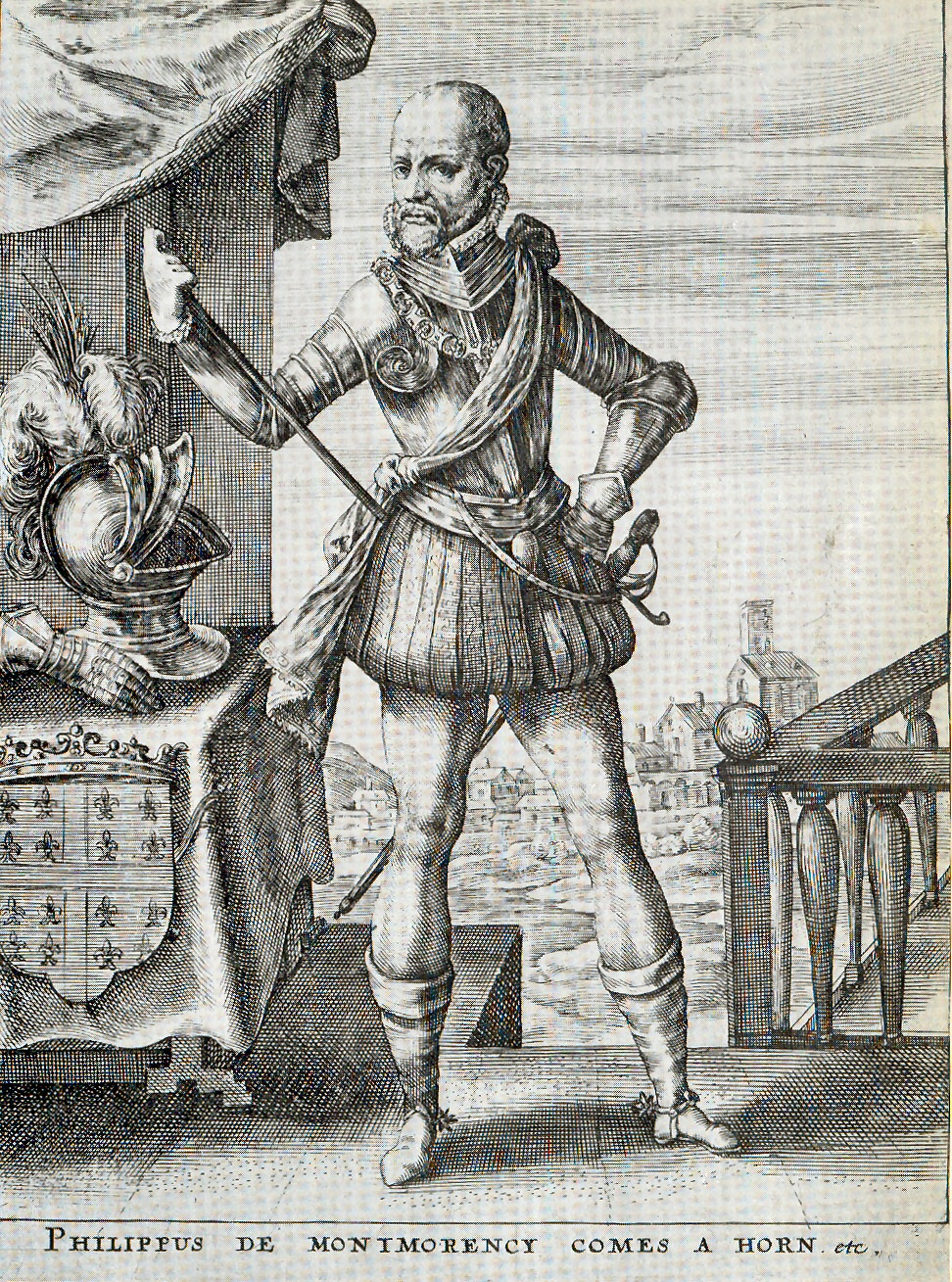
Philips van Montmorency, Graaf van het Limburgse Horn en Heer van Weert, terechtgesteld door Alva in 1568. Zijn hart ligt begraven in in de Sint-Martinuskerk in Weert

Eerste offensieven van Oranje in 1568

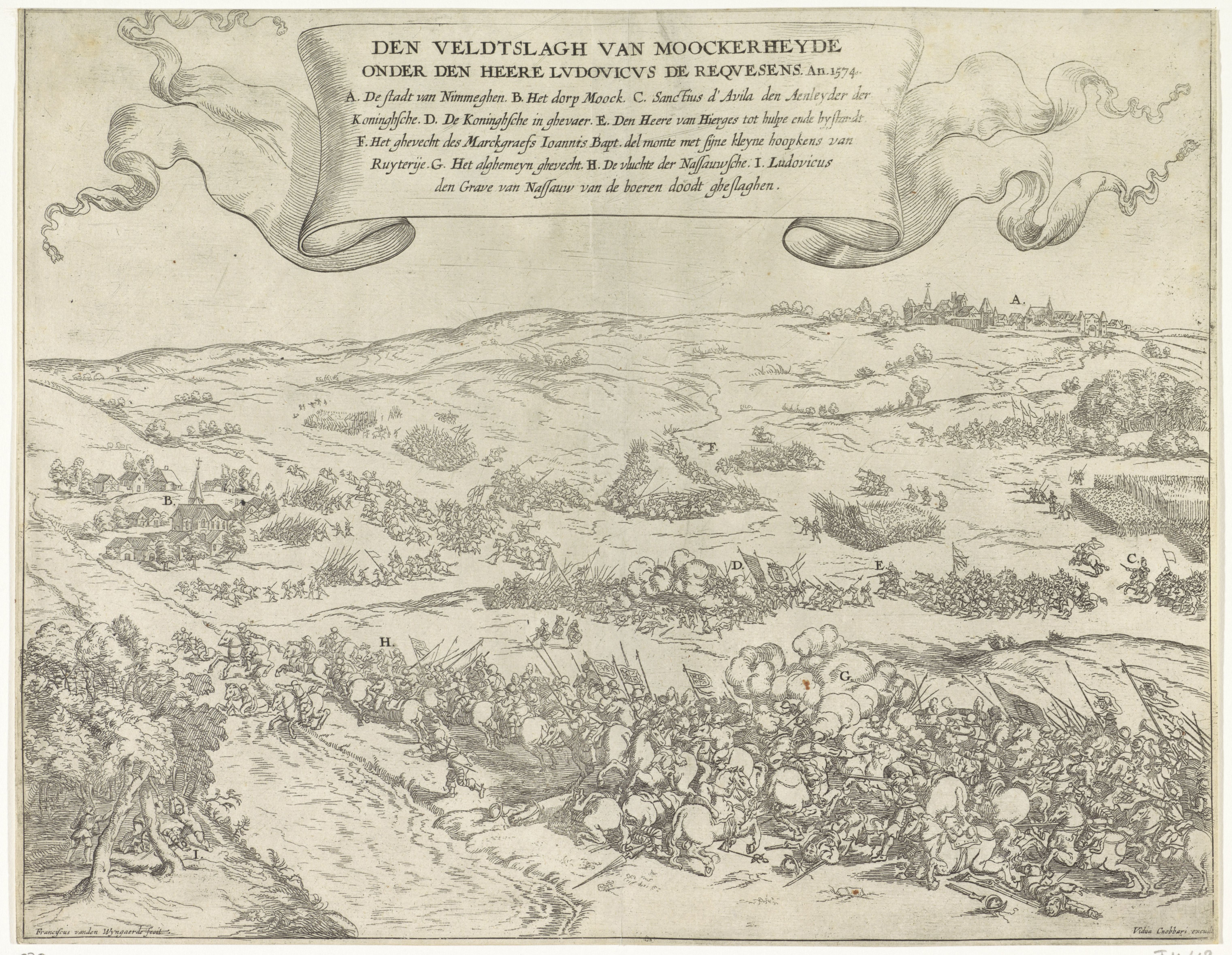
Slag op de Mookerheide

Aanval van Parma 1578

De centralisatie van de macht naar Brussel frustreerde de hoge adel en het inperken van de godsdienstvrijheid zag de adel dan ook als een beperking van zijn bevoegdheden. Het instellen van nieuwe bisdommen en de Spaanse Inquisitie waren belangrijke oorzaken voor de opstand, die aanvankelijk geïnitieerd werd door Hendrik van Brederode. Philips II, de zoon en opvolger van Karel V als Spaanse koning die als onderdeel van zijn Spaanse bezittingen ook de Nederlanden overnam, koos ervoor om die onrust hard te onderdrukken en stuurde Fernando Álvarez, beter bekend als de hertog van Alva, naar de Nederlanden om als landvoogd op te treden. Alva stelde de Raad van Beroerten in en arresteerde Lamoraal van Egmont en Filips van Montmorency, graaf van Horn ("Egmont en Hoorne") op beschuldiging van hoogverraad. Willem van Oranje kon als derde van het Driemanschap ter verdediging van de vrijheden ontkomen.
Willem van Oranje verzamelde zijn legers in Duitsland, om van daaruit pogingen te kunnen ondernemen om Brussel, waar de macht werd uitgeoefend, te gaan veroveren. Dat maakte dat Limburg betrokken werd bij de oorlogshandelingen, daar de troepen van Willem daardoorheen moesten. Eén groep, onder leiding van Jan van Montigny (Heer van Villers), viel in april 1568 het Hertogdom Gelre binnen. Op 23 april werd Roermond zonder succes belegerd. Dit leidde op 25 april tot de Slag bij Dalheim die de opstandelingen verloren en waarbij Van Montigny gevangen werd genomen. Het gevolg van deze actie was dat het centrale gezag onder leiding van Alva nog meer versterkt werd. Op 23 mei wonnen de opstandelingen de Slag bij Heiligerlee in Groningen. Alva reageerde met terdoodveroordeling en executie in Brussel van Van Montigny op 3 juni en Egmont en Hoorne op 5 juni 1568. De bezittingen van Filips van Montmorency (waaronder het Graafschap Horn) werden verbeurd verklaard, Weert werd Spaans en Horn werd Luiks. In september 1568 lanceerde Willem van Oranje een groot offensief in de richting van Brussel. Hij vestigde zijn hoofdkwartier in Rijksgraafschap Wittem in het kasteel van Floris van Pallandt en probeerde van daaruit eerst via Luik en daarna via Maastricht de Maas over te steken. Helaas lukte dat niet, met als gevolg dat de troepen in Overmaas begonnen te plunderen: Heerlen en de kloosters van Rolduc en Hoogcruts werden het slachtoffer. Alva had inmiddels zijn hoofdkwartier op 28 augustus in de omgeving van Maastricht gevestigd. Oranje vond een bondgenoot in Karel van Bronckhorst, heer van Obbicht en Papenhoven en slaagde erin in de nacht van 5 op 6 oktober daar een doorwaadbare plaats van de Maas te vinden, waardoor het leger naar Stokkem kon oversteken. Na twee dagen rust trok hij op 9 oktober naar Maastricht richting Alva, maar het kwam niet tot een veldslag op het Lanakerveld, al werd de gebeurtenis wel vermeld in het elfde couplet van Het Wilhelmus. De steden aan de westzijde van de Maas boden hem geen welkom en sloten de poorten terwijl Loon zwaar te lijden had van de plunderende legers, uiteindelijk waren Sint Truiden en Tongeren Oranjegezind. Omdat Alva de bevoorrading van Oranjes leger verhinderde, trok het Oranjeleger verder westwaarts richting Brussel. Nadat de Gete was overgestoken gaf het Spaanse leger Oranje een gevoelige nederlaag op 20 oktober in de Slag bij Geldenaken. Omdat hij van de prins-bisschop niet via de stad Luik over de Maas mocht terugtrekken, trok Oranje stroomopwaarts langs de Maas via Henegouwen naar Frankrijk om uiteindelijk in 1569 in Dillenburg aan te komen.
In 1572 ondernam Willem van Oranje een tweede poging. Vanuit het noordoosten trok hij steden als Geldern ten oosten van Venlo binnen. Voor hij de stad introk schreef hij een brief aan de drost van Geldern, waarin hij zijn eisen formuleerde:
- Privileges van bestuurders blijven gehandhaafd.
- Godsdienstvrijheid moet worden gewaarborgd.
- Verbannen burgers vanwege godsdienst moeten kunnen terugkeren.
- Soldaten moeten na binnentrekken van voedsel en onderdak worden voorzien.
- Onder die voorwaarden wordt niemand iets kwaads gedaan.

Vervolgens probeerde hij de Maas weer over te steken. Venlo hield stand, maar Roermond werd ingenomen en geplunderd. Ook dit keer liep de veldtocht op niets uit.
Enkele jaren later in 1574 was er een een derde poging nu onder Lodewijk van Nassau. Zuid-Limburg werd opnieuw geteisterd, diverse abdijen werden geplunderd en in brand gestoken. Nu hield Roermond en ook Venlo stand. Het leger trok noordwaarts richting Mook, maar aan de andere kant van de Maas werd het geschaduwd door een Spaans leger dat bij Grave de Maas overstak en vervolgens bij de slag op de Mookerheide het leger van Lodewijk van Nassau volledig in de pan hakte.

### 1579 – Unie van Atrecht en Unie van Utrecht
De Unie van Atrecht is een op 6 januari 1579 in Atrecht (Arras) gesloten overeenkomst tussen de gewesten Rijsel, Dowaai, Orchies, Artesië en Henegouwen. Als reactie sloten de opstandige gewesten de overeenkomst van de Unie van Utrecht. De zuidelijke gewesten van de Unie van Atrecht, die zich schikten naar de wil van de Spaanse koning, kwamen het volgende overeen:
- Er was geen ruimte meer voor buitenlandse troepen;
- De Raad van State zou georganiseerd zijn als onder keizer Karel V;
- Twee derde van de leden van de Raad van State zou met instemming van de Staten benoemd moeten zijn;
- Alle privileges van voor de opstand zouden worden hersteld;
- De katholieke godsdienst was de enige godsdienst. Elke andere godsdienst zou verboden worden.

Voordat in de Waalse provinciën het Spaanse gezag volledig kon worden hersteld, moest overigens eerst nog het verzet worden gebroken van twee calvinistische bolwerken in Franstalig Nederland: Valencijn en Doornik.
Vooral het laatste punt maakte het voor de noordelijke gewesten, met een sterkere protestantse invloed, onmogelijk om toe te treden. Als reactie op de Unie van Atrecht vormden zij enkele weken later de Unie van Utrecht. Hierin verenigen zich een aantal gewesten, waarmee tevens een belangrijke bijdrage werd geleverd aan het tot stand komen van Nederland in later eeuwen. Opper-Gelre deed niet mee en in 1580 werd het Gelderse hof verplaatst naar Roermond. Het pretendeerde bevoegd te zijn voor het gehele Gelderse gebied. In Arnhem beweerde een Staats hof (onderdeel van de net gevormde Republiek) hetzelfde.
Toen ook Nijmegen onder Spaans gezag kwam in 1585, was alleen Venlo nog een Staats bolwerk in deze streken. In december 1585 stond Alexander Farnese, hertog van Parma met een leger van 10.000 soldaten voor de poorten van Venlo. De inwoners gaven zich onder vrij gunstige voorwaarden over.
In 1591 werd Nijmegen terugveroverd door Maurits van Nassau. In de periode 1597-1599 waren er weer diverse veldtochten, van zowel Maurits als de Spaanse bevelhebber Ambrosio Spinola door Limburg. Omdat er geen geld voor soldij was sloegen steeds meer soldaten aan het muiten, en een groot deel van de muitende troepen kozen Weert als actiecentrum. Omdat alles voortdurend geplunderd werd stopten de boeren met het telen van gewassen. De pachtbetalingen gingen echter gewoon door. Een nieuwe aanval van Staatse legers op Maastricht en Venlo mislukte.

### 1609-1614 – Gulik-Kleefse Successieoorlog
Ondertussen bleef het aan de oostkant van het huidige Limburg ook onrustig. Johan Willem van Kleef, de hertog van Gulik, Kleef en Berg, was kinderloos gestorven, en Brandenburg en Palts-Neuburg legden allebei een claim op deze erfenis. De Gulik-Kleefse Successieoorlog werd beëindigd met het Verdrag van Xanten, waarin Brandenburg Kleef en Mark kreeg en Palts-Neuburg Gulik en Berg. Johan Sigismund van Brandenburg verwierf in 1618 Pruisen door een huwelijk met Anna van Pruisen. Zo werden de Limburgse plaatsen Gennep en Mook, die onder Kleef vielen, de meest westelijke bezittingen van Pruisen.

### 1609-1648 – De Tachtigjarige Oorlog, tweede bedrijf

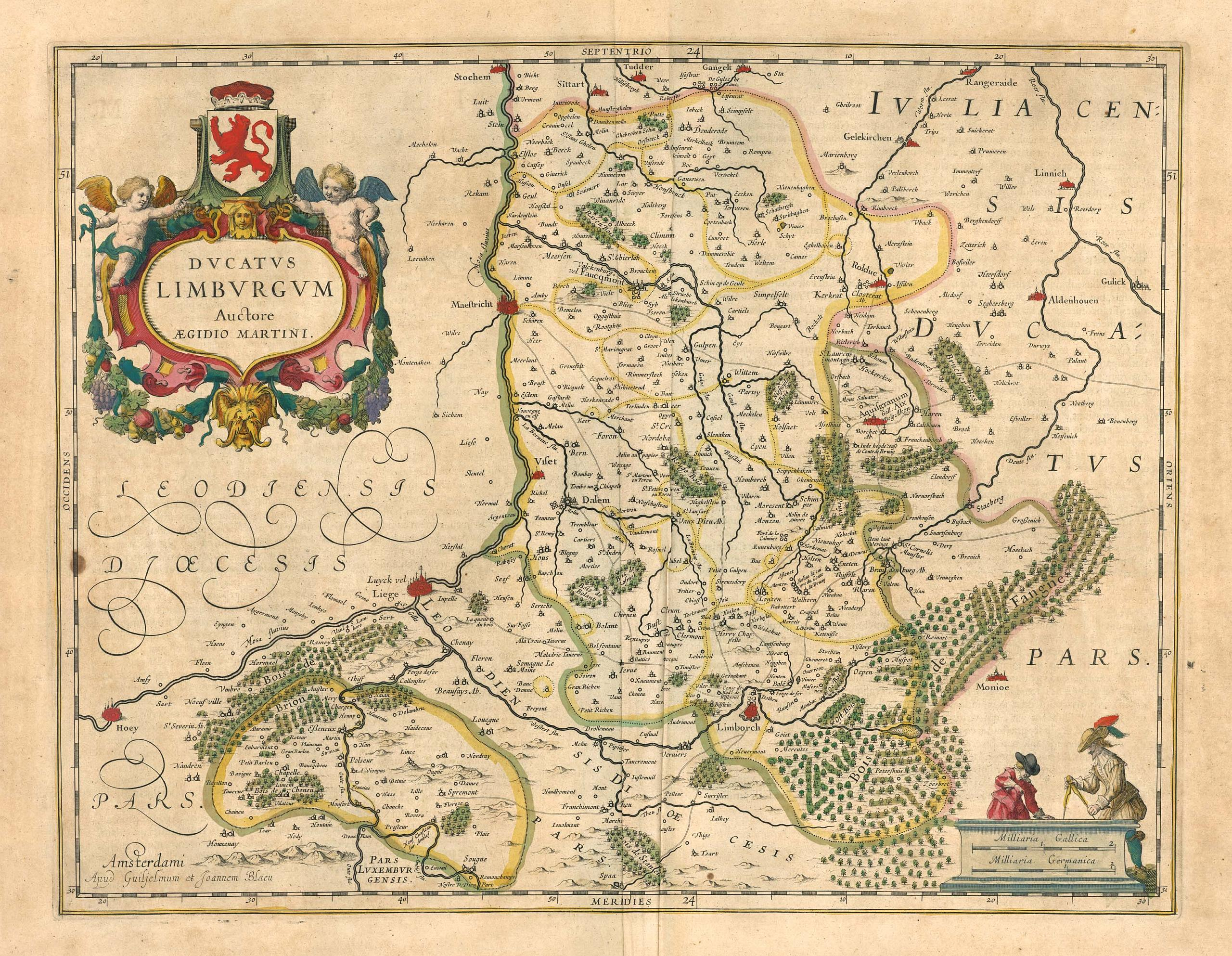
Kaart van het hertogdom Limburg en de Landen van Overmaas, dat bestond uit het huidige Zuid-Limburg en een deel van de huidige provincie Luik.

Een zekere oorlogsmoeheid leidde in 1609 tot het Twaalfjarig Bestand. In handen van Spanje was nog steeds het hertogdom Gelre, inclusief het Graafschap Zutphen. Kleef en Gulik waren steeds officieel nog neutraal.
Door opvolgingsproblemen waren deze gewesten nu echter een gemakkelijke prooi voor de beide rivalen. Tijdens het bestand bleef Maurits de grenzen versterken, zo veroverde hij Gennep, Goch en Emmerik, die bij het hertogdom Kleef hoorden.
Maar ook Spinola liet zich niet onbetuigd: hij versterkte Maastricht met extra troepen en zorgde dat in Aken een vazal aan het roer kwam. Ook trok hij het officieel neutrale Sittard (onderdeel van Gulik) binnen. In vele streken van Gulik had de Spaanse inmenging tot gevolg dat de overheersende godsdienst, het katholicisme, werd versterkt door het verbod op protestantse erediensten.
In 1625 had Frederik Hendrik van Oranje na de dood van Maurits de rol van stadhouder en opperbevelhebber van het Staatse leger overgenomen.

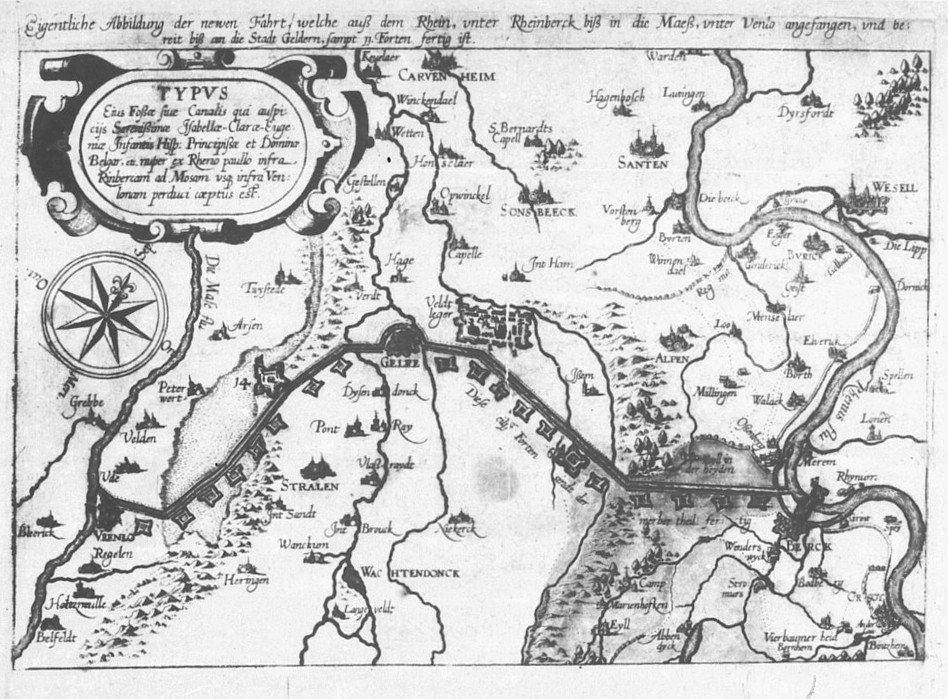
De Fossa Eugeniana tussen Venlo en de Rijn

In 1626 begonnen de Spanjaarden met de aanleg van de Fossa Eugeniana. De bedoeling was om de Rijn, de Maas en de Schelde met elkaar te verbinden om zo een deel van de binnenvaart van en naar Holland over te nemen. Bovendien kon het kanaal als een extra verdedigingslinie fungeren.
Het eerste traject, tussen Rijn en Maas, werd gepland tussen Rheinberg en Arcen. De Venlonaren wisten de Spanjaarden echter over te halen om het kanaal tot Venlo door te trekken waardoor het bij Arcen een scherpe knik naar het zuiden maakt. Op 21 september 1626 ging de eerste spade de grond in. Binnen één jaar moesten 48 kilometer kanaal en 24 fortificaties (schansen) worden gerealiseerd. Aanvankelijk zou het kanaal Fossa Sancta Maria gaan heten. In de volksmond werd het kanaal echter Fossa Eugeniana genoemd, naar Isabella Eugenia, de dochter van Filips II, die tot 1633 landvoogdes was van de Zuidelijke Nederlanden.
In 1627 werden de Spaanse troepen uit het gebied tussen Nijmegen en Geldern teruggeroepen. De Staatse troepen veroverden het fort bij Walbeck, verjoegen de kanaalarbeiders en saboteerden molens, sluizen en schansen. Van de 24 aarden schansen zijn er negen min of meer bewaard gebleven. Door al deze tegenslagen werd het werk stilgelegd en nooit meer afgemaakt. De kaartenmakersfamilie Blaeu heeft het geplande kanaal, ook voor zover het nog niet af was, getekend en uitgebracht.
Andere krijgshandelingen vonden vooral weer plaats in het land van Loon, het huidige Belgisch Limburg. Het Limburgse deel van Gelre maakte onverbloemd duidelijk niet bij Holland te willen horen en zich meer verwant te voelen met het hele Nederduitse gebied van dat deel van Gelre. Gulik en Kleef namen zoals gewoonlijk een neutrale tussenpositie in.
Toen de Spaanse troepen zich in 1629 moesten bemoeien met een strijd tegen de Zweedse koning,Gustaaf II Adolf van Zweden, in Duitsland was het moment ideaal voor de Hollanders om Brabant binnen te vallen en Brussel te veroveren. In 1629 veroverden ze 's-Hertogenbosch (zie Beleg van 's-Hertogenbosch). Een proclamatie van de Haagse Staten-Generaal beloofde de Zuidelijke Nederlanden godsdienstvrijheid.

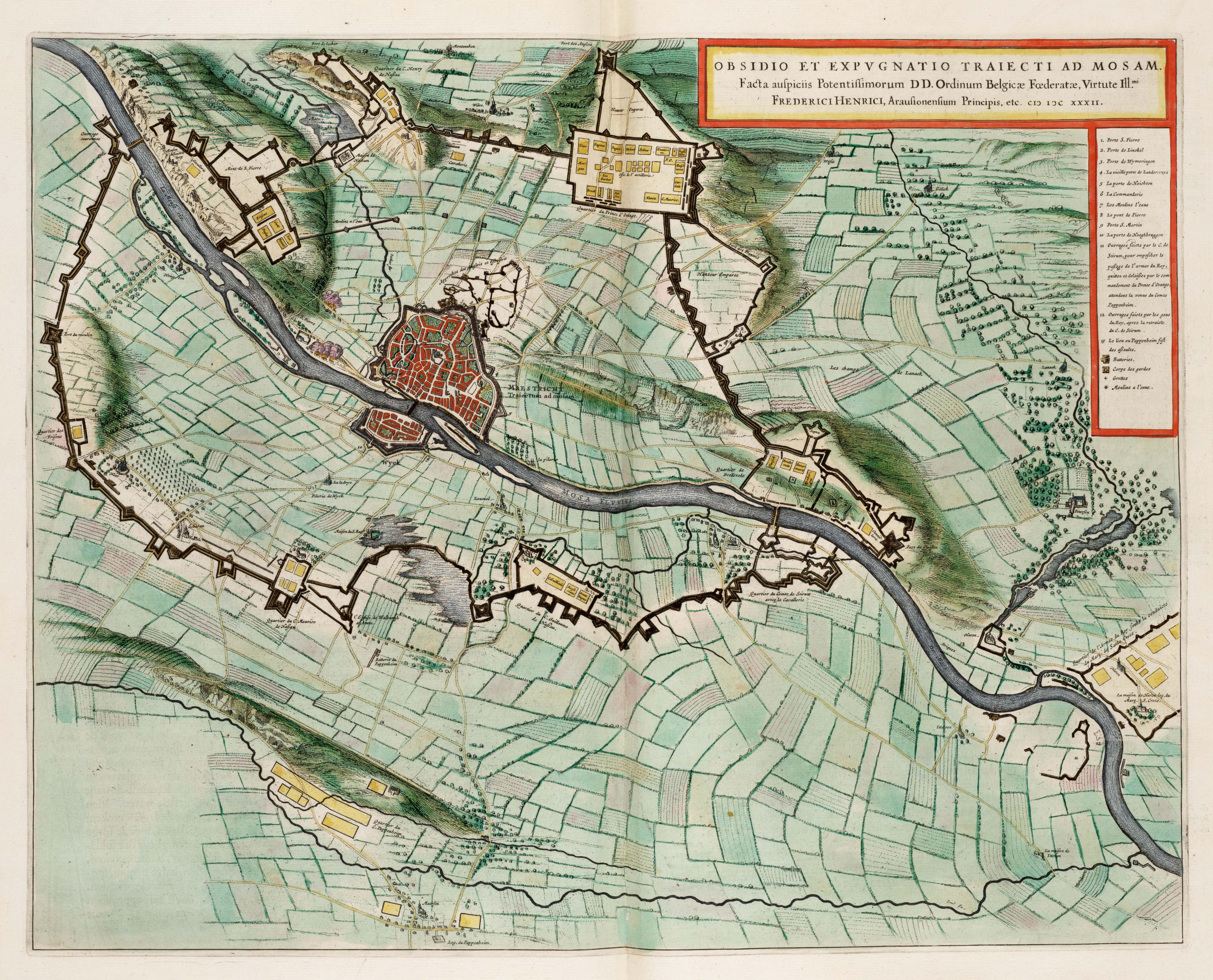
Beleg van Maastricht (1632)

In juni 1632 trok een leger van de Staatsen onder leiding van Frederik Hendrik vanuit Nijmegen in de Veldtocht langs de Maas naar het zuiden met als doel Maastricht in te nemen. De inname van de steden op de rechter Maasoever, inclusief het Gulikse Sittard, gebeurde zonder veel tegenstand. Tijdens het beleg van Maastricht van 9 juni tot 21 augustus moest de pastoor van Heer zich herhaaldelijk met zijn parochianen verstoppen in de mergelgroeven om het vege lijf te redden. op 22 augustus gaf de stad zich over.
De doortocht naar Brabant leek nu een kwestie van korte duur. Er kwamen bezwaren van de kooplieden (vrees voor Antwerpse concurrentie) als van de predikanten (er was eerder godsdienstvrijheid toegezegd, maar vanuit vele kringen klonk: geen godsdienstvrijheid voor die "paapsen").
De hele actie stond op losse schroeven. Frederik Hendrik ging terug en probeerde via onderhandelingen met de Zuidelijke Nederlanden tot een overeenkomst te komen. Deze onderhandelingen mislukten. Pal daarop heroverde het Leger van Vlaanderen Stevensweert en Montfort en versterkten zij Gulik en Geldern. De overige steden aan de Maas stonden echter nog steeds onder Staats bestuur.
Gevreesde Kroatische huurlingen ("Krauwaten") in dienst van het Spaanse leger hielden vooral huis in het gehele Gelderse overkwartier en in het hertogdom Gulik. Vooral in de jaren 1635-1638 werden veel steden en dorpen, ook in Midden-Limburg, herhaaldelijk geplunderd. Veel edelen namen deel aan deze oorlogen. Als loon voor diensten kreeg menigeen als geschenk van de hogere adel landerijen, burchten en landgoederen toegewezen, waardoor een groot deel van de lagere adel juist veel rijker werd.
De armoede van de gewone burger zakte naar een ongekend dieptepunt. Van Sittard, dat ook enkele keren is geplunderd, is bekend dat het bevolkingsaantal in korte tijd halveerde in de eerste helft van de 17e eeuw. Een bijkomende ramp was de pestepidemie van 1636. Deze waarde door een groot deel van West-Europa en zal waarschijnlijk ook in deze streken vele slachtoffers hebben gekend.
In 1637 heroverden de Spaanse troepen Venlo en Roermond. Na een korte Staatse regering (1632-1637), waarbij de protestanten kerken kregen toegewezen en predikanten vanuit de stadskas werden betaald (in Venlo werd zelfs het katholicisme verboden), werd de oude toestand na 5 jaar weer hersteld. Sittard en Maastricht waren echter nog steeds in Staatse handen. Opvallend is hoe de burgerij van Roermond weigerde de stad te verdedigen in 1637 en daarna de Spanjaarden met gejuich weer binnenhaalde!
Het Gelderse overkwartier werd bij de vrede van Münster in 1648 definitief afgescheiden van de andere Gelderse onderdelen ten noorden van Nijmegen, en bleef daarmee ook onder Spaans bestuur staan als Spaans Gelre. Filips IV van Spanje en Frederik Hendrik sloten een overeenkomst waarbij laatstgenoemde de heerlijke rechten en goederen van het ambt Montfort waaronder Belfeld en Beesel ontving als vergoeding voor de verloren gegane goederen van de Oranje Nassaus tijdens de Tachtigjarige Oorlog.
Na deze scheiding tussen soevereiniteit en de heerlijke rechten met de daaraan verbonden financiële voordelen bleef de Hollandse tak van de Oranje-Nassaus eigenaar van de heerlijke rechten van het ambt Montfort, terwijl de koning van Spanje de soevereiniteit behield.

### 1661 – Het Partagetraktaat

Verdeling van de Landen van Overmaas tussen Spanje en de Republiek bij het Partagetraktaat van 1661

De Tachtigjarige Oorlog eindigde dan wel in 1648 met de vrede van Münster, maar de grenzen in Overmaas waren toen nog niet vastgesteld: dat gebeurde pas met het Partagetraktaat van 1661. Namens de Republiek trad Johan de Witt op als delegatieleider, Spanje werd vertegenwoordigd door de Spaanse ambassadeur in Den Haag Don Esteban de Gamarra. De Landen van Overmaas kwamen voor de helft onder Staats bestuur (voornamelijk in het midden en zuiden van het huidige Nederlandse Zuid-Limburg, het zogenoemde Staats-Overmaas), voor de andere helft (Noord en Oost Zuid-Limburg en tegenwoordig Belgisch, ten zuiden van het huidige Zuid-Limburg) bleef het onder Spaans bestuur (Spaans Overmaas, dat een bestuurlijke eenheid met het Hertogdom Limburg vormde).
Het Staatse deel verbood katholicisme en eigende zich alle kerkelijke goederen toe. Het Staatse bestuur werd hierbij militair gesteund vanuit Maastricht. De adel en bevolking kwam hier steeds meer tegen in opstand.

### 1667-1697 – Oorlogen met Frankrijk

#### 1667 – Inval Lodewijk XIV
Lodewijk XIV eiste voor zijn gemalin Maria Theresia van Spanje een deel van de zuidelijke gewesten op. Om zijn aanspraken kracht bij te zetten zond hij maar gelijk troepen om ze in bezit te nemen. Raadpensionaris Johan de Witt wist door samenwerking met Engeland en Zweden Frankrijk te dwingen deze gebieden weer af te staan, maar Frankrijk eiste in ruil daarvoor oorlogscontributie.
In 1668 werden de steden Roermond en Venlo voor aanzienlijke bedragen aangeslagen om zich vrij te kopen van de Fransen. Omdat de bedragen niet gelijk opgehoest konden worden, werd er een aantal gijzelaars meegenomen, die pas twee jaar later vrijkwamen.

#### 1672-1678 – Hollandse Oorlog

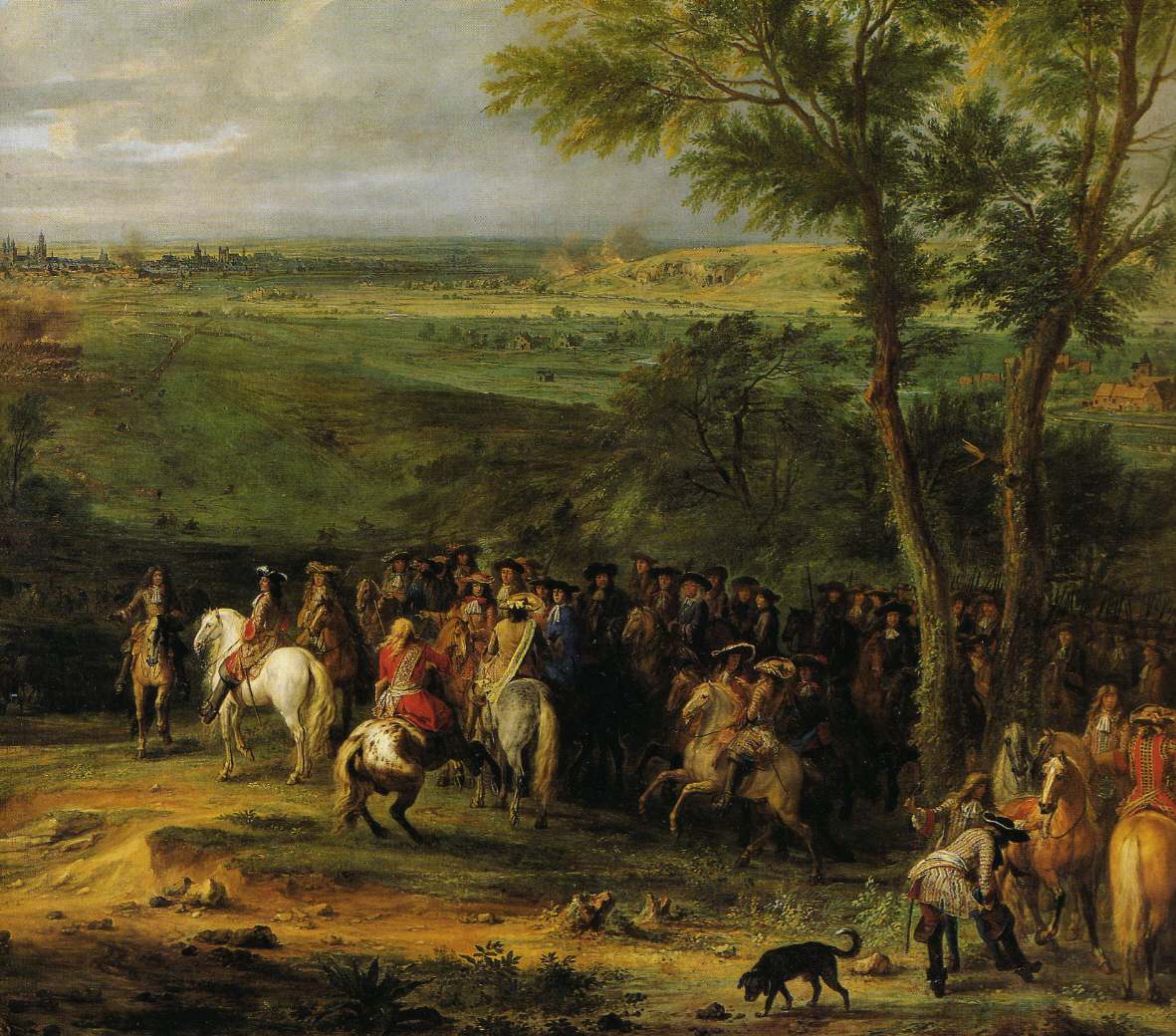
Lodewijk XIV voor Maastricht (1673)

In 1672 (het zogenaamde Rampjaar) trok Lodewijk XIV opnieuw deze streken in, wetende dat hij de steun had van Engeland, Zweden en de keurvorst van Beieren. Eerst werden Tongeren en Maaseik bezet en weer werd het zuidelijke Loonse land geteisterd door doortrekkende troepen. Maastricht werd belegerd, maar goed verdedigd door uitbrekende Spaanse ruiterij, die met de Staatsen samenwerkte.
Voor de winter trokken de Fransen zich terug naar de omgeving van Luik. Nu ging stadhouder Willem III met zijn troepen naar deze streken. Dat kostte elke plaats heel wat schade. Het enige succes van Willem was overigens bij die tocht het heroveren van Valkenburg. In 1673 na een nieuwe belegering van de Fransen van Maastricht veroverden zij na enkele maanden de stad. De Franse regimentsaanvoerder D'Artagnan (later door Dumas geromantiseerd in De drie musketiers) sneuvelde bij de verovering.
In 1676 mislukte een poging om de stad terug te veroveren. In 1678 werd vrede gesloten waarbij de toestand van voor 1672 werd hersteld.

#### 1688-1697 – Negenjarige Oorlog
Tien jaar later was het weer raak: Lodewijk XIV maakte weer aanspraak op gebieden in de Zuidelijke Nederlanden en het Rijnland. De vijandelijkheden beperkten zich voor een groot deel tot het huidige Belgisch Limburg en een deel van Nederlands Zuid-Limburg. Maastricht bleef dit keer gespaard. Omdat ook Duitse troepen aan de zijde van Spaanse en Hollandse troepen meededen, werd Limburg ook na afloop van de Negenjarige Oorlog nog een tijd lastiggevallen door achtergebleven soldaten.

## De 18e eeuw
Nadat Willem III in 1702 was overleden, eigende de Pruisische koning Frederik I van Pruisen zich de heerlijke rechten van Ambt Montfort toe. Dit werd formeel bevestigd bij de verdeling van de erfenis van Willem III in 1732. Op 4 oktober 1767 trouwde stadhouder Willem V met Wilhelmina van Pruisen, een Pruisische prinses die in Berlijn geboren was. Door deze Duitse connecties kon de oude rechtenkwestie afgehandeld worden. In 1769 kwamen de heerlijke rechten van het ambt Montfort weer terug bij de Oranjes.

### 1702-1713 – Spaanse Successieoorlog
Door de Spaanse Successieoorlog kwam het gebied van de Limburgen ongewild weer in een oorlogssituatie terecht. Franse troepen bezetten Roermond, Venlo en de stad Geldern. Eveneens in 1702 werd Filips V, de opvolger van de Spaanse koning en afkomstig uit het Franse koningshuis Valois, in Roermond als hertog van Gelre gehuldigd. Maar nog in hetzelfde jaar kwam er een tegenoffensief. Een Staats leger veroverde eerst het land van Kessel, en daarna de steden Weert, Venlo, Roermond en Stevensweert.
De hervormden kregen onmiddellijk godsdienstvrijheid. Er waren bij dit conflict ook allerlei huurlingenlegers, uit onder andere Duitsland betrokken. In 1703 stonden tussen Tongeren en Maastricht weer legers tegenover elkaar. Pas in 1704 was de gehele streek van Franse en andere buitenlandse legers bevrijd. Midden-Limburg bleef officieel in Staatse handen tot 1716, toen het Barrièretraktaat effectief werd.

### 1713 - De opdeling van Opper-Gelre

Opdeling van Opper Gelre bij de Vrede van Utrecht

De Republiek der Zeven Verenigde Nederlanden (1588-1795) bezat na 1713 een groot aantal exclaves (turquoise) binnen de latere provincies Limburg en de latere provincie Luik. Andere gebiedsdelen stonden onder Oostenrijks gezag (geel). De rest (beige) was verdeeld over Luik, Pruisen, Gulik en onafhankelijke gebieden.

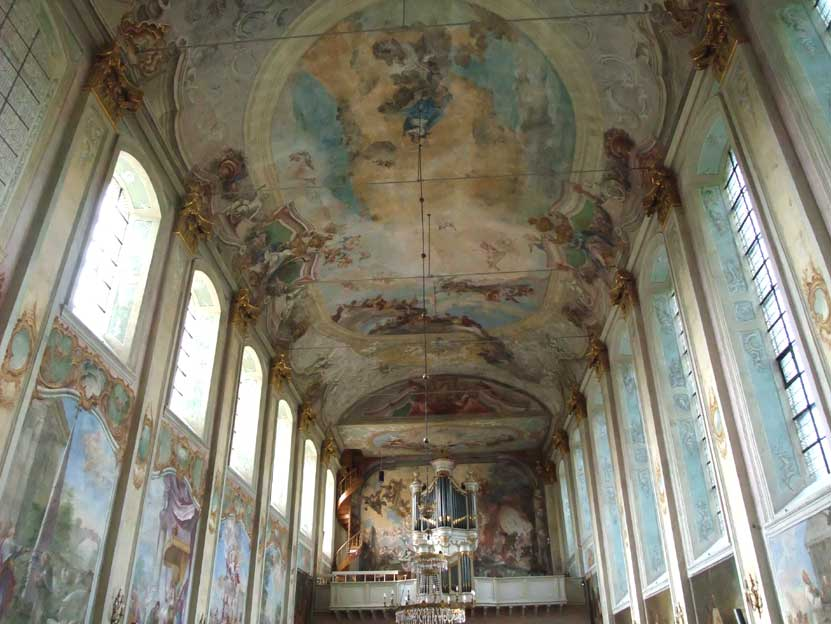
Barokke fresco’s Sint-Gerlachuskerk (Houthem), Johann Adam Schöpf, 1751

Bij de vrede van Utrecht (1713) vond er een behoorlijk ingrijpende herindeling van de gebieden in het tegenwoordige Nederlands Limburg plaats. In Zuid-Limburg bleef het bij het oude: een deel Staats, een deel Habsburgs. Het Habsburgse deel was nu evenwel niet Spaans, maar Oostenrijks.
Het Spaans overkwartier werd verdeeld: Nieuwstadt, Stevensweert, Montfort, Beesel en Venlo werden Staats-Opper-Gelre. Er kwam wel een clausule dat de katholieken een belangrijke invloed in het stadsbestuur van Venlo bleven hebben. Geldern, Straelen, Krickenbeck en Viersen in het tegenwoordige Duitsland, samen met een groot deel van Noord-Limburg kwam onder Pruisen (Pruisisch Opper-Gelre). De Pruisische koning was ook hertog van Kleef, die zodoende van Arcen tot Mook de rechteroever van de Maas beheerste, en op de linkeroever heel huidig Nederlands Limburg ten noorden van Kessel. De Oppergelderse exclave Erkelens werd Guliks.
Het zuidelijke deel met Roermond, Weert, Swalmen en een heel gebied aansluitend over de huidige Duitse grens, kwam nu onder Oostenrijks bestuur als Oostenrijks Gelre, ook een deel van het Loonse land viel nu niet meer onder Luik, maar kwam bij Oostenrijk.
Het Hof van Gelder in Roermond behandelde nog slechts Oostenrijkse zaken, en in Venlo werd een Hof opgericht voor het Staatse gedeelte van het Overkwartier. Deze situatie bleef zo tot de Franse tijd. Maastricht, Stevensweert en Venlo waren Staatse vestingen, die in de 18e eeuw allemaal aanzienlijk werden versterkt. Hierbij was Venlo met name ook een garnizoensplaats waar de Staten-Generaal een vaste kazerne met soldaten gereed hield om voorbereid te zijn op mogelijke conflicten.

### 1740-1748 – Oostenrijkse Successieoorlog
De Oostenrijkse Successieoorlog tussen Frankrijk en Pruisen met Oostenrijk had met name vanaf 1745 ook gevolgen voor het zuidoostelijke deel van het land van Loon en voor Zuid-Limburg. Het geweld (onder andere slag bij Lafelt) trof vooral de zuidelijke gebieden. Dit keer werd de omgeving van Roermond en noordelijker gelegen gebieden gespaard. Maastricht werd weer door de Fransen bezet. Tijdens de bezetting werd in Parijs een begin gemaakt met de bouw van de gedetailleerde maquette van Maastricht. De Vrede van Aken (1748) maakte een einde aan de bezetting.
Er ontstond wel een grote munt-inflatie. De Kleefse munt was door de oorlogsinspanningen van de koning van Pruisen veel minder waard geworden. Men wilde dan ook niet meer in deze munt betaald worden. Aan het einde van de oorlog waren er geen territoriale wijzigingen, wel een toenadering van Frankrijk en Oostenrijk in de vorm van een alliantie. Het gevolg was, op een episode na, een einde aan de oorlogshandelingen tot aan de Franse tijd.

### 1743-1794 – Bokkenrijders
Zowel in Overmaas als in Loon waren in de tweede helft van de achttiende eeuw gewapende bendes actief die bekend werden onder de naam Bokkenrijders. In Overmaas lag de activiteit tussen 1743 en 1776, waarbij 348 personen veroordeeld werden, met als laatste terechtgestelde leider Joseph Kirchhoffs. In Loon lag het Bokkenrijderstijdperk tussen 1774 en 1794 en werden 120 personen veroordeeld. Meer dan 90% van de veroordeelden kreeg de doodstraf. De meeste bekentenissen werden verkregen door marteling, of de angst daarvoor.

### 1757 – Duitse inval tijdens de Zevenjarige Oorlog
Frankrijk trok tijdens de Zevenjarige Oorlog (1756-1763) in 1757 vanuit Roermond naar het oosten ten einde een verbinding tot stand te brengen met een Frans leger aan de oostzijde van de Rijn. Bij Krefeld kwam het op 23 juni tot een slag met het Duitse coalitieleger die de Fransen verloren. Hertog Karel I van Brunswijk-Wolfenbüttel, die meevocht met Pruisen tegen de Fransen, nam daarop Roermond in, stak vervolgens de Maas over en stond voor de poorten van Tienen en Leuven. Door oorlogsgebeurtenissen in Duitsland moest het Brunswijkse leger zich daarna weer terugtrekken over de Maas en daar bleef het ook bij. Het gevolg was alleen een nog sterkere devaluatie van de munt.

### 1777 – Gulik wordt Beiers
In 1777 stierf het Beierse hertogelijke huis uit. Erfgenaam was de keurvorst van de Palts, Karel Theodoor. Hierdoor werden de beide keurvorstendommen verenigd. De verenigde landen werden wel aangeduid als het keurvorstendom Palts-Beieren. De nieuwe vorst verhuisde met tegenzin van Mannheim naar München, waardoor Gulik nog meer een randgewest werd.

### 1780-1790 – Jozef II

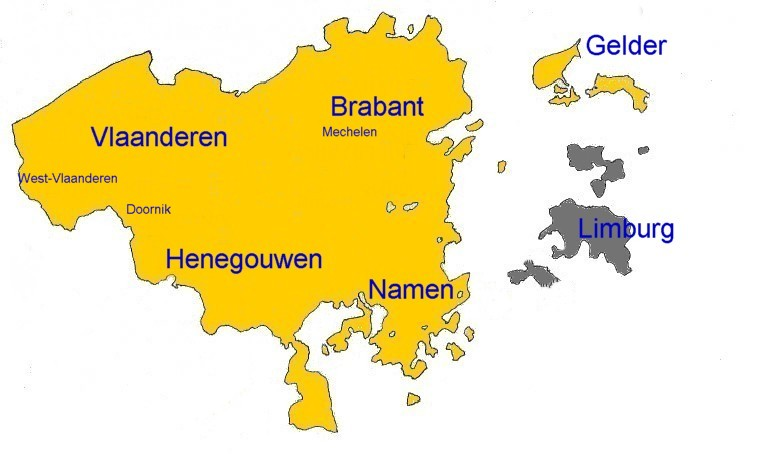
Grondgebied van de Verenigde Nederlandse Staten (1790)

De Oostenrijkse Keizer Jozef II was een fervent voorstander de Verlichting, zoals de afschaffing van de lijfeigenschap en het vergroten van de rechten van de kleine boeren. Op geestelijk gebied stond hij godsdienstvrijheid voor, maar bepaalde kloosterorden wilde hij sluiten. Zo werden onder zijn bewind in Roermond de kloosters van de kartuizers, de kruisheren, de dominicanessen, de clarissen, de poenitenten en de carmelitessen opgeheven. De ursulinen en franciscanen, die ook bij de bevolking in hoog aanzien stonden, mochten blijven. Protesterende burgemeesters kregen te horen dat zij zich met burgerlijke zaken, niet met geestelijke dienden te bemoeien. De keizer begon een oorlog tegen de Nederlandse Republiek met als inzet de vrije scheldedoorgang (de keteloorlog). Met het vredesverdrag van Fontainebleau (1785) werden enkele gebiedswijzigingen in Overmaas uitgevoerd.

#### 1789-1791 – Brabantse en Luikse revolutie

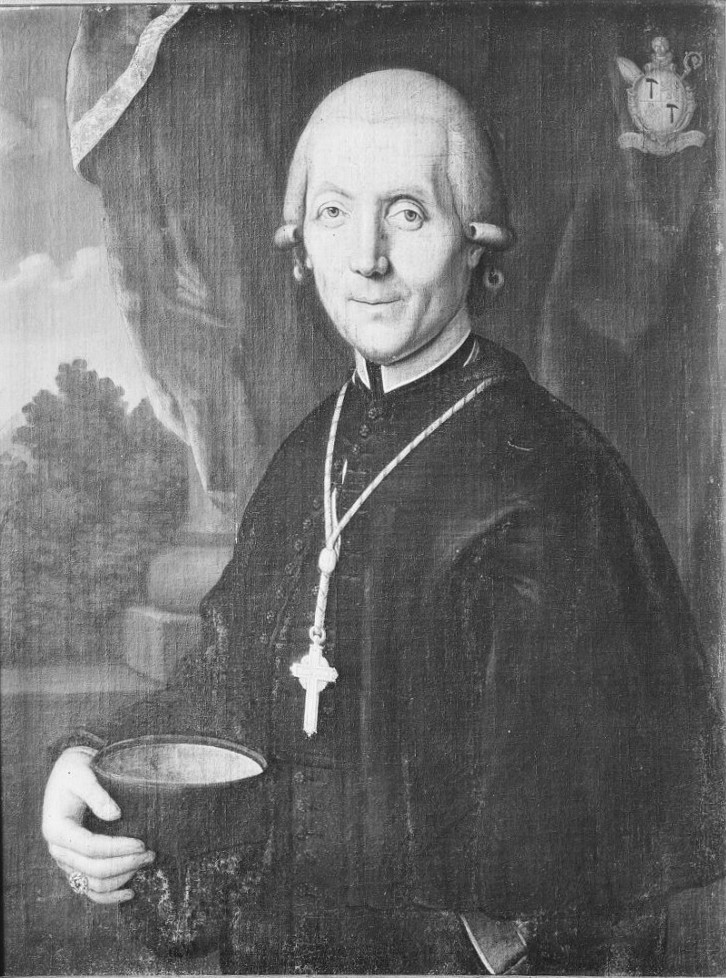
Abt Chaineux van Rolduc was bij de oprichting en haalde de Limburgse Staten over.

In 1789, het jaar van de Franse en Luikse revoluties, kwam er voor het eerst openlijk opstand tegen met name de antiklerikale maatregelen van de keizer, aangespoord door preken in kerken. In het hertogdom Limburg werd de opstand aangewakkerd door de abt Chaineux van Rolduc. Die werd echter zelf ook geconfronteerd met een opstand tegen zijn eigen bestuur. Het hoofdkwartier van de beweging was in het Luikse Hasselt gevestigd. Er werd vanuit Breda een leger van 3500 man op de been gebracht en in korte tijd verspreidde de opstand zich naar Brussel. Hierop ontruimden de keizerlijke troepen van Jozef II de Oostenrijkse Nederlanden, op Luxemburg na. Ook in Weert was een opstand nadat pastoor Janssens uit zijn ambt was gezet, de Weertenaren trokken naar Roermond, waar ze onmiddellijk steun vonden en de officier van Justitie gevangen namen naar Brussel.
In januari 1790 kwamen afgevaardigden van de provincies van de Zuidelijke Nederlanden (waaronder die van het Oostenrijks Overkwartier te Roermond) bij elkaar in Brussel en gingen een alliantie aan, geïnspireerd op de Amerikaanse onafhankelijkheidsverklaring van 1781. De provincies Brabant, Gelderland (overkwartier Roermond), Vlaanderen, West-Vlaanderen, Namen, Henegouwen, Doornik en het Doornikse en Mechelen sloten een federatie en verklaarden zich op 11 januari onafhankelijk. Dit document van 12 artikelen begon met een uitvoerige inleiding, waarin de reden van de onafhankelijkheidsverklaring werd gegeven. De staten van Limburg en de Landen van Overmaas waren geen ondertekenaars van de oorspronkelijke verklaring maar betuigden op 26 januari adhesie en sloten zich 8 maart bij de Federatie aan, Luxemburg hield zich afzijdig. Voor een groot deel is dit overigens het gebied dat in 1839 het huidige België zou gaan vormen.
Jozef II overleed in februari 1790 en werd opgevolgd door zijn broer Leopold II. Op 13 augustus behaalden de Oostenrijkers een grote overwinning in Hertogdom Limburg bij Herve en in december 1790 was ook het Oostenrijkse gezag weer hersteld in Brussel. De Luikse Revolutie eindigde in januari 1791 met een bezetting van het Oostenrijkse leger van Luik, waarna de prins-bisschop in februari terugkeerde.

## Franse tijd

### 1792 – Begin Franse tijd

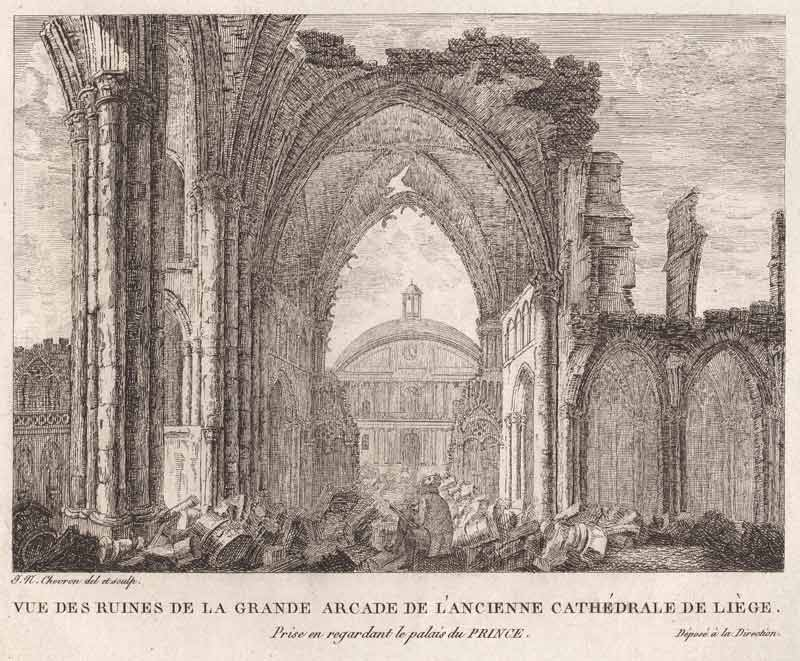
Ruïne van de Lambertuskathedraal in Luik

Franse invasie 1794-1795 in de Nederlanden en het Rijnland

Annexaties door Frankrijk 1795-1811

Limburg na de Franse tijd (1815-1839)
-- Geel: het voormalige Franse departement Nedermaas]
-- Groen: delen van het voormalige Franse Roerdepartement
-- Rode lijn: splitsing van 1839 ------------------------------------------------------
-- H: Horst, -- R: rechter Maasoever
-- S: Sittard en Susteren, geannexeerd in 1815,
-- N: Nederkruchten, in 1815 afgestaan aan Pruisen
-- T: Tegelen, -- M: Melick en Herkenbosch, in 1817 met Pruisen geruild voor -- H: 's-Hertogenrade

Op 20 april 1792 verklaarde Frankrijk aan Oostenrijk de oorlog en begon de Eerste Coalitieoorlog. Op 29 april trok een Frans leger onder leiding van Dumouriez de Oostenrijkse Nederlanden binnen en kon oprukken tot Staats-Brabant. Ten westen van de Maas werd eerst het land van Loon door de Fransen veroverd, waarbij vele plunderingen plaatsvonden. In december 1792 viel Roermond in Franse handen; de bisschop was toen al naar Venlo gevlucht. Op 6 februari 1793 begon Francisco de Miranda een beleg van Maastricht. De Franse opmars stokte toen op 1 maart een veldslag plaatsvond aan de Roer (de eerste slag bij Aldenhoven) tussen de Fransen en een Oostenrijks-Pruisisch coalitieleger, die door de coalitie werd gewonnen. Maastricht werd ontzet, en na de Franse nederlaag bij de slag bij Neerwinden op 18 maart werd het Oostenrijks gezag weer hersteld.
Maar de oorlog ging voort en in 1794 begon een nieuwe Franse invasie. Het Franse leger was nu veel groter omdat Frankrijk de dienstplicht (Levée en masse) had ingevoerd. De slag bij Fleurus op 26 juni noodzaakte het Oostenrijkse leger zich terug te trekken achter de Ourthe en Maas. De Fransen rukten op naar het oosten met het Samber en Maasleger onder commando van Jean-Baptiste Jourdan. Na de Oostenrijkse nederlaag in de slag bij Sprimont op 18 september, begon één dag later het beleg van Maastricht en trok het Oostenrijkse leger verder terug achter de Roer. Na de verloren tweede slag bij Aldenhoven, waar de latere koning van Zweden (Bernadotte) een beslissende Franse rol speelde, werden de Oostenrijkers nu definitief van de linker Rijnoever verdreven, alleen enkele vestingsteden hielden nog even stand. In de stad Luik werd het symbool van de prins-bisschop, de gotische Sint-Lambertuskathedraal gesloopt. De steden aan de Maas vielen een voor een, waarbij Venlo en vooral Maastricht het meeste verzet boden. Met de inname van Maastricht op 4 november door de troepen van Jean-Baptiste Kléber was de verovering van de Oostenrijkse Nederlanden vrijwel compleet. Alleen de vesting Luxemburg wist als laatste zelfs nog tot midden 1795 stand te houden.

### 1795 - 1814 – Frans gebied
Toen de bezetting van de linker Rijnoever voltooid was, werden in 1795 de Oostenrijkse en Luikse gebieden door Frankrijk geannexeerd en werden in het gebied nieuwe Franse departementen gecreëerd naar ontwerp van de in Herve geboren jurist Charles-Lambert Doutrepont: Nedermaas (1795, hoofdstad Maastricht), Ourt(h)e (1795, hoofdstad Luik). De Bataafse Republiek deed afstand van haar exclaves in 1795 waardoor Staats-Overmaas, Staats-Opper-Gelre en de redemptiedorpen overgingen in het nieuwe Franse departement Nedermaas. Met de Vrede van Campo Formio in 1797 deed Oostenrijk formeel afstand van de Oostenrijkse Nederlanden.
De Pruisische, Gulikse en Keulse gebieden op de linker Rijnoever bleven bezet gebied onder een generaal-gouvernement bestuurd vanuit Aken. In 1797 werd dit kortstondig in de nieuw gecreëerde Cisrheniaanse Republiek ingevoegd, een vazalstaat naar voorbeeld van de Bataafse Republiek, maar al na een half jaar werd dit gebied toch geannexeerd door Frankrijk en werden er ook hier departementen ingericht. Het oude generaal-gouvernement Aken werd het Roerdepartement (Roer, 1798, hoofdstad Aken). Hoewel al ingelijfd in het Roerdepartement in 1798, kwamen de Pruisische en Gulikse delen van Limburg officieel pas in 1802 bij Frankrijk, met de Vrede van Lunéville. Toen werden ook Thorn, Wittem, Gronsveld en andere vrije heerlijkheden officieel geannexeerd in Nedermaas.
Tijdens de Franse tijd kwam er ook een definitief einde aan het Heilig Roomse Rijk, in 1803 werd al met het Reichsdeputationshauptschluss het aantal soevereine staten binnen het rijk teruggebracht van 1800 tot 60, en werden alle bezette Franse gebieden ten westen van de Rijn opgegeven. De laatste Rooms-Duitse keizer Frans II van Habsburg trad op 6 augustus 1806 af, hij bleef wel keizer van het keizerrijk Oostenrijk.
Vanaf 1795 begon er al duidelijk verzet tegen het regime te ontstaan, vooral vanwege de antiklerikale houding van de Fransen en de verplichte krijgsdienst. Vanaf oktober 1798 ontstond er op vele plaatsen een ware guerrilla. Dit gebeurde ook in Roermond en omgeving. Hasselt werd zelfs even bezet. Vanaf 1799, toen bij besluit de kerken weer open mochten, werd het overal rustig en werd het redelijk gematigde bewind zelfs steeds meer gewaardeerd. In 1801 werd een concordaat gesloten tussen Napoleon en paus Pius VII, waarmee ook de bisschop van Luik weer terugkwam, maar nu zonder wereldlijke macht, dit nieuwe bisdom Luik viel samen met de departementen Ourthe en Nedermaas. Het gebied van het Roerdepartement viel onder het nieuw gestichte Bisdom Aken.
In de periode 1795 tot 1806 werden er in korte tijd allerlei wetten en voorschriften ingevoerd in de geannexeerde gebieden. Tijdens het Franse bewind werden de burgerlijke stand en de militaire dienstplicht ingevoerd, ook werden er grote doorgaande wegen, de routes impériales of Napoleonswegen, aangelegd. Route impériale 3 liep langs de Maas van Parijs naar Hannover De departementen waren ingedeeld in arrondissementen, die bestonden uit kantons die weer ingedeeld werden in gemeenten, die de oude heerlijkheden vervingen. Het hoofd van de gemeente werd een burgemeester, aan het hoofd van een departement stond een prefect die rechtstreeks verantwoording aan Parijs had af te leggen.
Aanvankelijk bestuurden de kantons het hele gebied vanuit een bestuursplaats, maar vanaf 17 februari 1800 kregen de gemeenten hun bestuursbevoegdheden terug en hadden de kantons slechts gerechtelijke machten. In totaal bleef het gebied ongeveer 20 jaar Frans, veel langer dus dan de Noordelijke Nederlanden, die slechts van 1810-1813 tot Frankrijk behoorden.

### 1814 – Einde Franse tijd

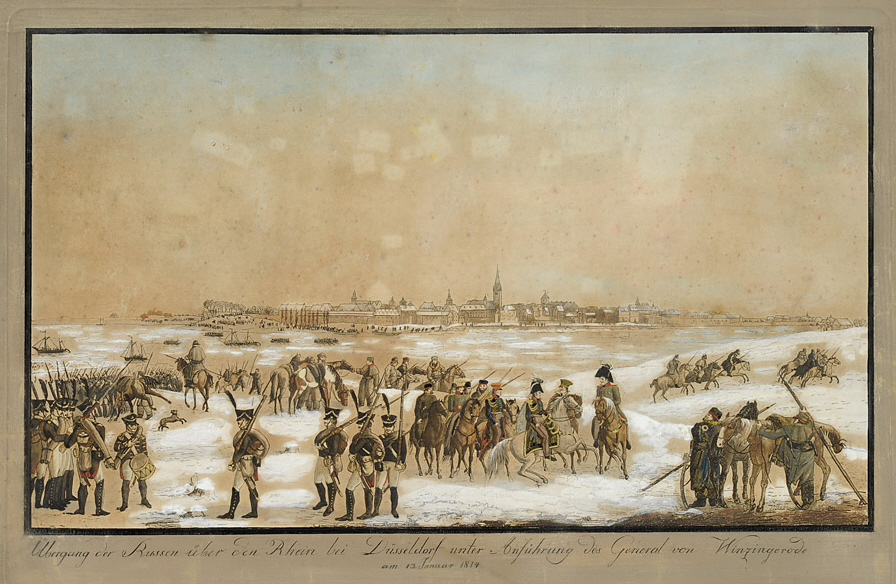
Von Wintzingerode steekt de Rijn over bij Düsseldorf

Onder de Zesde Coalitieoorlog werd in de jaren 1812-1814 Frankrijk verdreven uit alle gebieden die het sinds 1790 had veroverd. Nadat het Russische leger onder Ferdinand von Wintzingerode op 13 januari 1814 bij Düsseldorf de Rijn was overgestoken, trokken de Fransen weg uit Roer en Nedermaas, alleen in Maastricht en Venlo lieten ze nog een tijdlang garnizoenen achter. De naar de coalitie overgelopen Jean-Baptiste Bernadotte leidde de blokkade van Maastricht, dezelfde stad waar hij in 1794 door Kléber nog als gouverneur was aangesteld geweest. De coalitie stelde in de heroverde gebieden generaal-gouvernementen in die bestonden uit clusters van Franse departementen. Roer, Nedermaas en Ourte werden verenigd in het generaal-gouvernement Nederrijn en bestuurd vanuit Aken. Het bestuursapparaat bleef intact, maar in de top werden Franse ambtenaren vervangen door ingezetenen.
Zonder instemming van de coalitie werd op 5 mei 1814 Maastricht overgegeven aan Hollandse troepen. Venlo volgde op 8 mei.

## De 19e eeuw na de Franse tijd

### Pruisen en het Vorstendom der Nederlanden
Vóór de Franse tijd was Limburg verdeeld over Luik, de Staatsen, Oostenrijk en Pruisen. Oostenrijk liet zijn claim op de Nederlanden vallen, maar Pruisen en het nieuw gevormde Vorstendom der Nederlanden legden beiden een claim op de generaal-gouvernementen tussen Moezel, Rijn en Noordzee. Nederland nam weer het bestuur van de in 1795 aan Frankrijk afgestane Generaliteitslanden over. De koning van Pruisen Frederik Willem III nam eerst het hertogdom Kleef en het Pruisische overkwartier weer in bezit en maakte daarna aanspraak op alle voormalige Oostenrijkse gebieden. Bij het Verdrag van Parijs op 30 mei 1814 werd als compromis aan Pruisen het generaal-gouvernement Neder- en Middenrijn tussen Maas, Moezel en Rijn toegewezen. De vorst van Nederland Willem I werd gouverneur-generaal over het generaal-gouvernement van België ten westen van de Maas. Het land van Kessel op de linker Maasoever bleef onder Pruisisch bestuur. Het Vorstendom der Nederlanden kreeg Maastricht, Stevensweert, Venlo en de Redemptiedorpen die bij de nieuwe provincie Braband werden ingedeeld.

### Verenigd Koninkrijk der Nederlanden

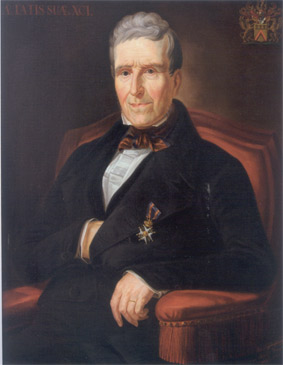
Charles de Brouckère (1757-1850), eerste gouverneur van Limburg

Het Verenigd Koninkrijk der Nederlanden met in eerste instantie één provincie Limburg, die later na de Belgische onafhankelijkheid gescheiden werd.

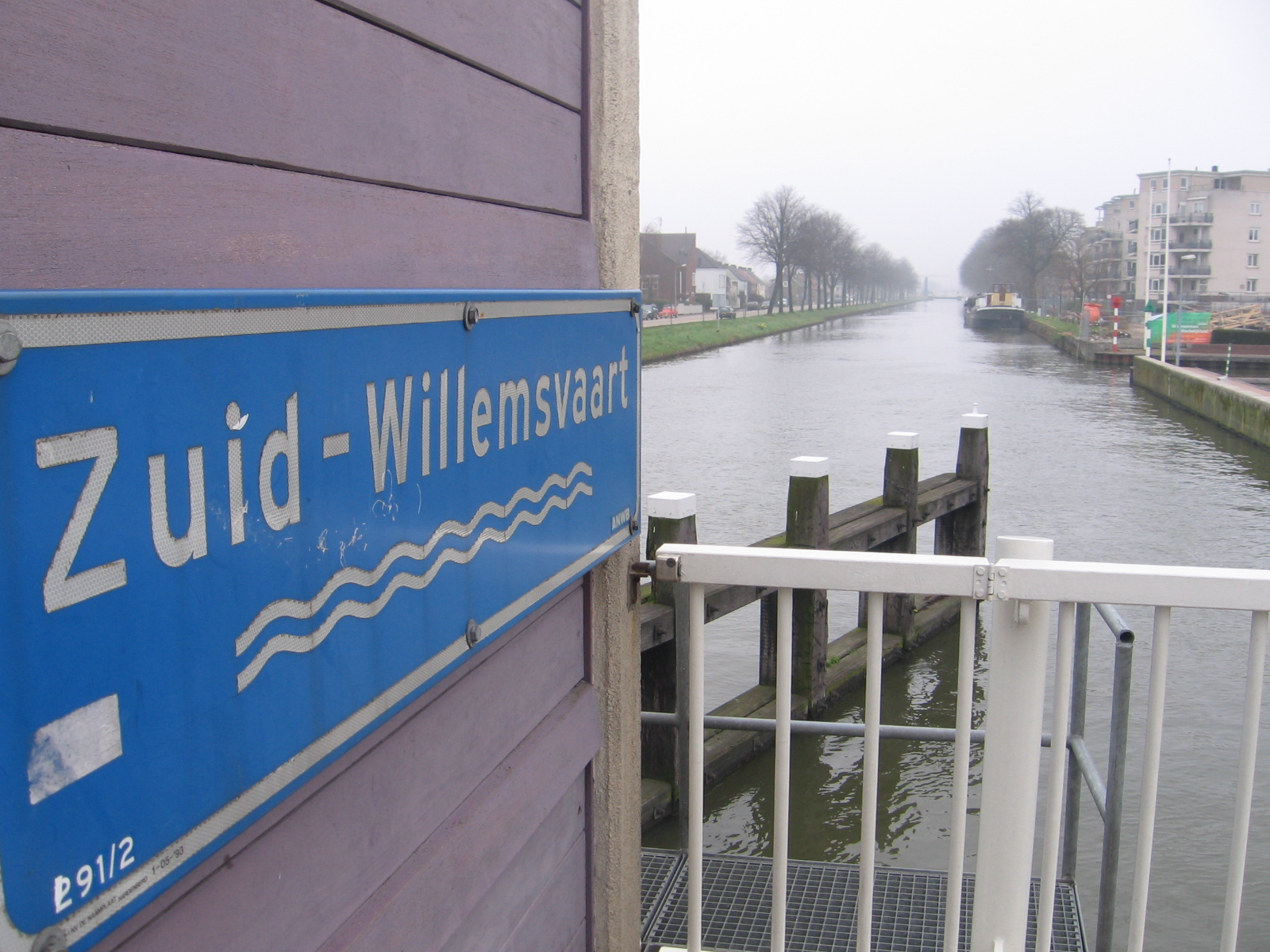
De Zuid-Willemsvaart in Weert

Tijdens het Congres van Wenen in 1815 werden de generaal-gouvernementen opgeheven en werd bepaald dat het departement Nedermaas en een deel van het Roerdepartement deel zouden gaan uitmaken van het nieuwe Verenigd Koninkrijk der Nederlanden. Het oostelijk gedeelte van het Pruisisch Overkwartier ging definitief naar Pruisen, het westelijk deel werd, samen met het vroegere Oostenrijks en Staats Overkwartier, ingedeeld bij de nieuwe Nederlandse provincie. In het ontwerp van de grondwet was aan deze nieuwe provincie de naam "Maastricht" gegeven. Maar koning Willem I bedacht voor deze nieuwe eenheid de naam "Limburg", ingegeven door het vroegere hertogdom Limburg, wat werd vastgelegd in het koninklijk besluit van 24 augustus 1815. In hetzelfde jaar 1815 werd Charles de Brouckère benoemd tot eerste gouverneur van het nieuwe Limburg, een functie die hij uitoefende tot in 1828. Opmerkelijk is dat alleen de Landen van Overmaas in het gebied van de nieuwe provincie Limburg lagen. Het oude hertogdom zelf lag vrijwel volledig in het gebied van de nieuw gevormde provincie Luik, die een voortzetting was van het departement Ourthe. Pruisen wist wel nog een stukje van de oostkant van het departement Ourthe af te snoepen: de gemeente Eupen werd een deel van de Pruisische Rijnprovincie maar werd in 1919 bij het Verdrag van Versailles alsnog bij België gevoegd. Neutraal Moresnet met een rijke lood-zinkmijn werd een condominium van Pruisen en Nederland.
Zo werd dus bereikt dat ook enkele gebieden ten oosten van de Maas aan de Nederlanden werden toegewezen. In Noord-Limburg kwam de nieuwe staatsgrens tussen Nederland en Pruisen te liggen op schootsafstand van de Maas (800 Rijnlandse roeden, ongeveer 3 km). De legende gaat dat bij het afbakenen van de grens, door middel van kanonschoten vanaf de Maas, een van de Nederlandse soldaten ter hoogte van Siebengewald extra veel buskruit in het kanon deed, om te zorgen dat het dorp waar zijn geliefde woonde in de Nederlanden kwam te liggen. In werkelijkheid is sprake geweest van uitruil van gebieden, waardoor de grens bij Siebengewald een knik maakt. Door dergelijke vormen van uitruil kwamen de gebieden rond Niederkrüchten - eerder onderdeel van Oostenrijks Gelre - en Herzogenrath in Pruisische handen. De Gulikse gebieden Sittard en Tegelen werden Nederlands. In het Traktaat van Aken uit 1816 werd de huidige grens tussen de Nederlanden en Pruisen precies vastgelegd.
Het westelijke voormalige Gelderse Overkwartier maakte zo deel uit van de provincie Limburg, terwijl de oostelijke helft van het Overkwartier met zijn uitlopers ondergebracht was in de Pruisische Rijnprovincie. De Rijnprovincie ontstond op 22 juni 1822 door samenvoeging van de in 1815 in het leven geroepen provincies Gulik-Kleef-Berg en het groothertogdom Beneden-Rijn.
De provincie Limburg bestond zo uit vrijwel het gehele voormalige departement Nedermaas en uit delen van het vroegere Roerdepartement. Binnen Limburg werd Maastricht de hoofdstad. Administratief ontstond een indeling in drie arrondissementen: Maastricht, Roermond en Hasselt. Op 19 november 1817 werd bij Koninklijk Besluit nog de gemeente Lommel van Noord-Brabant naar Limburg overgeheveld, als ruil tegen Luyksgestel - voormalig Luiks gebied - dat in 1819 van de provincie Antwerpen op Noord-Brabant overging.
Om het vervoer tussen Luik en Noord-Nederland te verbeteren, gaf koning Willem I de opdracht om een kanaalverbinding aan te leggen tussen Maastricht en Den Bosch parallel aan de Maas, via Lanaken, Maasmechelen, Dilsen-Stokkem, Maaseik, Bree, Weert, Someren en Helmond. De Zuid-Willemsvaart werd in 1826 geopend na een aanlegperiode van 4 jaar waarin bestaande waterlopen verbonden en verbreed werden.

### Gemeenschappelijke Belgische tijd

#### 1830 – Belgische opstand

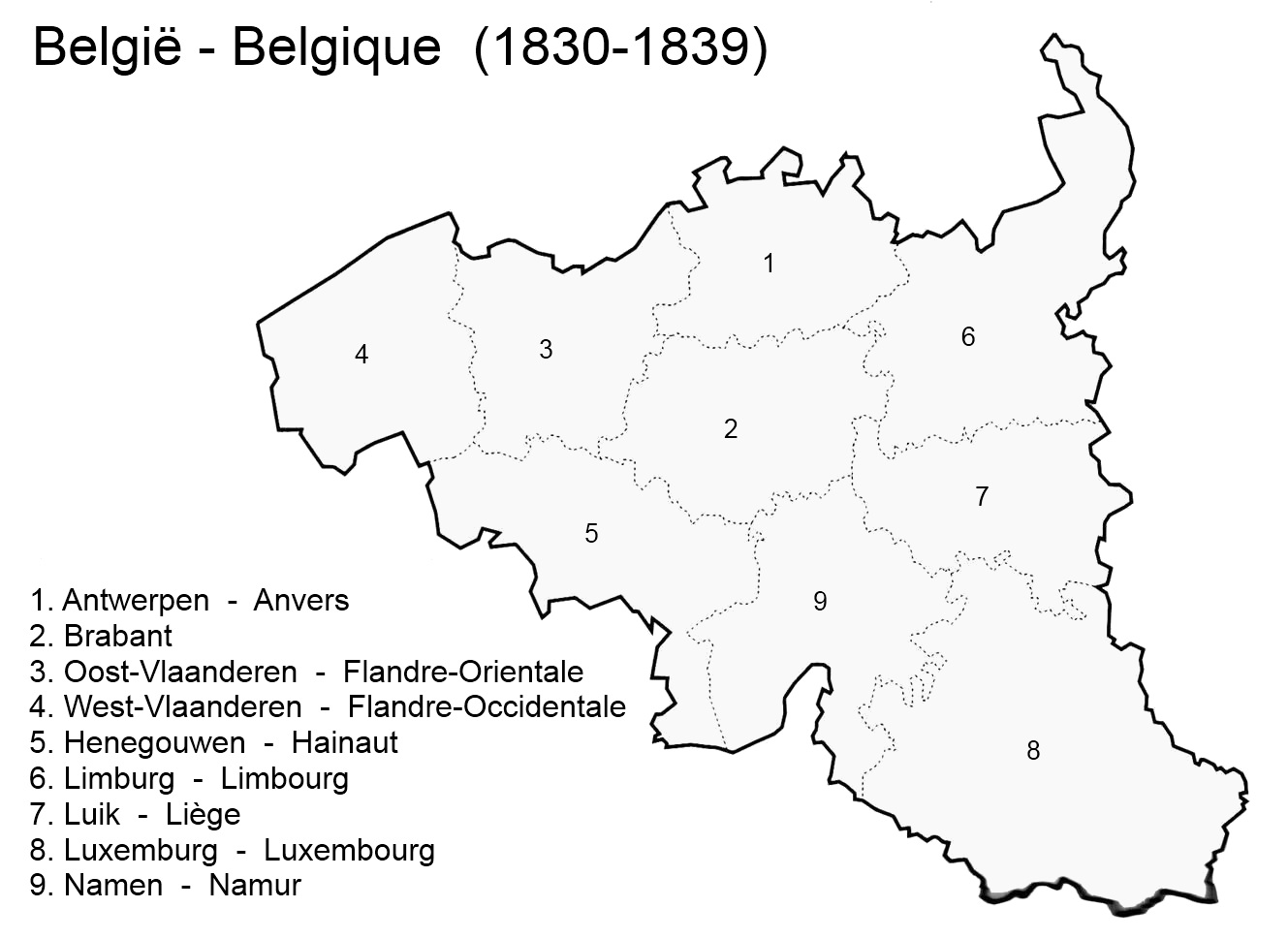
Het ongedeelde Limburg in België (behalve Maastricht)

Legerbewegingen tijdens de Tiendaagse Veldtocht (2-12 augustus 1831)

Hoewel de koning, Willem I der Nederlanden, een sterk sociaal en economisch beleid voerde, ontstond met name in de Zuidelijke Nederlanden toenemende ontevredenheid. Enerzijds waren de katholieken bang voor hun machtspositie, bijvoorbeeld doordat Willem overal openbare scholen oprichtte die concurrentie vormden voor de katholieke scholen. Anderzijds was de liberale elite ontevreden over de grote macht van de koning en streefde ze daarom naar een constitutionele monarchie, met meer macht voor het parlement. Zij stuitte echter op een onverzettelijke vorst, die in 1821 bijvoorbeeld de burgemeester van Maastricht, Hennequin, ontsloeg vanwege zijn vrijzinnige ideeën. Vervolgens werd Hennequin door de stemgerechtigde elite, de burgerij, tot parlementslid gekozen. Een derde twistpunt vormde het taalbeleid van de koning. Willem voerde het Nederlands in als nationale taal, wat de grotendeels Franstalige elite in de Zuidelijke Nederlanden niet zinde.
Hoewel koning Willem I op een aantal punten zijn beleid afzwakte, leidde de onvrede uiteindelijk in 1830 toch tot een oproer in Brussel, waaruit een onafhankelijkheidsbeweging ontstond. Limburg sloot zich voor het grootste deel aan bij de opstandelingen. De Nederlandse generaal Nicolas Joseph Daine liep over naar de revolutionairen en bezette met het Maasleger Maaseik, Roermond en Venlo. In Venlo maakte de burgerij de poorten voor hem open en keerde zich tegen het regeringsgarnizoen dat er gelegerd was (zie Beleg van Venlo). Ook Sittard koos voor de opstand. Al snel was de hele provincie Limburg, met uitzondering van de garnizoensplaats Maastricht (zie Blokkade van Maastricht) in handen van de opstandelingen.
In 1831 werd een nieuwe stap naar de afscheiding gezet doordat de Duitse prins Leopold de eed aanvaardde als eerste koning der Belgen. Intussen was het regeringsleger opnieuw geformeerd en op 2 augustus 1831 trok het opnieuw de zuidelijke provincies binnen voor wat later de Tiendaagse Veldtocht zou worden genoemd. Een groot aantal Limburgse steden ten westen van de Maas werd zonder veel weerstand heroverd. Turnhout, Hasselt en Leuven werden ingenomen en het Maasleger van Daine leed een nederlaag. Toen de Fransen de Belgen te hulp kwamen, werd er een wapenstilstand gesloten. Het regeringsleger trok zich terug in Noord-Brabant en op de vestingen van Antwerpen, Luxemburg en Maastricht.

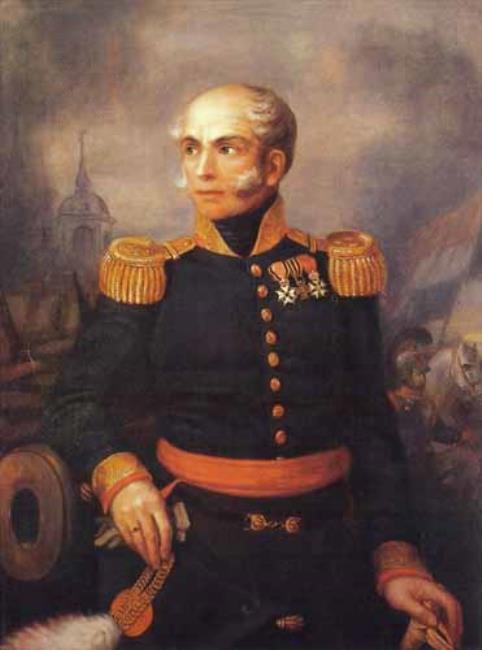
Bernard Dibbets (1782-1839) Bevelhebber van de vesting Maastricht

Na inmenging van buitenlandse mogendheden werd in Londen op 15 november 1831 het Verdrag van Londen (ook wel Verdrag der XXVIII Artikelen genoemd) gesloten, waarin de definitieve grenzen van de nieuwe Belgische staat werden vastgelegd. De provincie Limburg en het groothertogdom Luxemburg werden gesplitst: in ruil voor het afstaan van westelijk Luxemburg aan België zou oostelijk Limburg onder Nederlands bestuur komen en net als het verkleinde groothertogdom Luxemburg deel gaan uitmaken van de Duitse Bond, als een nieuw hertogdom Limburg. In ruil voor deze gebiedsafstand kreeg België het recht op een doorgang door oostelijk Limburg, de latere IJzeren Rijn. België accepteerde het verdrag, omdat zijn onafhankelijkheid erin erkend werd en het uitzicht bood op een definitieve vrede. Koning Willem I weigerde echter de Belgische onafhankelijkheid te aanvaarden, in de hoop dat Pruisen en Oostenrijk hem alsnog te hulp zouden schieten en de eenheid in de Nederlanden hersteld zou kunnen worden.
Zo bleef in de volgende jaren de status quo gehandhaafd en bevond geheel Limburg, met uitzondering van Maastricht, zich onder Belgisch bestuur. Maastricht was al deze jaren in staat van beleg. Dibbets was de bevelhebber van het Nederlandse garnizoen in Maastricht, die moest opboksen tegen de Belgischgezinde Maastrichtse bevolking en de Luikse bisschop Van Bommel. Het eerste jaar was slechts een beetje verkeer met Aken mogelijk. In mei 1833 werd op de Conventie van Londen de Maas vrijgegeven voor vervoer en werd meer verkeer mogelijk. Met het Verdrag van Zonhoven in november 1833 werd het beleg van Maastricht opgeheven.

### Oost-Limburg bij Nederland

#### 1839 – Definitieve splitsing
In 1838 gaf Willem I toe en accepteerde het in 1831 gesloten verdrag. Dit betekende dat Limburg en Luxemburg alsnog verdeeld werden. De bevolking van Limburg wilde dit niet en de Belgische regering bedong dat elke Limburger en Luxemburger die Belgisch wenste te blijven vrij zou kunnen verhuizen. Van dat recht hebben ongeveer 3000 personen gebruikgemaakt. Het ging voor het grootste deel om verhuisde Limburgers; in Luxemburg is vrijwel iedereen blijven wonen waar hij woonde. Hiermee was de splitsing in 1839 een feit.
Nog lange tijd had men moeite met de splitsing van Limburg. Op 3 maart 1843 schreef de gouverneur van Limburg Gericke van Herwijnen aan de minister van justitie van Hall: "Ware het hertogdom Limburg een gewest van België, zoude dat rijk op de rustige stemming der ingezetenen geheel kunnen rekenen, en overtuigd kunnen zijn, dat Limburg alles zoude aanwenden om de Franse revolutie te keeren. Maar in het hertogdom Limburg bestaat wegens een topografische ligging, godsdienst, gewoonten, een groot verlangen uit de geïsoleerde positie te geraken, waarin het zich nu bevindt, en een hereeniging met België zoude schier alle inboorlingen, dan bijzonder de ingezetenen van Maastricht, aangenaam zijn." Toch werd op 8 augustus 1843 in Maastricht het verdrag ondertekend dat het definitieve grensverloop tussen Nederland en België bepaalde.
In België bleef men nog geruime tijd geïnteresseerd om Nederlands Limburg alsnog te annexeren. Na de Eerste Wereldoorlog (1914-1918), waarin Nederland neutraal was gebleven, zag men zijn kans schoon: de Belgische regering beschuldigde Nederland van Duitsgezindheid en eiste om die redenen Zeeuws-Vlaanderen en Nederlands Limburg op. In Nederland werd hierop zeer afwijzend gereageerd, al was het maar omdat Nederland helemaal niet had deelgenomen aan de oorlog en er in zijn ogen dus ook niet voor 'gestraft' kon worden. Mede daarom ging de internationale gemeenschap niet op de Belgische eisen in. Toch reageerde in Nederlands Limburg niet iedereen afwijzend: het katholieke Tweede Kamerlid Henri van Groenendael steunde de Belgische annexatieplannen. Hij werd daarop door de Roomsch-Katholieke Staatspartij geroyeerd en uit de fractie gezet. In 1922 nam hij met een eigen Lijst Groenendael deel aan de verkiezingen, maar haalde in de provincie Limburg slechts 1% van de stemmen.

#### Limburg als onderdeel van de Duitse Bond

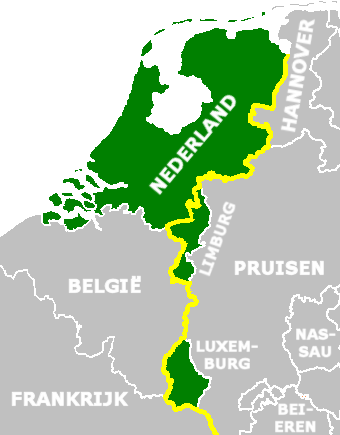
Limburg en Luxemburg als zowel deel van Nederland, als van de Duitse bond

Hoewel Nederlands Limburg in 1839 deel werd van het Koninkrijk der Nederlanden, mochten Limburgse Kamerleden niet meestemmen over de grondwet van 1840. Dit had te maken met de bijzondere positie van Limburg (met uitzondering van de vestingsteden Maastricht en Venlo) als onderdeel van de Duitse Bond, een statenbond van Duitse staten en staatjes. Limburg werd daarom apart behandeld binnen Nederland. Het hertogdom werd in de grondwet van 1840 ook niet als provincie aangeduid.
In het revolutiejaar 1848 was er overal in Europa opstandigheid tegen de conservatieve heersers en ontstond onder de Europese burgerij een streven naar meer vrijheid (liberalisme) en nationale eenheid (nationalisme). Naar aanleiding van de liberale Maartrevolutie in Duitsland was ook hier een streven binnen de Duitse Bond naar staatkundige eenheid. Er werd een nieuw Frankfurter Parlement opgericht, waarin ook een tweetal door verkiezingen aangewezen vertegenwoordigers van het hertogdom Limburg zitting hadden, te weten baron van Scherpenzeel en L.A.M. Schoenmaeckers. Zij waren beiden overtuigd voorstander van opname van Limburg in de nieuwe Duitse staat. Uiteindelijk nam het parlement een resolutie aan, waarin werd vastgesteld dat de vereniging van Nederlands Limburg met Nederland in strijd met de grondwet was.
De reacties vanuit de Nederlandse pers waren opmerkelijk: "Limburg is een jammerlijke strook gronds, een uitwas van ons land, dat onze beste sappen verteert." De Nederlandse regering was in die tijd niet bereid tot een conflict met Duitsland en wilde Limburg daarom best afstaan. Door onderlinge verdeeldheid mislukte de Duitse staatsvorming echter en in 1850 keerde de Duitse Bond als statenbond weer terug. Alles bleef dus bij het oude en Limburg bleef daarom deel van het Koninkrijk der Nederlanden.
In 1866 viel de Duitse Bond alsnog uiteen door verdeeldheid tussen Pruisen en Oostenrijk. Limburg werd daarna niet meer opgenomen in nieuwe Duitse staatsverbanden. Bismarck waagde in 1867 nog een poging Limburg bij de Noord-Duitse Bond aan te sluiten, maar zag hiervan af op een internationale conferentie in Londen.

#### Limburg na 1866
Zodoende verloor Limburg zijn bijzondere positie en werd het op 11 mei 1867 formeel de elfde provincie van Nederland. De titel hertogdom bleef het provinciebestuur nog tot 1906 formeel voeren, hoewel deze eigenlijk geen betekenis meer had. Alleen het gebruik om de commissaris van de Koning(in) met "gouverneur" aan te spreken, herinnert nog aan deze tijd. Koningin Wilhelmina gebruikte de titel 'hertogin van Limburg' als laatste. Bij haar opvolger Juliana werd de titel niet meer gebruikt in de titulatuur.
De tijd na ongeveer 1860 is ook de tijd van het begin van de bloei van het 'Rijke Roomse Leven'. De Kulturkampf in Duitsland had tot gevolg dat religieuze orden uitweken en in Limburg kloosters stichtten. De Katholieke Kerk drukte een overheersend, en dikwijls dwingend, stempel op het sociale en culturele leven in Limburg. Vooral de sociale controle hield iedereen in het katholieke gareel. Na het Tweede Vaticaans Concilie (1962-1965) en tijdens de roerige jaren 60 kwam er een eind aan het Rijke Roomse Leven: de sociale controle verdween en een steeds groter deel van de bevolking seculariseerde. Het zondagse kerkbezoek onder de Limburgse bevolking is hierdoor in snel tempo verminderd.

### West-Limburg bij België
Doordat Maastricht tussen 1830 en 1839 onder Nederlands bestuur was gebleven, was de regering van het ongedeelde Limburg uitgeweken naar Hasselt, en de rechtbank naar Tongeren. Met de definitieve splitsing in 1839 bleef Hasselt de hoofdstad van de kleinere provincie Limburg. Bij Lommel werd de grens met Noord-Brabant iets rechter getrokken. In 1843 werd het grensverdrag ondertekend, Bij Maastricht werd een halve cirkel van 3 km om de stad getrokken dat Nederlands gebied werd. Tussen Weert en Maaseik werden de Drie Eyghen gesplitst, de noordelijke grens van Belgisch Limburg werd gevormd door de gemeenten Kessenich, Molenbeersel en Bocholt. Het gebied van de nieuwe Belgische provincie viel nu vrijwel volledig samen met dat van het oude graafschap Loon.

### Nijverheid en industrialisatie
De stoommachine deed in 1832 zijn intrede in Maastricht. Kort daarop stichtte Petrus Laurentius Regout aan de Boschstraat zijn industriële imperium van kristal-, glas- en aardewerkfabrieken, de latere Sphinxfabrieken. In 1850 werd aan het Bassin, eveneens in Maastricht, de papierfabriek Lhoëst-Weustenraad & Cie opgericht, waarmee de industrialisatie in die stad zijn beslag had gekregen. Ook in Roermond (1807) en Maasniel (1866) werden papierfabrieken gevestigd. In Eijsden vestigde zich in 1870 een zinkwitfabriek, tien jaar later ook in Maastricht, na de fusie Maastrichtsche Zinkwit Maatschappij genaamd. Vanaf ca. 1840 was er ook sprake van kleiwarenindustrie: in Tegelen en later in Echt verschenen gemechaniseerde fabrieken voor de productie van onder meer gresbuizen en dakpannen.

### Verkeersverbindingen
De eerste treinverbindingen in Nederlands-Limburg werden aangelegd naar en van Maastricht. De volgende lijnen werden aangelegd, met het jaar van voltooiing: Maastricht - Aken (1853), Maastricht - Hasselt (1856), Maastricht - Luik (1861), Maastricht - Roermond - Venlo (1865), Venlo - Eindhoven (1866), Venlo - Kaldenkirchen - Vierssen (1867), Venlo - Straelen (1874), Roermond - Weert - Hamont (1879), Venlo - Nijmegen (1883), Sittard - Heerlen - Herzogenrath (1896), Roermond - Weert - Eindhoven (1913), Heerlen - Schin op Geul (1914) en Schaesbergen - Kerkrade - Simpelveld (1934).
De rijkswegen Maastricht - Venlo - Nijmegen en Venlo - Kaldenkirchen werden in 1843 voltooid. De stenen weg Maastricht - Hasselt werd in de jaren 1847 - 1852 aangelegd.

## De twintigste eeuw

### Steenkoolwinning

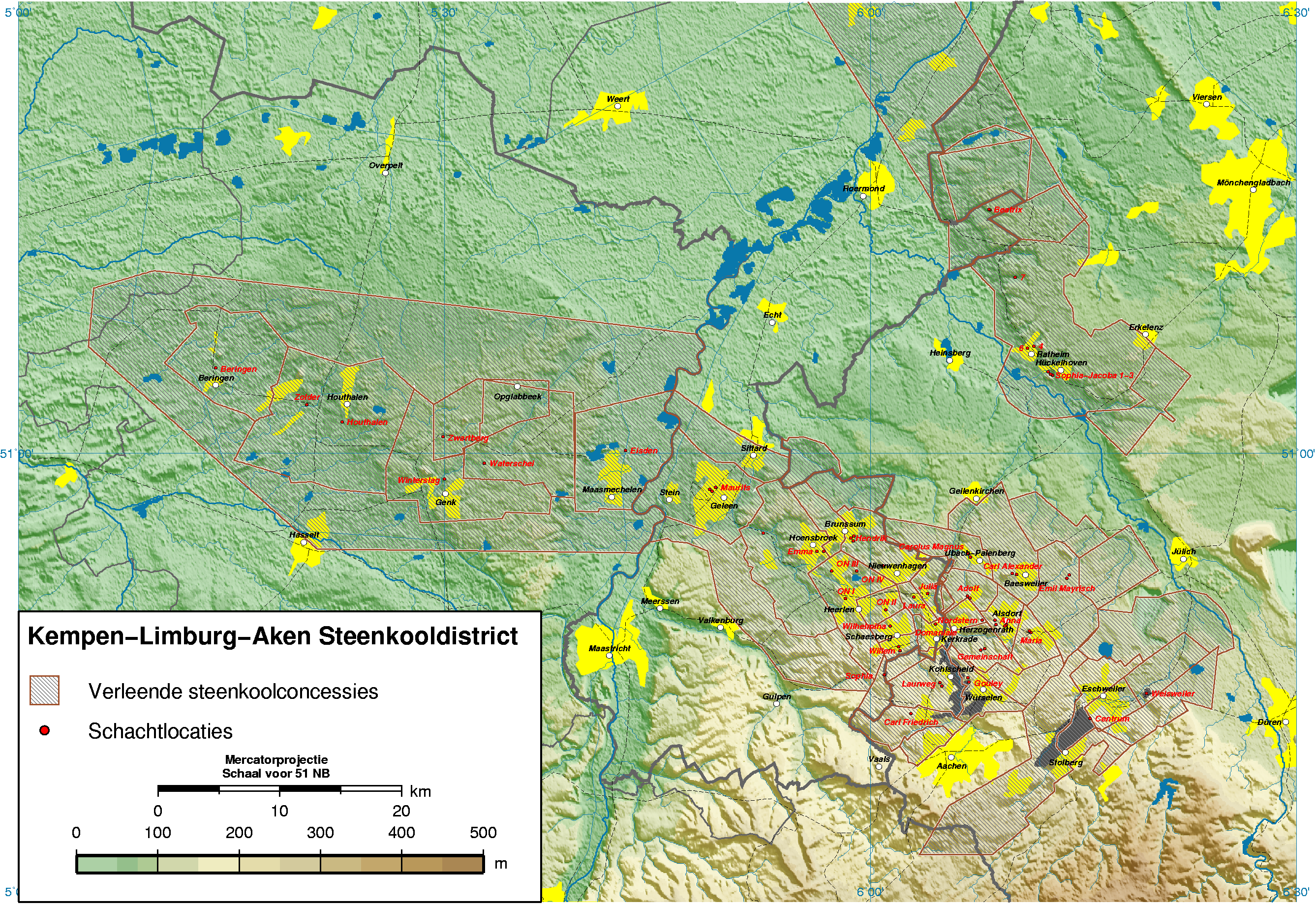
Historische steenkoolconcessies in Limburg en aansluitend Duitsland

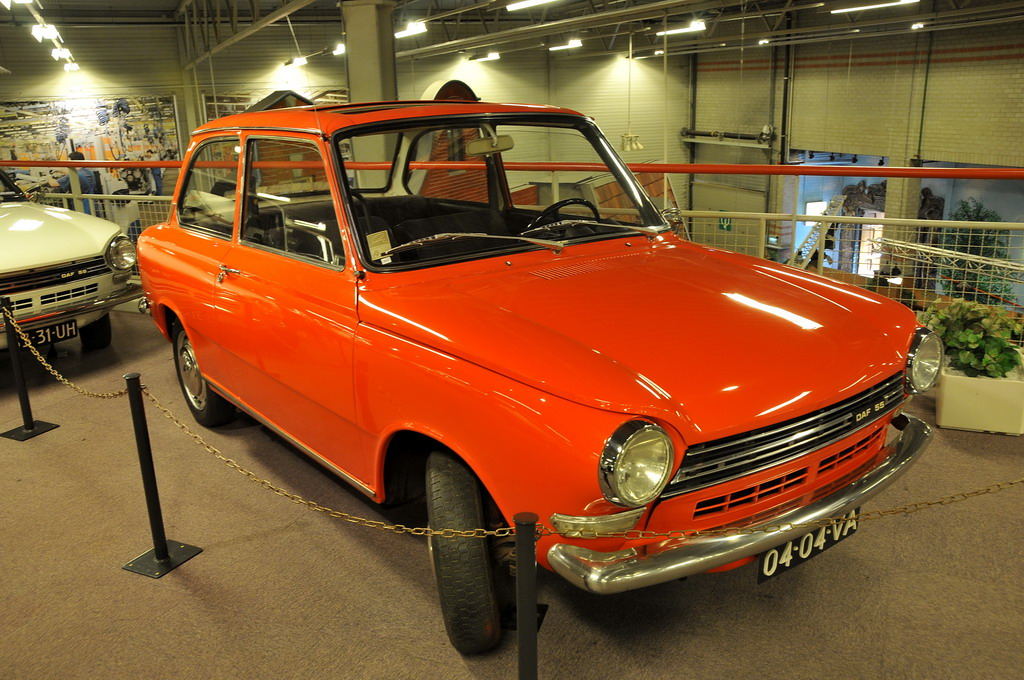
DAF 55 gebouwd in Born

De economie van Limburg heeft twee generaties lang in het teken gestaan van de steenkoolwinning. Hoewel al sinds de middeleeuwen beperkt mijnbouw had plaatsgevonden in het Wormdal door de monniken van Rolduc, breidde de exploitatie van de steenkoolmijnen zich pas aan het einde van de 19e eeuw grootschalig westwaarts uit, omdat met de voortschrijdende technieken nu ook de diepe koollagen konden worden ontgonnen.
In Nederlands Limburg eerst alleen door privaat gefinancierde bedrijven maar vanaf 1902 ook door Staatsmijnen. De bevolking van Heerlen groeide tussen 1900 en 1930 explosief van 6646 naar 32263 inwoners. Na de ontdekking van aardgas in Groningen in 1959 was steenkoolmijnbouw niet langer rendabel. In 1965 werd de sluiting aangekondigd, hetgeen geruime tijd een hoge werkloosheid heeft veroorzaakt, want vóór de sluiting had niet minder dan 15% van de beroepsbevolking in de mijnen gewerkt. De steenkolenwinning in Nederland is definitief gestaakt op 31 december 1974 met de sluiting van de mijn Oranje-Nassau I te Heerlen. Rond de voormalige staatsmijn Maurits ging DSM verder met chemische industrie.
In het Luikse bekken werd ook al sinds de middeleeuwen steenkool ontgonnen. De monniken van de abdij van Godsdal exploiteerden steenkool in Leval bij Blegny. Het succes van de steenkoolontginning in Nederlands Limburg aan het einde van de 19e eeuw, leidde tot het vermoeden dat de steenkool zich westwaarts ondergronds uitstrekte onder de Kempen. André Dumont vond in 1901 een eerste steenkoollaag op een diepte van 541 m in As. Tussen 1917 en 1992 werd steenkool ontgonnen in het Kempens Bekken in zeven mijnzetels. Eind 1965 werd de sluiting aangekondigd van de steenkoolmijn van Zwartberg met een mijnstaking als gevolg. Bij schermutselingen vonden twee mijnwerkers de dood, de sluiting van de mijn vond plaats op 1 oktober 1966. Tussen 1987 en 1992 werden de overige mijnzetels gesloten. De steenkoolmijn van Zolder sloot als laatste op 30 september 1992. De steenkoolmijn van Blegny is UNESCO werelderfgoed.
Nederlands en Belgisch-Limburg waren de enige steenkoolwinningsgebieden in West-Europa, waaromheen geen staalindustrie werd gebouwd. De overheden van beide landen hadden hun zware industrie in de Franstalige gebieden respectievelijk in de Randstad. Als vervangende werkgelegenheid werden autofabrieken geopend; in Born de DAF-fabriek, in Genk de Ford-fabriek. De laatste werd in 2015 ontmanteld.

### Andere delfstoffen
Naast steenkool is er aan het begin van de 20ste eeuw ook op bescheiden schaal bruinkool gedolven in open groeven. In de Peel werd bij Griendtsveen tussen 1885 en 1956 commercieel turf gewonnen. Langs de Maas wordt nog steeds klei en grind afgegraven, wat tot de vorming van de Maasplassen heeft geleid. Kalksteen ("Limburgse mergel") wordt al sinds vroegste tijd gebruikt als bouwsteen, als gevolg hiervan zijn uitgebreide gangenstelsels ontstaan. Vanaf de 20ste eeuw wordt kalksteen in dagbouw afgegraven als grondstof voor cement (onder andere door ENCI in Maastricht). De strategische zinkmijn Vieille-Montagne (Altenberg) in Moresnet was in 1885 uitgeput. De mijnmaatschappij heeft het nog een eeuw langer uitgehouden. In de buurt lag ook nog de mijnzetel van Blieberg die tot 1922 actief was met lood en zink. In Rabotrath in de Oostkantons werd vanaf de middeleeuwen, zink, ijzer en lood gedolven. Langs de rivier de Ourthe in het gebied van het voormalige hertogdom wordt de blauwgrijze hardsteen arduin gewonnen.

### Eerste Wereldoorlog

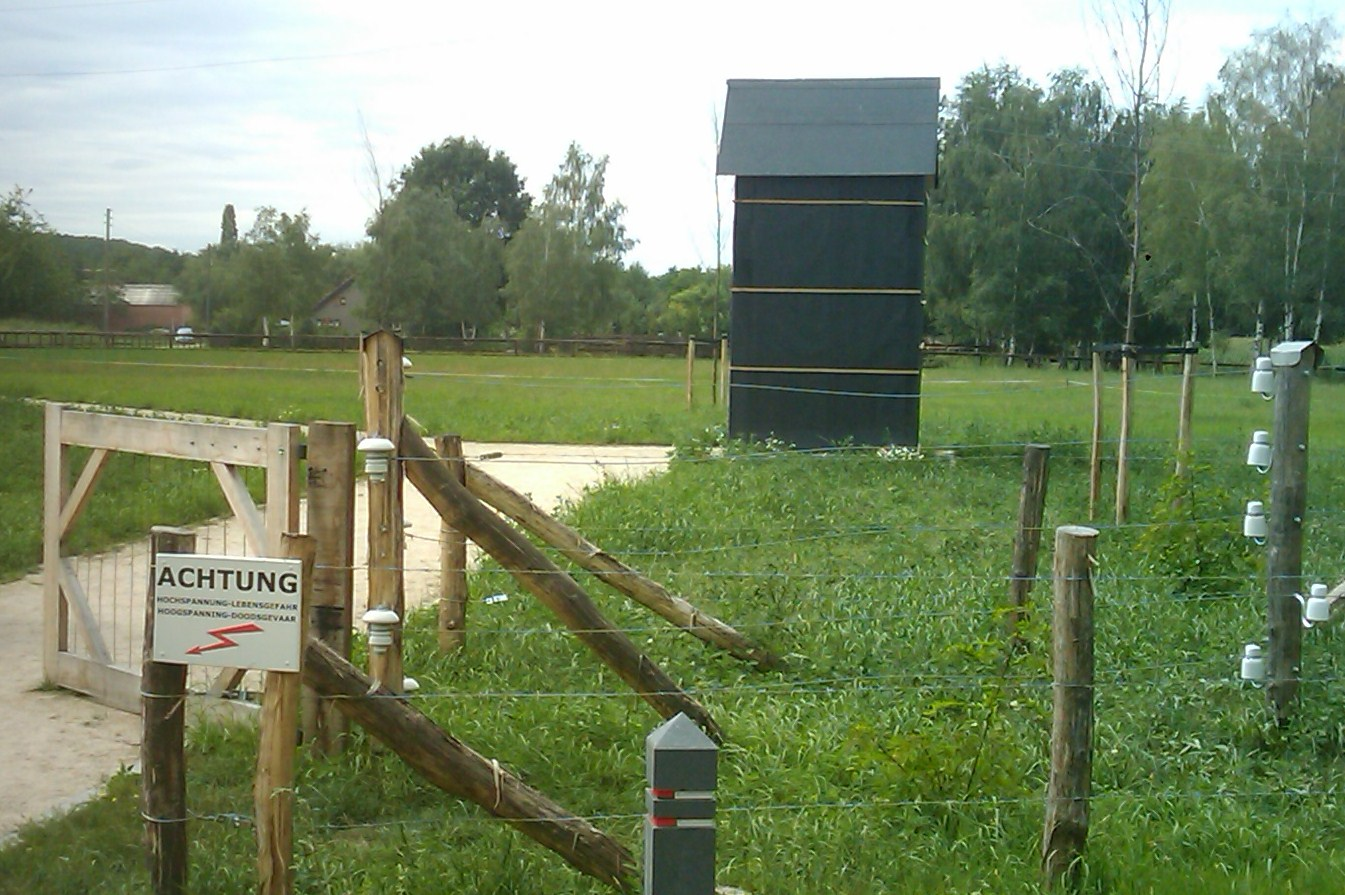
Reconstructie van de Draad in Molenbeersel inclusief een wachtpost.

In de Eerste Wereldoorlog werd Belgisch Limburg, ondanks de gewonnen Slag der Zilveren Helmen in Halen door de Duitsers in augustus 1914 bezet. Het onoverwinnelijk geachte Duitse leger werd tien dagen opgehouden bij de Slag om Luik. Het front bevond zich tijdens de rest van de oorlog in West-Vlaanderen in de beruchte loopgravenoorlog. Om te verhinderen dat Belgische verzetsstrijders via het Neutrale Nederland naar de geallieerde zijde van het front in Vlaanderen konden reizen, plaatste de Duitse bezetter langs de grens een afrastering die onder hoogspanning stond (De Draad). Na de oorlog werden Neutraal Moresnet en Eupen-Malmedy bij België gevoegd. Ook het gedeelte van de strategische spoorlijn over de hoge venen dat door Duitsland loopt, werd een Belgische corridor. Door de aanleg van twee grote kanalen kon het vervoer van de steenkool uit de nieuwe steenkoolmijnen naar de havens van Rotterdam en Antwerpen worden vereenvoudigd. Het Albertkanaal kwam gereed in 1939 en het Julianakanaal in 1934. In 1919 was Zuid-Limburg evenals Zeeuws-Vlaanderen een enige tijd door België voor annexatie beoogd gebied als genoegdoening voor vermeende Nederlandse steun aan Duitsland. Op 6 juni 1919 bevestigde minister Van Karnebeek van Buitenlandse Zaken in de Tweede Kamer dat er geen Belgische annexatie zou plaatsvinden.

### Tweede Wereldoorlog
Voorafgaand aan Tweede Wereldoorlog in de Lage Landen, vond op 9 september 1939 het Venlo-incident plaats, waarbij de Nederlandse luitenant Dirk Klop de dood vond en twee Britse geheime agenten door de Duitse Gestapo over de grens werden ontvoerd. De Duitse opmars (Fall Gelb) op 10 mei 1940 gebeurde in Noord-Limburg per spoorlijn toen de Maasbrug bij Gennep ongeschonden in Duitse handen was gevallen en een pantsertrein de Peel-Raamstelling kon doorbreken en zo de Nederlandse stellingen in de rug kon aanvallen. In België werd op 10 mei met een luchtaanval de slag rond het Fort Eben-Emael geopend, een dag later gaf majoor Jottrand zich over. De bruggen bij Vroenhoven en Veldwezelt over het Albertkanaal vielen intact in Duitse handen. Met de capitulatie van Nederland op 14 mei trok het Belgische leger terug richting Franse grens. Op 28 mei capituleerde ook België. Eupen-Malmedy werd tijdens de oorlog door Hitler geannexeerd, wat betekende dat de mannen onder de Duitse dienstplicht vielen. Voor de oorlog leefden in Nederlands Limburg ongeveer vijftienhonderd Joden, hiervan overleefde meer dan de helft de vervolging niet. Bij een geallieerd vergissingsbombardement op Geleen op 5 oktober 1942 vielen 84 dodelijke burgerslachtoffers, het oorspronkelijke doelwit van de geallieerde bommenwerpers was Aken.

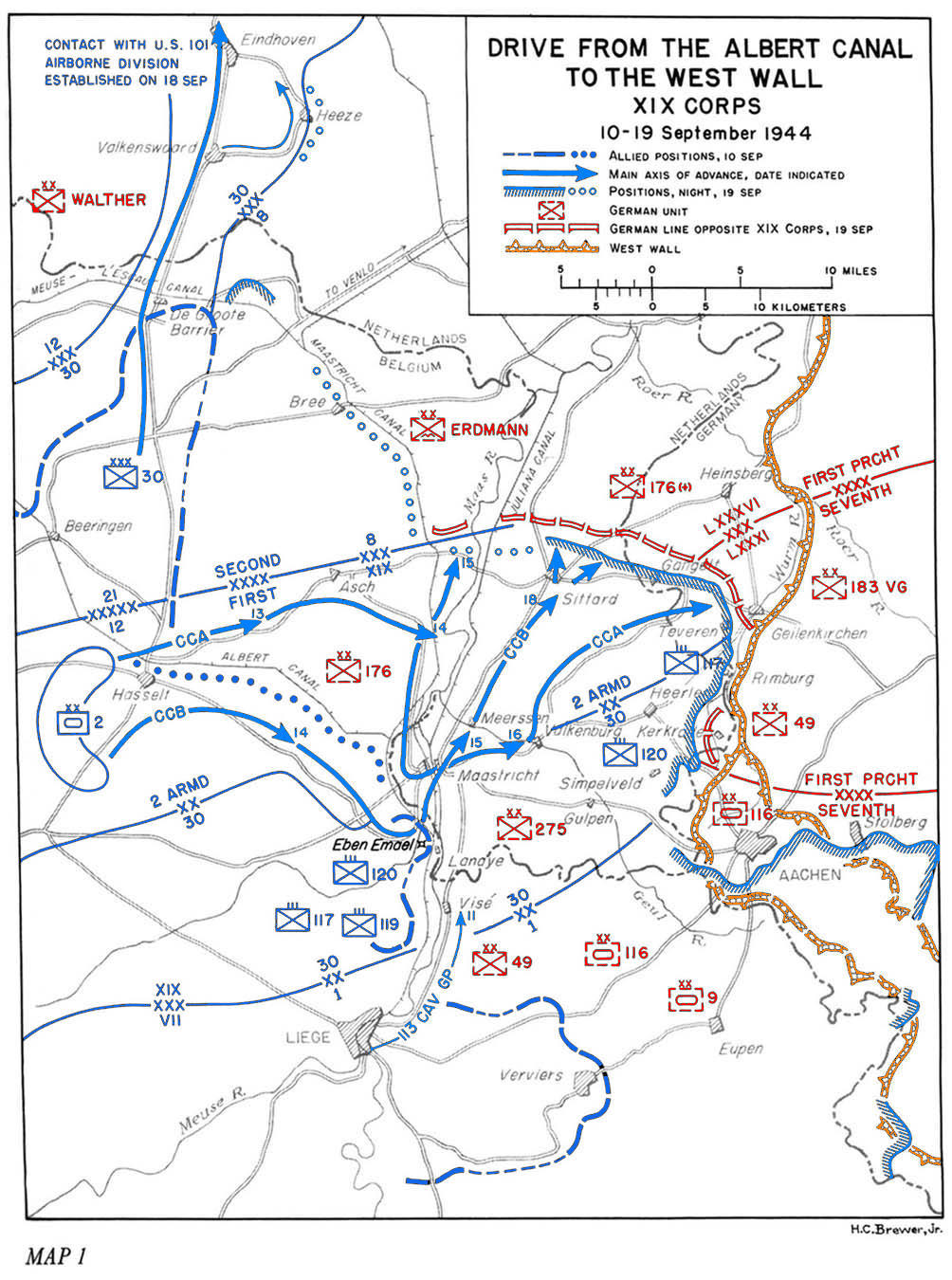
Geallieerde opmars in Limburg tot 19 september 1944

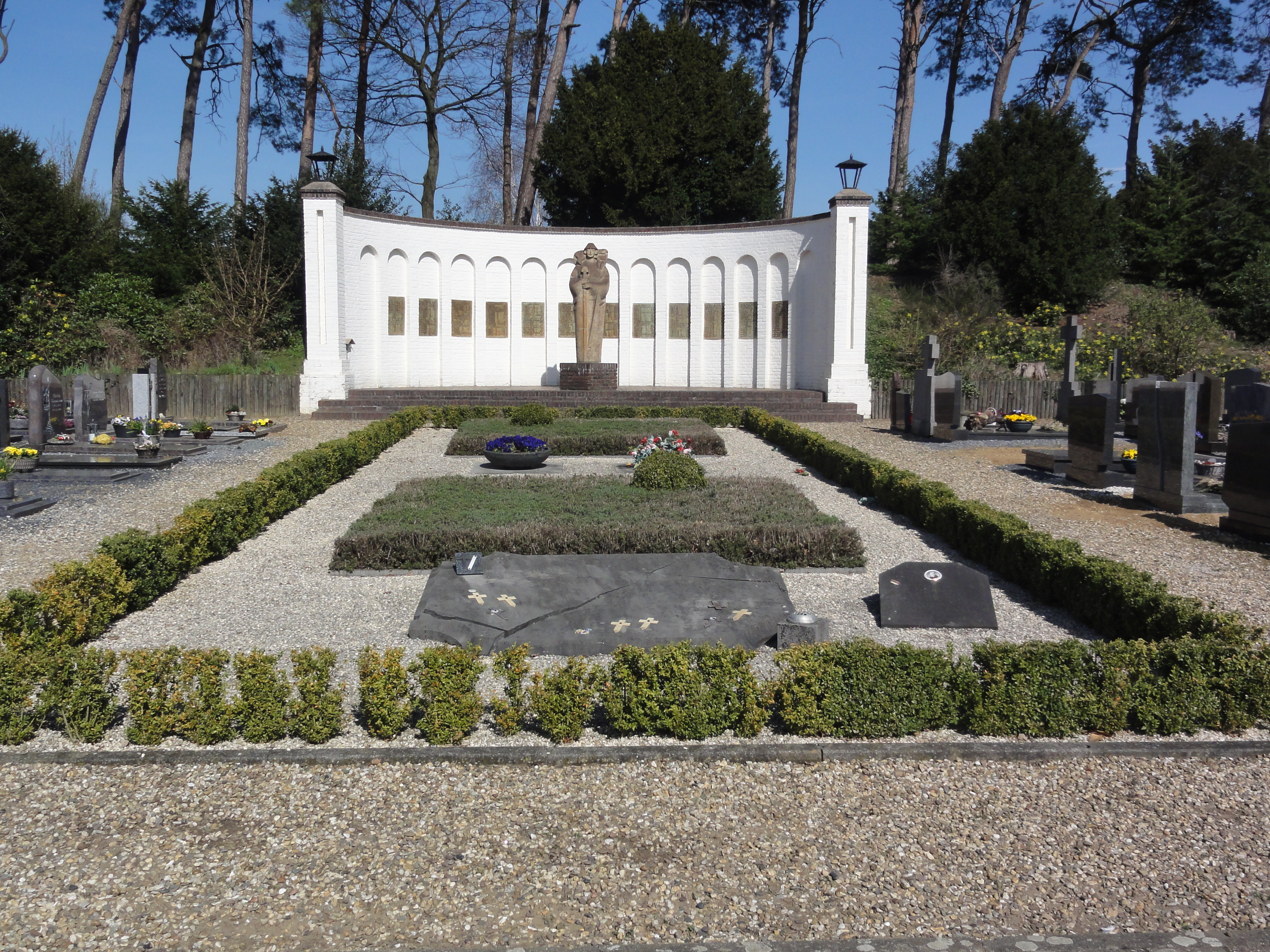
Monument voor burgerslachtoffers in Montfort

Tijdens de bevrijding is in Nederlands Limburg een langdurige strijd gevoerd, het geallieerde front lag tussen september 1944 en maart 1945 dwars door Limburg heen, langs de Maas en de Roer. Tot half september ging de geallieerde opmars zeer voorspoedig: 25 augustus was Parijs bevrijd en 19 september stonden de Amerikaanse eenheden al in Sittard, en was Belgisch Limburg bevrijd tot aan de Zuid-Willemsvaart. Mesch had de primeur om als eerste Nederlandse plaats bevrijd te worden op 12 september. Twee dagen later volgde de bevrijding van Maastricht. De bevolking van het bezette Kerkrade werd op 25 september tijdens een kort staakt-het-vuren geëvacueerd naar het bevrijde Ubachsberg. Met de operatie Market Garden werd tussen 17 september en 26 september via Eindhoven een bres geslagen naar Arnhem, waarbij op 21 september Mook werd bevrijd, maar tussen Eindhoven en de Maas was een Duitse legereenheid achtergebleven. De Operatie Aintree, die op 1 oktober startte, had als doel die Duitsers terug te drijven achter de Maas. De zware tankslag om Overloon op 12 oktober kostte veel verliezen aan beide zijden. Aintree strandde op 16 oktober nadat Venray met veel verliezen was bevrijd. Op 27 oktober lanceerden de Duitsers een tegenaanval langs de lijn Nederweert–Meijel–Liesel, die op 29 oktober door de geallieerden tot staan werd gebracht. De geallieerde opmars naar de Maas werd hervat met Operatie Nutcracker toen op 14 november het Britse leger het Kanaal Wessem-Nederweert overstak bij Sluis Panheel. Op 23 november werd ook aan het noorden het front bij Venray doorbroken. Op 3 december werd Blerick als laatste dorp ten westen van de Maas bevrijd.
In het zuiden was vanuit Rimburg op 2 oktober de Siegfriedlinie doorbroken en werd van hieruit Aken omsingeld en ingenomen. 5 oktober was het ontvolkte Kerkrade bevrijd, maar de bevolking mocht pas op 24 oktober terugkeren en trof een geplunderde stad aan. De geallieerden drongen verder op oostwaarts tot de Roer. Een Engelse eenheid wist met de Operatie Blackcock tussen 14 januari en 27 januari 1945 een Duitse militie uit te schakelen die de driehoek Roermond-Susteren-Heinsberg bezette. Bij Canadese bombardementen van Montfort op 20 januari werden 186 burgers gedood. De burgerbevolking in bezet Limburg ten oosten van de Maas kreeg in januari het bevel te evacueren naar bezet Noord Nederland. De evacuatie van Venlo begon op 14 januari en die van Roermond op 20 januari. Venlo en Roermond werden op 1 maart 1945 bevrijd tijdens de Operatie Grenade die op 23 februari de Roer was overgestoken en op 5 maart de Rijn bereikte. Op 3 maart was de bevrijding van Limburg compleet.
Tijdens de geallieerde opmars werden de soldaten achter het front in Heerlen en Maastricht geamuseerd door de beroemde Duitse artieste Marlène Dietrich.
De vele gesneuvelde militairen werden op een aantal grote Militaire begraafplaatsen begraven. In Nederlands Limburg liggen de Amerikaanse Begraafplaats Margraten met 8302 graven en de Duitse militaire begraafplaats in Ysselsteyn waar sinds 1946 31500 Duitse gesneuvelde soldaten herbegraven zijn. In België liggen onder andere de Duitse militaire begraafplaats in Lommel met 38500 graven en de Henri-Chapelle American Cemetery and Memorial met 7989 graven.

### Na de oorlog

Grenswijzigingen in de 20ste eeuw

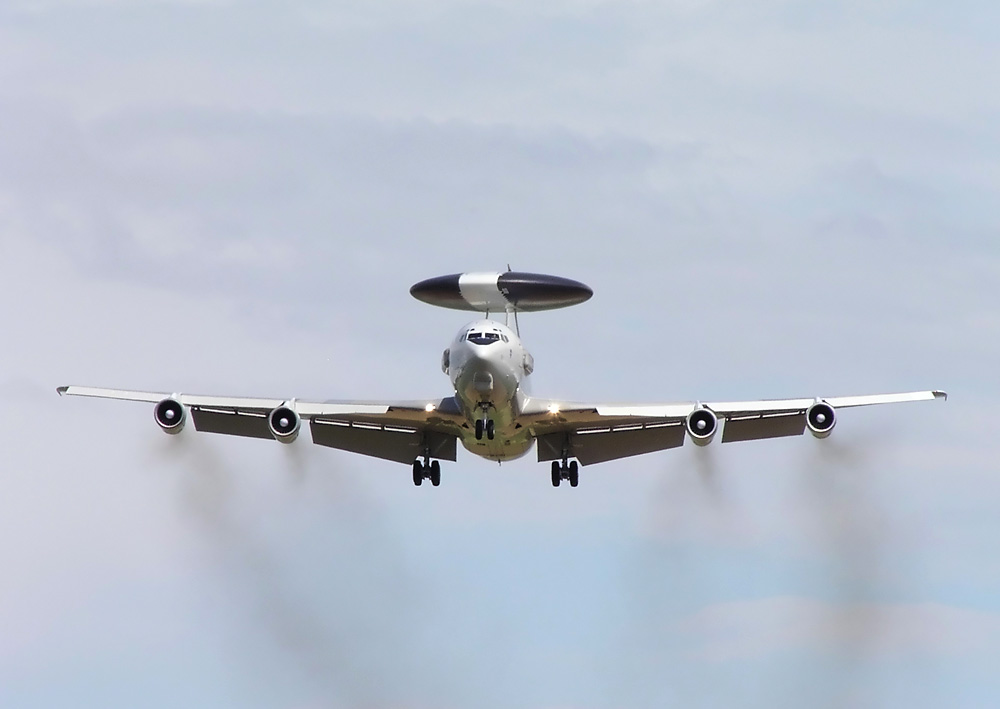
AWACS opstijgend van Geilenkirchen

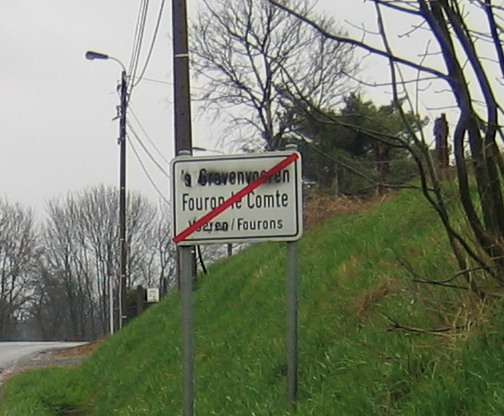
Taalstrijd in Voeren

Na de oorlog werd aan Duitse zijde de Rijnprovincie gesplitst. Het noordelijke deel Noord-Rijnland kwam in de Britse sector, en werd in 1946 met de provincie Westfalen samengevoegd tot de deelstaat Noordrijn-Westfalen, in 1947 werd daar nog de vrijstaat Lippe aan toegevoegd. De Oostkantons gingen weer naar België. In 1949 werd de Bondsrepubliek Duitsland opgericht met tot 1990 Bonn als hoofdstad.
In 1949 werd Duits grondgebied door Nederland geannexeerd. Negen kleinere stukken werden bij bestaande Limburgse gemeenten gevoegd, het grootste gebied (41,34 km² met 5665 personen) was Selfkant dat werd bestuurd als Drostambt Tudderen. Het gebied werd in 1963 aan Duitsland teruggeven. Tot 2002 was de verbindingsweg N274 nog Nederlands gebied. In Nederlands-Limburg woonachtige Duitse staatsburgers werden tussen 1946 en 1950 onder de codenaam Operatie Zwarte Tulp verbannen naar Duitsland.
De Britten hadden tussen 1953 en 2002 een luchtmachtbasis in Brüggen, daarnaast ook in Wildenrath, Laarbruch en Geilenkirchen. RAF Wildenrath werd in 1992 omgebouwd tot een testcentrum van Siemens voor railmaterieel. RAF Laarbruch werd burgervliegveld Weeze. In Geilenkirchen werden de AWACS vliegende radarposten gestationeerd, waarvoor onder groot protest een deel van de Schinveldse Bossen gekapt werd. In de Cannerberg bij Maastricht was tussen 1954 en 1992 een ondergronds commandocentrum gevestigd. De NAVO richtte in 1966 op het terrein van de staatsmijn Hendrik in Brunssum het AFCENT hoofdkwartier in.
In België werden in 1963, bij het vastleggen van de taalgrens, zes gemeenten in de Jekervallei rond Bitsingen van het Vlaamse Limburg naar de Waalse provincie Luik overgeheveld; de zes gemeenten van Voeren volgden de omgekeerde beweging, wat aanleiding gaf tot een felle taalstrijd. Van de huidige provincie behoorde alleen de Voerense deelgemeenten Teuven en Remersdaal tot het historische hertogdom Limburg, dat nu grotendeels Luiks is.
Het Beneluxverdrag leidde aan het begin van de jaren zestig tot het opheffen van de paspoortcontrole aan de Nederlands-Belgische grens. In 1974 waren de internationale snelwegen gereed. De Oost-Westverbindingen Knokke-Hannover (E34) en Aken-Leuven (E314) en de Noord-Zuidverbinding Eindhoven-Luik (A2). In 1976 werd in Maastricht een universiteit geopend. Internationale samenwerking in het gebied werd bevorderd door de oprichting van Euregio's in de jaren 70. De Euregio Maas-Rijn werd in 1976 opgericht, de Euregio Rijn-Maas Noord werd opgericht in 1978. Het Verdrag van Schengen in 1985 maakte ook een einde aan de grenscontrole met Duitsland. Op 7 februari 1992 werd met het Verdrag van Maastricht de Europese Unie opgericht en werd de invoering van de euro vastgelegd.
Drie dodelijke internationale terroristische incidenten waren na de oorlog in Limburg te betreuren. Op 1 november 1978 werden twee Nederlandse douanebeambten tijdens het schietincident met Rote Armee Fraktion in Kerkrade gedood. Op 1 mei 1988 werd in Roermond het vuur geopend op een auto waarin drie militairen van de Britse luchtmacht in Brüggen zaten, hierbij werd een militair gedood. Kort daarna ging een bom af bij een discotheek in Nieuw Bergen waarbij twee Britse militairen werden gedood. Deze aanslagen werden opgeëist door de IRA. Op 27 mei 1990 vonden bij de aanslag door de IRA in Roermond twee Australische toeristen de dood, toen zij werden aangezien voor Britse militairen.
Op 13 april 1992 vond bij Roermond een zware aardbeving plaats met een sterkte van 5.8 op de schaal van Richter.

## 21ste eeuw
De komst van de euro in 2002 maakte voor het eerst sinds 1815 weer een vrij verkeer van personen en goederen met dezelfde munteenheid mogelijk en werd het gebied de facto een land zonder grenzen. Op 13 november 2015 werd een Belgische commissie aangesteld om de voorgenomen grensaanpassing tussen Wezet, Eijsden en Margraten aan te sturen. Door de rechttrekking van de Maas, door middel van waterbouwkundige werkzaamheden in de periode 1960-1980, waren er een drietal (schier)eilanden (twee Belgische en een Nederlandse) ontstaan die alleen via het wederzijds buitenland bereikbaar waren. Door de grensaanpassing valt nu een deel van wat voorheen België was onder Nederland en andersom. Het grensverdrag werd op 28 november 2016 in Amsterdam, tijdens een staatsbezoek, ondertekend door de ministers van Buitenlandse Zaken in bijzijn van de koningen van beide landen.

## Tabel
| Lijst van bestuurlijke eenheden in 1795 en de latere gemeenten van de Nederlandse provincie Limburg en de Belgische provinciën Limburg en Luik | Lijst van bestuurlijke eenheden in 1795 en de latere gemeenten van de Nederlandse provincie Limburg en de Belgische provinciën Limburg en Luik | Lijst van bestuurlijke eenheden in 1795 en de latere gemeenten van de Nederlandse provincie Limburg en de Belgische provinciën Limburg en Luik | Lijst van bestuurlijke eenheden in 1795 en de latere gemeenten van de Nederlandse provincie Limburg en de Belgische provinciën Limburg en Luik | Lijst van bestuurlijke eenheden in 1795 en de latere gemeenten van de Nederlandse provincie Limburg en de Belgische provinciën Limburg en Luik | Lijst van bestuurlijke eenheden in 1795 en de latere gemeenten van de Nederlandse provincie Limburg en de Belgische provinciën Limburg en Luik | Lijst van bestuurlijke eenheden in 1795 en de latere gemeenten van de Nederlandse provincie Limburg en de Belgische provinciën Limburg en Luik | Lijst van bestuurlijke eenheden in 1795 en de latere gemeenten van de Nederlandse provincie Limburg en de Belgische provinciën Limburg en Luik |
| Naam | Gemeentenaam 1815 | Status | Territorium 1795 | Einde | Heringedeeld bij | Huidige gemeente | Huidig territorium |
| --- | --- | --- | --- | --- | --- | --- | --- |
| Afferden | Afferden | schepenbank en heerlijkheid (geen Ambt) | Pruisisch Opper-Gelre | voor 1812 | Bergen | Bergen | provincie Limburg (NL) |
| Ambt Montfort | (fusiegemeente) | vanaf 1991 | | 2007 | | | provincie Limburg (NL) |
| Amby | Amby | deel schepenbank Meerssen | Staats-Valkenburg | 1970 | Maastricht | Maastricht | provincie Limburg (NL) |
| Amstenrade | Amstenraede | deel schepenbank Oirsbeek | graafschap Geleen en Amstenrade, (Oostenrijks Valkenburg)                                                                                      | 1982 | Schinnen | Beekdaelen | provincie Limburg (NL) |
| Arcen | Aarcen | schepenbank en heerlijkheid (geen Ambt) | Pruisisch Opper-Gelre | 1817 | Arcen en Velden | Venlo | provincie Limburg (NL) |
| Arcen en Velden | (fusiegemeente) | schepenbank en heerlijkheid (geen Ambt) | Pruisisch Opper-Gelre | 2010 | Venlo | Venlo | provincie Limburg (NL) |
| Baexem | Baexem | kerspel | abdijvorstendom Thorn | 1991 | Heythuysen | Leudal | provincie Limburg (NL) |
| Beegden | Beegden | schepenbank en heerlijkheid | graafschap Horn | 1991 | Heel (2) | Maasgouw | provincie Limburg (NL) |
| Beek | Beek | hoofdbank | Staats-Valkenburg | | | Beek | provincie Limburg (NL) |
| Beesel | Beesel | deel schepenbank Beesel en Belfeld (Ambt Montfort)                                                                                             | Staats-Opper-Gelre | | | Beesel | provincie Limburg (NL) |
| Belfeld | Belfeld | deel schepenbank Beesel en Belfeld (Ambt Montfort)                                                                                             | Staats-Opper-Gelre | 2001 | Venlo | Venlo | provincie Limburg (NL) |
| Bemelen | Bemelen | onderbank van Beek en heerlijkheid | Staats-Valkenburg | 1982 | Margraten | Eijsden-Margraten | provincie Limburg (NL) |
| Berg | (deel van Berg) | bank van Sint Servaas | Staats-Valkenburg | voor 1812 | Berg en Terblijt | Valkenburg aan de Geul | provincie Limburg (NL) |
| Berg en Terblijt | Berg | voor 1812 | | 1982 | | | provincie Limburg (NL) |
| Bergen | Bergen | deel schepenbank Well en Bergen (geen Ambt) | Pruisisch Opper-Gelre | | | Bergen | provincie Limburg (NL) |
| Bingelrade | Bingelraede | deel schepenbank Oirsbeek | graafschap Geleen en Amstenrade, (Oostenrijks Valkenburg)                                                                                      | 1982 | Onderbanken | Beekdaelen | provincie Limburg (NL) |
| Blitterswijk | Blitterswijck | schepenbank en heerlijkheid (geen Ambt) | Pruisisch Opper-Gelre | voor 1812 | Meerlo | Venray | provincie Limburg (NL) |
| Bocholtz | Bocholz | deel schepenbank Simpelveld | Oostenrijks Hertogenrade | 1982 | Simpelveld | Simpelveld | provincie Limburg (NL) |
| Borgharen | Borgharen | onderbank van Meerssen en heerlijkheid | Staats-Valkenburg | 1970 | Maastricht | Maastricht | provincie Limburg (NL) |
| Born | Born | 1709: onderambt | Hertogdom Gulik | 2001 | Sittard-Geleen | Sittard-Geleen | provincie Limburg (NL) |
| Bree | Bree | schepenbank (Ambt Kessel) | Pruisisch Opper-Gelre | 1818 | Maasbree (naamsw) | Peel en Maas | provincie Limburg (NL) |
| Breust | Breust | schepenbank | prinsbisdom Luik | 1828 | Eijsden en Sint Geertruid | Eijsden-Margraten | provincie Limburg (NL) |
| Broekhuizen | Broekhuisen | schepenbank en heerlijkheid (geen Ambt) | Pruisisch Opper-Gelre | 2002 | Horst aan de Maas | Horst aan de Maas | provincie Limburg (NL) |
| Broeksittard | (deel van Sittard) | 1817: uit Sittard | hertogdom Gulik | 1942 | Sittard | Sittard-Geleen | provincie Limburg (NL) |
| Brunssum | Brunssum | onderbank van Heerlen, 1609 Amstenrade | graafschap Geleen en Amstenrade, (Oostenrijks Valkenburg)                                                                                      | | | Brunssum | provincie Limburg (NL) |
| Buggenum | Buggenum | schepenbank en heerlijkheid | graafschap Horn | 1942 | Haelen | Leudal | provincie Limburg (NL) |
| Bunde | Bunde | 1626: heerlijkheid uit Meerssen | Staats-Valkenburg | 1982 | Meerssen | Meerssen | provincie Limburg (NL) |
| Cadier | Cadier | schepenbank | Staats-Dalhem | 1828 | Cadier en Keer | Eijsden-Margraten | provincie Limburg (NL) |
| Cadier en Keer | (fusiegemeente) | vanaf 1828 | | 1982 | | | provincie Limburg (NL) |
| Echt | Echt | schepenbank (Ambt Montfort) | Staats-Opper-Gelre | 2003 | Echt-Susteren | Echt-Susteren | provincie Limburg (NL) |
| Echt-Susteren | (fusiegemeente) | vanaf 2003 | | | | | provincie Limburg (NL) |
| Eijgelshoven | Eijgelshoven | | hertogdom Gulik | 1982 | Kerkrade | Kerkrade | provincie Limburg (NL) |
| Eijsden | Eijsden | onderbank van Klimmen | Staats-Valkenburg | 2011 | Eijsden-Margraten | Eijsden-Margraten | provincie Limburg (NL) |
| Eijsden-Margraten | (fusiegemeente) | vanaf 2011 | | | | | provincie Limburg (NL) |
| Ell | (deel van Hunsel) | kerspel | abdijvorstendom Thorn | voor 1812 | Hunsel | Leudal | provincie Limburg (NL) |
| Elsloo | Elsloo | heerlijkheid | vrije rijksheerlijkheid | 1982 | Stein | Stein | provincie Limburg (NL) |
| Epen | (deel van Wittem) | heerlijkheid | 1056 Abdij van Burtscheid, 1350 Wittem | voor 1812 | Wittem | Gulpen-Wittem | provincie Limburg (NL) |
| Geijsteren | Geisteren | schepenbank en heerlijkheid (geen Ambt) | Pruisisch Opper-Gelre | voor 1812 | Wanssum | Venray | provincie Limburg (NL) |
| Geleen | Geleen | schepenbank | graafschap Geleen en Amstenrade, (Oostenrijks Valkenburg)                                                                                      | 2001 | Sittard-Geleen | Sittard-Geleen | provincie Limburg (NL) |
| Gennep | Gennep | schepenbank (Ambt Gennep) | hertogdom Kleef | | | Gennep | provincie Limburg (NL) |
| Geulle | Geul | onderbank van Meerssen en heerlijkheid | Staats-Valkenburg | 1982 | Meerssen | Meerssen | provincie Limburg (NL) |
| Grathem | Graethem | | abdijvorstendom Thorn | 1991 | Heythuysen | Leudal | provincie Limburg (NL) |
| Grevenbicht | Grevenbicht | schepenbank | hertogdom Gulik | 1982 | Born | Sittard-Geleen | provincie Limburg (NL) |
| Gronsveld | Gronsveldt | graafschap | rijksgraafschap | 1982 | Eijsden | Eijsden-Margraten | provincie Limburg (NL) |
| Grubbenvorst | Grubbenvorst | schepenbank (geen Ambt) | Pruisisch Opper-Gelre | 2001 | Horst aan de Maas | Horst aan de Maas | provincie Limburg (NL) |
| Gulpen | Galoppe | schepenbank | Staats-Hertogenrade | 1999 | Gulpen-Wittem | Gulpen-Wittem | provincie Limburg (NL) |
| Gulpen-Wittem | (fusiegemeente) | vanaf 1999 | | | | | provincie Limburg (NL) |
| Haelen | Haelen | heerlijkheid | graafschap Horn | 2007 | Leudal | Leudal | provincie Limburg (NL) |
| Haler | (deel van Hunsel) | kerspel | abdijvorstendom Thorn | voor 1812 | Hunsel | Leudal | provincie Limburg (NL) |
| Heel | Heel | schepenbank | prinsbisdom Luik | 1821 | Heel en Panheel | Maasgouw | provincie Limburg (NL) |
| Heel (2) | (fusiegemeente) | vanaf 1991 | | 2007 | | | provincie Limburg (NL) |
| Heel en Panheel | (fusiegemeente) | vanaf 1821 | | 1991 | | | provincie Limburg (NL) |
| Heer | (deel van Heer en Keer) | vanaf 1828 | | 1970 | | | provincie Limburg (NL) |
| Heer en Keer | Heer en Keer | schepenbank | Staats-Valkenburg | 1828 | deels Heer; deels Keer aan Cadier | Maastricht, Eijsden-Margraten | provincie Limburg (NL) |
| Heerlen | Heerlen | hoofdbank | Staats-Valkenburg | | | Heerlen | provincie Limburg (NL) |
| Heijen | (deel van Bergen) | schepenbank en onderheerlijkheid | hertogdom Kleef | voor 1812 | Bergen | Gennep | provincie Limburg (NL) |
| Helden | Helden | schepenbank (Ambt Kessel) | Pruisisch Opper-Gelre | 2010 | Peel en Maas | Peel en Maas | provincie Limburg (NL) |
| Herten | Herten | heerlijkheid (geen Ambt) | Oostenrijks Opper-Gelre | 1991 | Roermond | Roermond | provincie Limburg (NL) |
| Heythuysen | Heijthuisen | schepenbank | graafschap Horn | 2007 | Leudal | Leudal | provincie Limburg (NL) |
| Hoensbroek | Hoensbroek | schepenbank, 1388 uit Heerlen | Oostenrijks Valkenburg | 1982 | Heerlen | Heerlen | provincie Limburg (NL) |
| Horn | Horn | schepenbank | graafschap Horn | 1991 | Haelen | Leudal | provincie Limburg (NL) |
| Horst | Horst | schepenbank en heerlijkheid (geen Ambt) | Pruisisch Opper-Gelre | 2001 | Horst aan de Maas | Horst aan de Maas | provincie Limburg (NL) |
| Horst aan de Maas | (fusiegemeente) | vanaf 2001 | | | | | provincie Limburg (NL) |
| Houthem | Houthem | onderbank van Meerssen | Staats-Valkenburg | 1940 | Valkenburg-Houthem | Valkenburg aan de Geul | provincie Limburg (NL) |
| Hulsberg | Hulsberg | deel schepenbank Klimmen | Staats-Valkenburg | 1982 | Nuth | Beekdaelen | provincie Limburg (NL) |
| Hunsel | Hunsel | 1653-1711: van Hunsel en Kessenich | vrije rijksheerlijkheid | 2007 | Leudal | Leudal | provincie Limburg (NL) |
| Itteren | Itteren | onderbank van Meerssen en heerlijkheid | Staats-Valkenburg | 1970 | Maastricht | Maastricht | provincie Limburg (NL) |
| Ittervoort | Ittervoort | kerspel | abdijvorstendom Thorn | 1942 | Hunsel | Leudal | provincie Limburg (NL) |
| Jabeek | Jabeek | deel schepenbank Brunssum | graafschap Geleen en Amstenrade, (Oostenrijks Valkenburg)                                                                                      | 1982 | Onderbanken | Beekdaelen | provincie Limburg (NL) |
| Kerkrade | Kerkraede | schepenbank | Oostenrijks Hertogenrade | | | Kerkrade | provincie Limburg (NL) |
| Kessel | Kessel | schepenbank (Ambt Kessel) | Pruisisch Opper-Gelre | 2010 | Peel en Maas | Peel en Maas | provincie Limburg (NL) |
| Klimmen | Klimmen | hoofdbank | Staats-Valkenburg | 1982 | Voerendaal | Voerendaal | provincie Limburg (NL) |
| Leudal | (fusiegemeente) | vanaf 2007 | | | | | provincie Limburg (NL) |
| Limbricht | Limbricht | heerlijkheid | hertogdom Gulik | 1982 | Sittard | Sittard-Geleen | provincie Limburg (NL) |
| Linne | Linne | schepenbank (Ambt Montfort) | Staats-Opper-Gelre | 1991 | Maasbracht | Maasgouw | provincie Limburg (NL) |
| Lottum | Lottum | schepenbank en heerlijkheid (geen Ambt) | Pruisisch Opper-Gelre | voor 1812 | Grubbenvorst | Horst aan de Maas | provincie Limburg (NL) |
| Maasbracht | Maesbragt | deel schepenbank Echt (Ambt Montfort) | Staats-Opper-Gelre | 2007 | Maasgouw | Maasgouw | provincie Limburg (NL) |
| Maasbree | (deel van Bree) | 1918 uit Bree (naamsw)(Ambt Kessel) | Pruisisch Opper-Gelre | 2010 | Peel en Maas | Peel en Maas | provincie Limburg (NL) |
| Maasgouw | (fusiegemeente) | vanaf 2007 | | | | | provincie Limburg (NL) |
| Maasniel | Maesniel | heerlijkheid (geen Ambt) | Oostenrijks Opper-Gelre | 1959 | Roermond | Roermond | provincie Limburg (NL) |
| Maastricht | Maestricht | stad | Staats-Brabant en prinsbisdom Luik | | | Maastricht | provincie Limburg (NL) |
| Margraten | Margraeten | 1559: heerlijkheid uit Gulpen | Staats-Hertogenrade | 2011 | Eijsden-Margraten | Eijsden-Margraten | provincie Limburg (NL) |
| Meerlo | Meerlo | schepenbank Meerlo-Tienraaij (geen Ambt) | Pruisisch Opper-Gelre | 1969 | Meerlo-Wanssum | Horst aan de Maas | provincie Limburg (NL) |
| Meerlo-Wanssum | (fusiegemeente) | vanaf 1969 | | 2010 | | | provincie Limburg (NL) |
| Meerssen | Meerssen | hoofdbank | Staats-Valkenburg | | | Meerssen | provincie Limburg (NL) |
| Meijel | Meyel | schepenbank (geen Ambt) | Oostenrijks Opper-Gelre | 2010 | Peel en Maas | Peel en Maas | provincie Limburg (NL) |
| Melick en Herkenbosch | (ontbreekt) | schepenbank | hertogdom Gulik | 1991 | Roerdalen | Roerdalen | provincie Limburg (NL) |
| Merkelbeek | Merkelbeek | deel schepenbank Oirsbeek | graafschap Geleen en Amstenrade, (Oostenrijks Valkenburg)                                                                                      | 1982 | Onderbanken | Beekdaelen | provincie Limburg (NL) |
| Mesch | Mesch | heerlijkheid | vrije rijksheerlijkheid | 1943 | Eijsden | Eijsden-Margraten | provincie Limburg (NL) |
| Mheer | Mheer | onderbank van 's-Gravenvoeren | Oostenrijks Dalhem | 1982 | Margraten | Eijsden-Margraten | provincie Limburg (NL) |
| Middelaar | Middelaer | schepenbank (Ambt Middelaar) | Pruisisch Opper-Gelre | na 1815 | Mook en Middelaar | Mook en Middelaar | provincie Limburg (NL) |
| Montfort | Montfort | schepenbank (Ambt Montfort) | Staats-Opper-Gelre | 1991 | Ambt Montfort | Roerdalen | provincie Limburg (NL) |
| Mook | Mook | schepenbank (Ambt Goch) | hertogdom Kleef | na 1815 | Mook en Middelaar | Mook en Middelaar | provincie Limburg (NL) |
| Mook en Middelaar | (fusiegemeente) | na 1815 | | | | | provincie Limburg (NL) |
| Munstergeleen | Munstergeleen | | hertogdom Gulik | 1982 | Sittard | Sittard-Geleen | provincie Limburg (NL) |
| Nederweert | Nederweert | schepenbank, 1419 uit Weert (geen Ambt) | Oostenrijks Opper-Gelre | | | Nederweert | provincie Limburg (NL) |
| Neer | Neer | schepenbank en heerlijkheid | graafschap Horn | 1991 | Roggel en Neer | Leudal | provincie Limburg (NL) |
| Neeritter | Neeritteren | schepenbank | prinsbisdom Luik | 1942 | Hunsel | Leudal | provincie Limburg (NL) |
| Nieuwenhagen | Nieuwenhagen | deel schepenbank Heerlen | Staats-Valkenburg | 1982 | Landgraaf | Landgraaf | provincie Limburg (NL) |
| Nieuwstadt | Nieuwstadt | schepenbank (Ambt Montfort) | Staats-Opper-Gelre | 1982 | Susteren | Echt-Susteren | provincie Limburg (NL) |
| Noorbeek | Noorbeek | onderbank van 's-Gravenvoeren | Oostenrijks Dalhem | 1982 | Margraten | Eijsden-Margraten | provincie Limburg (NL) |
| Nunhem | Nunheim | deel bank Haelen | graafschap Horn | 1942 | Haelen | Leudal | provincie Limburg (NL) |
| Nuth | Nuth | schepenbank | Oostenrijks Valkenburg | | | Beekdaelen | provincie Limburg (NL) |
| Obbicht en Papenhoven | Obigt en Papenhoven | schepenbank en heerlijkheid (geen Ambt) | Staats-Opper-Gelre (1785) | 1982 | Born | Sittard-Geleen | provincie Limburg (NL) |
| Ohé en Laak | Ohé en Laak | deel schepenbank Echt (Ambt Montfort) | Staats-Opper-Gelre | 1991 | Maasbracht | Maasgouw | provincie Limburg (NL) |
| Oijen | (deel van Broekhuisen) | schepenbank (geen Ambt) | Pruisisch Opper-Gelre | voor 1812 | Broekhuizen | Horst aan de Maas | provincie Limburg (NL) |
| Oirlo | Oldren | schepenbank (geen Ambt) | Pruisisch Opper-Gelre | na 1815 | Venray | Venray | provincie Limburg (NL) |
| Oirsbeek | Oirsbeek | schepenbank | graafschap Geleen en Amstenrade, (Oostenrijks Valkenburg)                                                                                      | 1982 | Schinnen | Beekdaelen | provincie Limburg (NL) |
| Onderbanken | (fusiegemeente) | vanaf 1982 | | | | | provincie Limburg (NL) |
| Oost | Oost | 1608: onderbank van 's-Gravenvoeren | Staats-Dalhem | 1828 | Eijsden | Eijsden-Margraten | provincie Limburg (NL) |
| Oostrum | (deel van Venray) | schepenbank (geen Ambt) | Pruisisch Opper-Gelre | voor 1812 | Venray | Venray | provincie Limburg (NL) |
| Ottersum | Oterssom | schepenbank (Ambt Gennep) | hertogdom Kleef | 1973 | Gennep | Gennep | provincie Limburg (NL) |
| Oud-Valkenburg | Vieux Fauquemont | onderbank van Klimmen | Staats-Valkenburg (1785) | 1940 | Valkenburg-Houthem | Valkenburg aan de Geul | provincie Limburg (NL) |
| Oud-Vroenhoven | (deel van Vroenhoven) | vanaf 1839 | | 1920 | Maastricht | Maastricht | provincie Limburg (NL) |
| Peel en Maas | (fusiegemeente) | vanaf 2010 | | | | | provincie Limburg (NL) |
| Pol en Panheel | Poll en Panheel | heerlijkheid | vrije rijksheerlijkheid | 1821 | Heel en Panheel | Maasgouw | provincie Limburg (NL) |
| Posterholt | Posterholt | deel schepenbank Vlodrop en P. (Ambt Montfort)                                                                                                 | Staats-Opper-Gelre | 1991 | Ambt Montfort | Roerdalen | provincie Limburg (NL) |
| Rijckholt | Ryckholt | heerlijkheid | vrije rijksheerlijkheid Rijckholt | 1943 | Montfort | Eijsden-Margraten | provincie Limburg (NL) |
| Rimburg | Rimbourg | heerlijkheid | vrije rijksheerlijkheid | 1887 | Ubach over Worms | Landgraaf | provincie Limburg (NL) |
| Roerdalen | (fusiegemeente) | vanaf 1991 | | | | | provincie Limburg (NL) |
| Roermond | Ruremonde | stad (Ambt Montfort) | Oostenrijks Opper-Gelre | | | Roermond | provincie Limburg (NL) |
| Roggel | Roggel | 1760: schepenbank uit Heythuysen | graafschap Horn | 1993 | Roggel en Neer | Leudal | provincie Limburg (NL) |
| Roggel en Neer | (fusiegemeente) | vanaf 1993 | | 2007 | | | provincie Limburg (NL) |
| Roosteren | Roosteren | deel schepenbank Echt (Ambt Montfort) | Staats-Opper-Gelre | 1982 | Susteren | Echt-Susteren | provincie Limburg (NL) |
| Schaesberg | Schaesberg | schepenbank en heerlijkheid; 1618 uit Heerlen                                                                                                  | Staats-Valkenburg (1785) | 1982 | Landgraaf | Landgraaf | provincie Limburg (NL) |
| Schimmert | Schimmert | deel schepenbank Klimmen | Staats-Valkenburg | 1982 | Nuth | Beekdaelen | provincie Limburg (NL) |
| Schin op Geul | Schin op Geul | schepenbank en heerlijkheid; 1557 uit Klimmen                                                                                                  | Staats-Valkenburg (1785) | 1940 | Valkenburg-Houthem | Valkenburg aan de Geul | provincie Limburg (NL) |
| Schinnen | Schinnen | schepenbank; 1661 uit Beek | Oostenrijks Valkenburg | | | Beekdaelen | provincie Limburg (NL) |
| Schinveld | Schinvelt | deel schepenbank Brunssum | graafschap Geleen en Amstenrade, (Oostenrijks Valkenburg)                                                                                      | 1982 | Onderbanken | Beekdaelen | provincie Limburg (NL) |
| Sevenum | Seevenum | schepenbank en heerlijkheid (Ambt Kessel) | Pruisisch Opper-Gelre | na 1815 | Horst | Horst aan de Maas | provincie Limburg (NL) |
| Sevenum (2) | (afsplitsing) | vanaf 1836 uit Horst | | 2010 | | | provincie Limburg (NL) |
| Simpelveld | Simpelveld | schepenbank | Oostenrijks Hertogenrade | | | Simpelveld | provincie Limburg (NL) |
| Sint Geertruid | (deel van Breust en Eijsden) | 1828: uit deel Breust en deel Eijsden | Oostenrijks Valkenburg | 1982 | Margraten | Eijsden-Margraten | provincie Limburg (NL) |
| Sint Odiliënberg | St Odilienberg | schepenbank (Ambt Montfort) | Staats-Opper-Gelre | 1991 | Ambt Montfort | Roerdalen | provincie Limburg (NL) |
| Sint Pieter | St Pieter | gerecht | prinsbisdom Luik | 1920 | Maastricht | Maastricht | provincie Limburg (NL) |
| Sittard | Sittard | 1709: onderambt (Ambt Born) | hertogdom Gulik | 2001 | Sittard-Geleen | Sittard-Geleen | provincie Limburg (NL) |
| Slenaken | Slenaeken | heerlijkheid | vrije rijksheerlijkheid | 1982 | Wittem | Gulpen-Wittem | provincie Limburg (NL) |
| Spaubeek | Spaubeek | deel schepenbank Geleen | graafschap Geleen en Amstenrade, (Oostenrijks Valkenburg)                                                                                      | 1982 | Beek (L) | Beek | provincie Limburg (NL) |
| Stramproy | Stamproye | kerspel | abdijvorstendom Thorn | 1998 | Weert | Weert | provincie Limburg (NL) |
| Stein | Steijn | heerlijkheid | vrije rijksheerlijkheid | | | Stein | provincie Limburg (NL) |
| Stevensweert | Stevensweert intra muros | schepenbank en heerlijkheid (geen Ambt) | Staats-Opper-Gelre | 1991 | Maasbracht | Maasgouw | provincie Limburg (NL) |
| Strucht | Strucht | onderbank van Klimmen | Staats-Valkenburg (1785) | 1879 | Schin op Geul | Valkenburg aan de Geul | provincie Limburg (NL) |
| Susteren | Susteren | schepenbank (Ambt Born) | hertogdom Gulik | 2003 | Echt-Susteren | Echt-Susteren | provincie Limburg (NL) |
| Swalmen | Swalmen | schepenbank Swalmen en Asselt (Ambt Montfort)                                                                                                  | Oostenrijks Opper-Gelre | 2007 | Roermond | Roermond | provincie Limburg (NL) |
| Swolgen en Broekhuizenvorst | Swolgen | schepenbank (Ambt Kessel) | Pruisisch Opper-Gelre | voor 1812 | Broekhuizen | Horst aan de Maas | provincie Limburg (NL) |
| Tegelen | Teegelen | schepenbank | hertogdom Gulik | 2001 | Venlo | Venlo | provincie Limburg (NL) |
| Terblijt | (deel van Berg) | heerlijkheid | vrije rijksheerlijkheid | voor 1812 | Berg en Terblijt | Valkenburg aan de Geul | provincie Limburg (NL) |
| Thorn | Thorn | stad | abdijvorstendom Thorn | 2007 | Maasgouw | Maasgouw | provincie Limburg (NL) |
| Ubach over Worms | Ubags over Worm | deel heerlijkheid Ubach | Oostenrijks Hertogenrade | 1982 | Landgraaf | Landgraaf | provincie Limburg (NL) |
| Ulestraten | Ulestraeten | 1626: onderbank van Meerssen | Staats-Valkenburg | 1982 | Meerssen | Meerssen | provincie Limburg (NL) |
| Urmond | Urmond | | hertogdom Gulik | 1982 | Stein (L) | Stein | provincie Limburg (NL) |
| Vaals | Vaels | schepenbank; 1656 uit V., Holset en Vijlen | Staats-Hertogenrade | | | Vaals | provincie Limburg (NL) |
| Vaesrade | Vaesraede | schepenbank | Oostenrijks Valkenburg | 1821 | Nuth | Beekdaelen | provincie Limburg (NL) |
| Valkenburg | Fauquemont | stad | Staats-Valkenburg | 1940 | Valkenburg-Houthem | Valkenburg aan de Geul | provincie Limburg (NL) |
| Valkenburg aan de Geul | (fusiegemeente) | vanaf 1982 | | | | | provincie Limburg (NL) |
| Valkenburg-Houthem | (fusiegemeente) | vanaf 1940 | | 1982 | | | provincie Limburg (NL) |
| Velden | Velden | deel schepenbank Arcen en Velden (geen Ambt)                                                                                                   | Pruisisch Opper-Gelre | 1816 | Arcen en Velden | Venlo | provincie Limburg (NL) |
| Venlo | Venloo | stad (Ambt Kriekenbeek) | Staats-Opper-Gelre | | | Venlo | provincie Limburg (NL) |
| Venray | Venray | schepenbank (Ambt Kessel) | Pruisisch Opper-Gelre | | | Venray | provincie Limburg (NL) |
| Vlodrop | Vlodorp | schepenbank Vlodrop en Posterholt (Ambt Montfort)                                                                                              | Staats-Opper-Gelre | 1991 | Roerdalen | Roerdalen | provincie Limburg (NL) |
| Voerendaal | Voerendael | deel schepenbank Heerlen | Staats-Valkenburg | | | Voerendaal | provincie Limburg (NL) |
| Wanssum | Wanssum | schepenbank (Ambt Kessel) | Pruisisch Opper-Gelre | 1969 | Meerlo-Wanssum | Venray | provincie Limburg (NL) |
| Weert | Weert | schepenbank (geen Ambt) | Oostenrijks Opper-Gelre | | | Weert | provincie Limburg (NL) |
| Wessem | Wessem | schepenbank (geen Ambt) | Oostenrijks Opper-Gelre | 1991 | Heel (2) | Maasgouw | provincie Limburg (NL) |
| Wijlre | Wijlre | heerlijkheid | vrije rijksheerlijkheid | 1982 | Gulpen | Gulpen-Wittem | provincie Limburg (NL) |
| Wijnandsrade | Wijnandsraede | heerlijkheid | vrije rijksheerlijkheid | 1982 | Nuth | Beekdaelen | provincie Limburg (NL) |
| Wittem | Wittem | graafschap | Rijksgraafschap Wittem | 1999 | Gulpen-Wittem | Gulpen-Wittem | provincie Limburg (NL) |
| Aalst | Aelst | heerlijkheid | Luiks graafschap Loon | 1971 | Brustem | Sint-Truiden | provincie Limburg (B) |
| Achel | Achel | heerlijkheid | Luiks graafschap Loon | 1977 | Hamont-Achel | Hamont-Achel | provincie Limburg (B) |
| Alken | Alken | heerlijkheid | prinsbisdom Luik | | Alken | Alken | provincie Limburg (B) |
| As | Asch | heerlijkheid | Luiks graafschap Loon | | As | As | provincie Limburg (B) |
| Batsheers | Basheers | heerlijkheid | Luiks graafschap Loon | 1971 | Heers | Heers | provincie Limburg (B) |
| Beek | Beek | heerlijkheid | Luiks graafschap Loon | 1965 | Bree | Bree | provincie Limburg (B) |
| Berbroek | Beerbroek | heerlijkheid | Luiks graafschap Loon | 1971 | Schulen | Herk-de-Stad | provincie Limburg (B) |
| Berg | Berg | heerlijkheid | prinsbisdom Luik | 1972 | Tongeren | Tongeren | provincie Limburg (B) |
| Beringen | Beeringen | Goede Stad | prinsbisdom Luik | | Beringen | Beringen | provincie Limburg (B) |
| Berlingen | Berlingen | heerlijkheid | Luiks graafschap Loon | 1977 | Wellen | Wellen | provincie Limburg (B) |
| Beverlo | Beverlo | heerlijkheid | Luiks graafschap Loon | 1977 | Beringen | Beringen | provincie Limburg (B) |
| Beverst | Beverst | heerlijkheid | Luiks graafschap Loon | 1977 | Bilzen | Bilzen | provincie Limburg (B) |
| Bilzen | Bilsen | Goede Stad | prinsbisdom Luik | | Bilzen | Bilzen | provincie Limburg (B) |
| Binderveld | Bindervelt | heerlijkheid | Luiks graafschap Loon | 1971 | Nieuwerkerken | Nieuwerkerken | provincie Limburg (B) |
| Bocholt | Bochholt | heerlijkheid | Luiks graafschap Loon | | Bocholt | Bocholt | provincie Limburg (B) |
| Boekhout | Bouckhout | heerlijkheid | Luiks graafschap Loon | 1971 | Jeuk | Gingelom | provincie Limburg (B) |
| Bommershoven | Bommershoven | heerlijkheid | Luiks graafschap Loon | 1971 | Haren | Tongeren | provincie Limburg (B) |
| Boorsem | Borsheirn | heerlijkheid | vrije rijksheerlijkheid | 1977 | Maasmechelen | Maasmechelen | provincie Limburg (B) |
| Borgloon | Looz | Goede Stad | prinsbisdom Luik | | Borgloon | Borgloon | provincie Limburg (B) |
| Borlo | Borloo | heerlijkheid | Luiks graafschap Loon | 1977 | Gingelom | Gingelom | provincie Limburg (B) |
| Bovelingen | vanaf 1971 | heerlijkheid | Luiks graafschap Loon | 1977 | Heers | Heers | provincie Limburg (B) |
| Bree | Bree | Goede Stad | prinsbisdom Luik | | Bree | Bree | provincie Limburg (B) |
| Broekom | Brouckom | heerlijkheid | Luiks graafschap Loon | 1977 | Borgloon | Borgloon | provincie Limburg (B) |
| Brustem | Brusthem | heerlijkheid | Luiks graafschap Loon | 1977 | Sint-Truiden | Sint-Truiden | provincie Limburg (B) |
| Buvingen | Buvingen | heerlijkheid | Luiks graafschap Loon | 1971 | Borlo | Gingelom | provincie Limburg (B) |
| Diepenbeek | Diepenbeek | heerlijkheid | prinsbisdom Luik (bewist door Brabant) | | Diepenbeek | Diepenbeek | provincie Limburg (B) |
| Diets-Heur | Heur le Tiexhe | heerlijkheid | prinsbisdom Luik | 1971 | Vreren | Tongeren | provincie Limburg (B) |
| Dilsen | Dilsen | heerlijkheid | Luiks graafschap Loon | 1987 | Dilsen-Stokkem | Dilsen-Stokkem | provincie Limburg (B) |
| Donk | Donck | tweeherig | graafschap Loon en vrije heerlijkheid | 1971 | Herk-de-Stad | Herk-de-Stad | provincie Limburg (B) |
| Duras | Duras | heerlijkheid | Luiks graafschap Loon | 1977 | Sint-Truiden | Sint-Truiden | provincie Limburg (B) |
| Eigenbilzen | Eijgenbilsen | heerlijkheid | Luiks graafschap Loon | 1977 | Bilzen | Bilzen | provincie Limburg (B) |
| Eisden | Eijsden | heerlijkheid | vrije rijksheerlijkheid | 1971 | Maasmechelen | Maasmechelen | provincie Limburg (B) |
| Eksel | Exel | heerlijkheid | Luiks graafschap Loon | 1977 | Hechtel-Eksel | Hechtel-Eksel | provincie Limburg (B) |
| Elen | Eelen | heerlijkheid | Luiks graafschap Loon | 1971 | Dilsen | Dilsen-Stokkem | provincie Limburg (B) |
| Ellikom | Ellicom | heerlijkheid | Luiks graafschap Loon | 1971 | Meeuwen | Oudsbergen | provincie Limburg (B) |
| Engelmanshoven | Engelmanshoven | heerlijkheid | prinsbisdom Luik | 1971 | Gelmen | Sint-Truiden | provincie Limburg (B) |
| Gelinden | Gelinden | heerlijkheid | prinsbisdom Luik | 1971 | Gelmen | Sint-Truiden | provincie Limburg (B) |
| Gellik | Gellick | heerlijkheid | Luiks graafschap Loon | 1977 | Lanaken | Lanaken | provincie Limburg (B) |
| Gelmen | vanaf 1971 | | | 1977 | Sint-Truiden | Sint-Truiden | provincie Limburg (B) |
| Genk | Genck | heerlijkheid | Luiks graafschap Loon | | Genk | Genk | provincie Limburg (B) |
| Genoelselderen | Genoelselderen | heerlijkheid | Luiks graafschap Loon | 1971 | Elderen | Elderen | provincie Limburg (B) |
| Gerdingen | Gerdingen | heerlijkheid | Luiks graafschap Loon | 1965 | Bree | Bree | provincie Limburg (B) |
| Gingelom | Gingelom | heerlijkheid | prinsbisdom Luik | | Gingelom | Gingelom | provincie Limburg (B) |
| Gorsem | Gorssum | heerlijkheid | Luiks graafschap Loon | 1971 | Duras | Sint-Truiden | provincie Limburg (B) |
| Gors-Opleeuw | Gors op Leeuw | heerlijkheid | Gors Luiks, Opleeuw Loons | 1977 | Borgloon | Borgloon | provincie Limburg (B) |
| Gotem | Gothem | heerlijkheid | Luiks graafschap Loon | 1977 | Borgloon | Borgloon | provincie Limburg (B) |
| Groot-Gelmen | Grand Jamine | heerlijkheid | prinsbisdom Luik | 1971 | Gelmen | Sint-Truiden | provincie Limburg (B) |
| Groot-Loon | Grand Looz | bank van Sint Servaas | Staats-Brabant | 1977 | Borgloon | Borgloon | provincie Limburg (B) |
| Grote-Brogel | Groote Brogel | heerlijkheid | Luiks graafschap Loon | 1977 | Peer | Peer | provincie Limburg (B) |
| Grote-Spouwen | Grand Spauwen | heerlijkheid | Luiks graafschap Loon | 1970 | Spouwen | Bilzen | provincie Limburg (B) |
| Gruitrode | Gruitroede | commanderij | balije Alden Biesen, Duitse Orde | 1977 | Meeuwen-Gruitrode | Oudsbergen | provincie Limburg (B) |
| Guigoven | Guigoven | heerlijkheid | Luiks graafschap Loon | 1977 | Kortessem | Kortessem | provincie Limburg (B) |
| Gutschoven | Gossencourt | heerlijkheid | Luiks graafschap Loon | 1971 | Heers | Heers | provincie Limburg (B) |
| Halen | Haelen | heerlijkheid | Oostenrijks hertogdom Brabant | | Halen | Halen | provincie Limburg (B) |
| Halmaal | Halmael | heerlijkheid | Luiks graafschap Loon | 1971 | Sint-Truiden | Sint-Truiden | provincie Limburg (B) |
| Hamont | Hamont | Goede Stad | prinsbisdom Luik | 1977 | Hamont-Achel | Hamont-Achel | provincie Limburg (B) |
| Haren | vanaf 1971 | | | 1977 | Tongeren | Tongeren | provincie Limburg (B) |
| Hasselt | Hasselt | Goede Stad | prinsbisdom Luik | | Hasselt | Hasselt | provincie Limburg (B) |
| Hechtel | Hechtel | heerlijkheid | Luiks graafschap Loon | 1977 | Hechtel-Eksel | Hechtel-Eksel | provincie Limburg (B) |
| Heers | Heers | heerlijkheid | Luiks graafschap Loon | | Heers | Heers | provincie Limburg (B) |
| Hees | Hees | bank van Sint Servaas | Staats-Brabant | 1971 | Mopertingen | Bilzen | provincie Limburg (B) |
| Heks | Hex | heerlijkheid | Luiks graafschap Loon | 1977 | Heers | Heers | provincie Limburg (B) |
| Helchteren | Helchteren | heerlijkheid | Luiks graafschap Loon | 1977 | Houthalen-Helchteren | Houthalen-Helchteren | provincie Limburg (B) |
| Hendrieken | Hendricken | heerlijkheid | Luiks graafschap Loon | 1977 | Borgloon | Borgloon | provincie Limburg (B) |
| Henis | Henis | heerlijkheid | prinsbisdom Luik | 1972 | Tongeren | Tongeren | provincie Limburg (B) |
| Heppen | vanaf 1850 | | | 1977 | Leopoldsburg | Leopoldsburg | provincie Limburg (B) |
| Herderen | Herderen | heerlijkheid | Luiks graafschap Loon | 1977 | Riemst | Riemst | provincie Limburg (B) |
| Herk-de-Stad | Herck | Goede Stad | prinsbisdom Luik | | Herk-de-Stad | Herk-de-Stad | provincie Limburg (B) |
| Herstappe | Herstappe | heerlijkheid | prinsbisdom Luik | | Herstappe | Herstappe | provincie Limburg (B) |
| Herten | Herten | heerlijkheid | Luiks graafschap Loon | 1977 | Wellen | Wellen | provincie Limburg (B) |
| Heusden | Heusden | heerlijkheid | Luiks graafschap Loon | 1977 | Heusden-Zolder | Heusden-Zolder | provincie Limburg (B) |
| Hoelbeek | Hoelbeek | heerlijkheid | Luiks graafschap Loon | 1977 | Bilzen | Bilzen | provincie Limburg (B) |
| Hoepertingen | Houppertingen | redemptiedorp | Staats-Brabant | 1977 | Borgloon | Borgloon | provincie Limburg (B) |
| Hoeselt | Hoesselt | heerlijkheid | prinsbisdom Luik | | Hoeselt | Hoeselt | provincie Limburg (B) |
| Horpmaal | Horpmael | heerlijkheid | Luiks graafschap Loon | 1971 | Heks | Heers | provincie Limburg (B) |
| Houthalen | Houthaelen | heerlijkheid | Luiks graafschap Loon | 1977 | Houthalen-Helchteren | Houthalen-Helchteren | provincie Limburg (B) |
| Jesseren | Jesseren | heerlijkheid | Luiks graafschap Loon | 1971 | Kolmont | Tongeren | provincie Limburg (B) |
| Jeuk | Goyer | heerlijkheid | Luiks graafschap Loon | 1977 | Gingelom | Gingelom | provincie Limburg (B) |
| Kanne | Canne | heerlijkheid | prinsbisdom Luik | 1977 | Riemst | Riemst | provincie Limburg (B) |
| Kaulille | Kaulille | heerlijkheid | Luiks graafschap Loon | 1977 | Bocholt | Bocholt | provincie Limburg (B) |
| Kerkom-bij-Sint-Truiden | Kerkom | heerlijkheid | Luiks graafschap Loon | 1971 | Borlo | Sint-Truiden | provincie Limburg (B) |
| Kermt | Kermpt | heerlijkheid | Luiks graafschap Loon | 1977 | Hasselt | Hasselt | provincie Limburg (B) |
| Kerniel | Kerniel | heerlijkheid | Luiks graafschap Loon | 1977 | Borgloon | Borgloon | provincie Limburg (B) |
| Kessenich | Kessenich | heerlijkheid | vrije rijksheerlijkheid Kessenich | 1971 | Kinrooi | Kinrooi | provincie Limburg (B) |
| Kinrooi | vanaf 1843 | heerlijkheid | vrije rijksheerlijkheid Kessenich | | Kinrooi | Kinrooi | provincie Limburg (B) |
| Kleine-Brogel | Kleyne Brogel | heerlijkheid | Luiks graafschap Loon | 1971 | Peer | Peer | provincie Limburg (B) |
| Kleine-Spouwen | Kleine Spauwen | heerlijkheid | Luiks graafschap Loon | 1971 | Spouwen | Bilzen | provincie Limburg (B) |
| Klein-Gelmen | Petit Jamine | heerlijkheid | prinsbisdom Luik | 1971 | Gelmen | Heers | provincie Limburg (B) |
| Koersel | Coursel | tweeherig | Staats-Brabant en graafschap Loon | 1977 | Beringen | Beringen | provincie Limburg (B) |
| Kolmont | vanaf 1971 | | | 1977 | Tongeren | Tongeren | provincie Limburg (B) |
| Koninksem | Coninxheim | bank van Sint Servaas | Staats-Brabant | 1972 | Tongeren | Tongeren | provincie Limburg (B) |
| Kortessem | Cortessem | heerlijkheid | Luiks graafschap Loon | | Kortessem | Kortessem | provincie Limburg (B) |
| Kortijs | Corthys | heerlijkheid | prinsbisdom Luik | 1971 | Montenaken | Gingelom | provincie Limburg (B) |
| Kozen | Cosen | heerlijkheid | Luiks graafschap Loon | 1977 | Nieuwerkerken | Nieuwerkerken | provincie Limburg (B) |
| Kuringen | Curange | heerlijkheid | Luiks graafschap Loon | 1977 | Hasselt | Hasselt | provincie Limburg (B) |
| Kuttekoven | Cuttekoven | heerlijkheid | Luiks graafschap Loon | 1977 | Borgloon | Borgloon | provincie Limburg (B) |
| Kwaadmechelen | Quaedmechelen | heerlijkheid | Luiks graafschap Loon | 1977 | Ham | Ham | provincie Limburg (B) |
| Lanaken | Lanaken | heerlijkheid | vrije rijksheerlijkheid | | Lanaken | Lanaken | provincie Limburg (B) |
| Lanklaar | Lanclaer | heerlijkheid | Luiks graafschap Loon | 1971 | Dilsen | Dilsen-Stokkem | provincie Limburg (B) |
| Lauw | Lowaige | heerlijkheid | prinsbisdom Luik | 1977 | Tongeren | Tongeren | provincie Limburg (B) |
| Leopoldsburg | vanaf 1850 | | | | Leopoldsburg | Leopoldsburg | provincie Limburg (B) |
| Leut | Leuth | heerlijkheid | vrije rijksheerlijkheid Leut | 1977 | Maasmechelen | Maasmechelen | provincie Limburg (B) |
| Linkhout | Linkhout | tweeherig | Staats-Brabant en graafschap Loon | 1977 | Lummen | Lummen | provincie Limburg (B) |
| Loksbergen | vanaf 1866 | | | 1965 | Halen | Halen | provincie Limburg (B) |
| Lommel | 1817 uit Noord-Brabant | heerlijkheid | Staats-Brabant | | Lommel | Lommel | provincie Limburg (B) |
| Lummen | Lummen | tweeherig | Staats-Brabant en graafschap Loon | | Lummen | Lummen | provincie Limburg (B) |
| Maaseik | Maseyck | Goede Stad | prinsbisdom Luik | | Maaseik | Maaseik | provincie Limburg (B) |
| Maasmechelen | vanaf 1971 | | | | Maasmechelen | Maasmechelen | provincie Limburg (B) |
| Mal | Mal | heerlijkheid | Luiks graafschap Loon | 1977 | Tongeren | Tongeren | provincie Limburg (B) |
| Martenslinde | Martenslinde St | heerlijkheid | Luiks graafschap Loon | 1977 | Bilzen | Bilzen | provincie Limburg (B) |
| Mechelen-aan-de-Maas | Mechelen | bank van Sint Servaas | Staats-Brabant | 1971 | Maasmechelen | Maasmechelen | provincie Limburg (B) |
| Mechelen-Bovelingen | Marlinne | deel van heerlijkheid Bovelingen | Luiks graafschap Loon | 1971 | Bovelingen | Heers | provincie Limburg (B) |
| Meeswijk | Meeswijck | heerlijkheid | vrije rijksheerlijkheid Leut | 1971 | Leut | Maasmechelen | provincie Limburg (B) |
| Meeuwen | Meuwen | heerlijkheid | Luiks graafschap Loon | 1977 | Meeuwen-Gruitrode | Oudsbergen | provincie Limburg (B) |
| Meeuwen-Gruitrode | vanaf 1977 | | | 2019 | Oudsbergen | Oudsbergen | provincie Limburg (B) |
| Meldert | Meldert | heerlijkheid | Luiks graafschap Loon | 1977 | Lummen | Lummen | provincie Limburg (B) |
| Membruggen | Membruggen | heerlijkheid | Luiks graafschap Loon | 1971 | Elderen | Elderen | provincie Limburg (B) |
| Mettekoven | Mettecoven | heerlijkheid | prinsbisdom Luik | 1971 | Heers | Heers | provincie Limburg (B) |
| Mielen-boven-Aalst | Millen sur Aelst | heerlijkheid | Luiks graafschap Loon | 1971 | Borlo | Gingelom | provincie Limburg (B) |
| Millen | Millen | heerlijkheid | Luiks graafschap Loon | 1977 | Riemst | Riemst | provincie Limburg (B) |
| Moelingen | 1963 uit Luik | heerlijkheid | Oostenrijks Dalhem | 1977 | Voeren | Voeren | provincie Limburg (B) |
| Molenbeersel | vanaf 1843 | | | 1971 | Kinrooi | Kinrooi | provincie Limburg (B) |
| Montenaken | Montenaken | heerlijkheid | prinsbisdom Luik | 1977 | Gingelom | Gingelom | provincie Limburg (B) |
| Mopertingen | Mopertingen | redemptiedorp | Staats-Brabant | 1977 | Bilzen | Bilzen | provincie Limburg (B) |
| Muizen | Muysen | heerlijkheid | Luiks graafschap Loon | 1971 | Borlo | Gingelom | provincie Limburg (B) |
| Munsterbilzen | Munsterbilsen | heerlijkheid | Luiks graafschap Loon | 1977 | Bilzen | Bilzen | provincie Limburg (B) |
| Neerglabbeek | Neerglabeek | heerlijkheid | Luiks graafschap Loon | 1971 | Gruitrode | Oudsbergen | provincie Limburg (B) |
| Neerharen | Neerhaeren | heerlijkheid | Luiks graafschap Loon | 1977 | Lanaken | Lanaken | provincie Limburg (B) |
| Neeroeteren | Neeroeteren | tweeherig | Luiks graafschap Loon en abdijvorstendom Thorn                                                                                                 | 1977 | Maaseik | Maaseik | provincie Limburg (B) |
| Neerpelt | Neerpelt | heerlijkheid | Luiks graafschap Loon | | Neerpelt | Neerpelt | provincie Limburg (B) |
| Neerrepen | Neerrepen | heerlijkheid | prinsbisdom Luik | 1972 | Tongeren | Tongeren | provincie Limburg (B) |
| Nerem | Nederheim | redemptiedorp | Staats-Brabant | 1977 | Tongeren | Tongeren | provincie Limburg (B) |
| Niel-bij-As | Niel | heerlijkheid | Luiks graafschap Loon | 1971 | As | As | provincie Limburg (B) |
| Niel-bij-Sint-Truiden | Niel | heerlijkheid | prinsbisdom Luik | 1971 | Gingelom | Gingelom | provincie Limburg (B) |
| Nieuwerkerken | Nieuwerkerken | heerlijkheid | prinsbisdom Luik | | Nieuwerkerken | Nieuwerkerken | provincie Limburg (B) |
| Oostham | Oostham | heerlijkheid | Luiks graafschap Loon | 1977 | Ham | Ham | provincie Limburg (B) |
| Opglabbeek | Opglabeek | heerlijkheid | Luiks graafschap Loon | 2019 | Oudsbergen | Oudsbergen | provincie Limburg (B) |
| Opgrimbie | Opgrimby | heerlijkheid | prinsbisdom Luik | 1971 | Maasmechelen | Maasmechelen | provincie Limburg (B) |
| Opheers | Opheers | heerlijkheid | Luiks graafschap Loon | 1971 | Heers | Heers | provincie Limburg (B) |
| Ophoven | Ophoven | heerlijkheid | Luiks graafschap Horn | 1971 | Kinrooi | Kinrooi | provincie Limburg (B) |
| Opitter | Opitter | heerlijkheid | Luiks graafschap Loon | 1977 | Bree | Bree | provincie Limburg (B) |
| Opoeteren | Opoeteren | heerlijkheid | Luiks graafschap Loon | 1977 | Maaseik | Maaseik | provincie Limburg (B) |
| Ordingen | Ordingen | commanderij | balije Alden Biesen, Duitse Orde | 1971 | Brustem | Sint-Truiden | provincie Limburg (B) |
| Overpelt | Overpelt | heerlijkheid | Luiks graafschap Loon | | Overpelt | Overpelt | provincie Limburg (B) |
| Overrepen | Overrepen | heerlijkheid | Luiks graafschap Loon | 1971 | Kolmont | Tongeren | provincie Limburg (B) |
| Paal | Paal | heerlijkheid | Luiks graafschap Loon | 1977 | Beringen | Beringen | provincie Limburg (B) |
| Peer | Peer | Goede Stad | prinsbisdom Luik | | Peer | Peer | provincie Limburg (B) |
| Piringen | Pirange | heerlijkheid | prinsbisdom Luik | 1971 | Haren | Tongeren | provincie Limburg (B) |
| Rekem | Reekheim | heerlijkheid | vrije rijksheerlijkheid | 1977 | Lanaken | Lanaken | provincie Limburg (B) |
| Remersdaal | 1963 uit Luik | deel van hoogbank Montzen | Oostenrijks hertogdom Limburg | 1975 | Voeren | Voeren | provincie Limburg (B) |
| Reppel | Reppel | heerlijkheid | Luiks graafschap Loon | 1971 | Bocholt | Bocholt | provincie Limburg (B) |
| Riemst | Riempst | heerlijkheid | Luiks graafschap Loon | | Riemst | Riemst | provincie Limburg (B) |
| Rijkel | Ryckel | heerlijkheid | Luiks graafschap Loon | 1977 | Borgloon | Borgloon | provincie Limburg (B) |
| Rijkhoven | vanaf 1870 | landcommanderij | balije Alden Biesen, Duitse Orde | 1971 | Spouwen | Bilzen | provincie Limburg (B) |
| Riksingen | Rixingen | heerlijkheid | prinsbisdom Luik | 1972 | Tongeren | Tongeren | provincie Limburg (B) |
| Romershoven | Rommershoven | heerlijkheid | prinsbisdom Luik | 1971 | Hoeselt | Hoeselt | provincie Limburg (B) |
| Rosmeer | Rosmeer | heerlijkheid | Luiks graafschap Loon | 1971 | Mopertingen | Bilzen | provincie Limburg (B) |
| Rotem | Rothem | heerlijkheid | prinsbisdom Luik | 1977 | Dilsen | Dilsen-Stokkem | provincie Limburg (B) |
| Rukkelingen-Loon | Roclenge | deel van heerlijkheid Bovelingen | Luiks graafschap Loon | 1971 | Bovelingen | Heers | provincie Limburg (B) |
| Runkelen | Runckelen | heerlijkheid | Luiks graafschap Loon | 1971 | Duras | Sint-Truiden | provincie Limburg (B) |
| Rutten | Russon | redemptiedorp | Staats-Brabant | 1977 | Tongeren | Tongeren | provincie Limburg (B) |
| Schalkhoven | Schalkhoven | heerlijkheid | Luiks graafschap Loon | 1977 | Hoeselt | Hoeselt | provincie Limburg (B) |
| Schulen | Schuelen | tweeherig | Staats-Brabant en graafschap Loon | 1977 | Herk-de-Stad | Herk-de-Stad | provincie Limburg (B) |
| 's-Gravenvoeren | 1963 uit Luik | heerlijkheid | Oostenrijks Dalhem | 1977 | Voeren | Voeren | provincie Limburg (B) |
| 's Herenelderen | ’s Heeren Elderen | heerlijkheid | Luiks graafschap Loon | 1971 | Elderen | Elderen | provincie Limburg (B) |
| Sint-Huibrechts-Hern | Hern St Hubert | heerlijkheid | Luiks graafschap Loon | 1977 | Hoeselt | Hoeselt | provincie Limburg (B) |
| Sint-Huibrechts-Lille | Lille St Hubert | heerlijkheid | Luiks graafschap Loon | 1977 | Neerpelt | Neerpelt | provincie Limburg (B) |
| Sint-Lambrechts-Herk | Herck Saint Lambert | heerlijkheid | prinsbisdom Luik | 1977 | Hasselt | Hasselt | provincie Limburg (B) |
| Sint-Martens-Voeren | 1963 uit Luik | heerlijkheid | Oostenrijks Dalhem | 1977 | Voeren | Voeren | provincie Limburg (B) |
| Sint-Pieters-Voeren | 1963 uit Luik | commanderij | balije Alden Biesen, Duitse Orde | 1977 | Voeren | Voeren | provincie Limburg (B) |
| Sint-Truiden | St Truyden | Goede Stad | prinsbisdom Luik | | Sint-Truiden | Sint-Truiden | provincie Limburg (B) |
| Sluizen | Sluse | bank van Sint Servaas | Staats-Brabant | 1977 | Tongeren | Tongeren | provincie Limburg (B) |
| Spalbeek | Spalbeek | heerlijkheid | Luiks graafschap Loon | 1971 | Kermt | Hasselt | provincie Limburg (B) |
| Spouwen | vanaf 1970 | | | 1977 | Bilzen | Bilzen | provincie Limburg (B) |
| Stevoort | Stevoort | heerlijkheid | Luiks graafschap Loon | 1977 | Hasselt | Hasselt | provincie Limburg (B) |
| Stokkem | Stockheim | Goede Stad | prinsbisdom Luik | 1971 | Dilsen | Dilsen-Stokkem | provincie Limburg (B) |
| Stokrooie | vanaf 1846 | | | 1971 | Kuringen | Hasselt | provincie Limburg (B) |
| Tessenderlo | Tessenderloo | heerlijkheid | Luiks graafschap Loon | | Tessenderlo | Tessenderlo | provincie Limburg (B) |
| Teuven | 1963 uit Luik | deel van hoogbank Montzen | Oostenrijks hertogdom Limburg | 1977 | Voeren | Voeren | provincie Limburg (B) |
| Tongeren | Tongeren | Goede Stad | prinsbisdom Luik | | Tongeren | Tongeren | provincie Limburg (B) |
| Tongerlo | Tongerloo | heerlijkheid | Luiks graafschap Loon | 1971 | Opitter | Bree | provincie Limburg (B) |
| Uikhoven | Uykhoven | heerlijkheid | vrije rijksheerlijkheid | 1977 | Maasmechelen | Maasmechelen | provincie Limburg (B) |
| Ulbeek | Ulbeek | heerlijkheid | prinsbisdom Luik | 1977 | Wellen | Wellen | provincie Limburg (B) |
| Val-Meer | Fall en Mheer | heerlijkheid | Luiks graafschap Loon | 1977 | Riemst | Riemst | provincie Limburg (B) |
| Vechmaal | Vechmael | heerlijkheid | Luiks graafschap Loon | 1971 | Heks | Heers | provincie Limburg (B) |
| Veldwezelt | Veltweselt | heerlijkheid | Luiks graafschap Loon | 1977 | Lanaken | Lanaken | provincie Limburg (B) |
| Velm | Velm | heerlijkheid | prinsbisdom Luik | 1977 | Sint-Truiden | Sint-Truiden | provincie Limburg (B) |
| Veulen | Fologne | redemptiedorp | Staats-Brabant | 1971 | Heers | Heers | provincie Limburg (B) |
| Vliermaal | Vliermael | heerlijkheid | Luiks graafschap Loon | 1977 | Kortessem | Kortessem | provincie Limburg (B) |
| Vliermaalroot | vanaf 1865 | | | 1977 | Kortessem | Kortessem | provincie Limburg (B) |
| Vlijtingen | Vlijtingen | bank van Sint Servaas | Staats-Brabant | 1977 | Riemst | Riemst | provincie Limburg (B) |
| Voort | Voort | heerlijkheid | Luiks graafschap Loon | 1977 | Borgloon | Borgloon | provincie Limburg (B) |
| Vorsen | Fresin | heerlijkheid | Luiks graafschap Loon | 1971 | Montenaken | Gingelom | provincie Limburg (B) |
| Vreren | Freeren | heerlijkheid | prinsbisdom Luik | 1977 | Tongeren | Tongeren | provincie Limburg (B) |
| Vroenhoven | Vroenhoven | graafschap Vroenhof | Staats-Brabant | 1977 | Riemst | Riemst | provincie Limburg (B) |
| Vucht | Vucht | heerlijkheid | prinsbisdom Luik | 1971 | Maasmechelen | Maasmechelen | provincie Limburg (B) |
| Waltwilder | Waltwilder | heerlijkheid | Luiks graafschap Loon | 1977 | Bilzen | Bilzen | provincie Limburg (B) |
| Wellen | Wellen | heerlijkheid | Luiks graafschap Loon | | Wellen | Wellen | provincie Limburg (B) |
| Werm | Werm | heerlijkheid | Luiks graafschap Loon | 1971 | Hoeselt | Hoeselt | provincie Limburg (B) |
| Widooie | Widoye | heerlijkheid | prinsbisdom Luik | 1971 | Haren | Tongeren | provincie Limburg (B) |
| Wijchmaal | Wijchmael | heerlijkheid | Luiks graafschap Loon | 1977 | Peer | Peer | provincie Limburg (B) |
| Wijer | Weyer | heerlijkheid | Luiks graafschap Loon | 1971 | Kozen | Nieuwerkerken | provincie Limburg (B) |
| Wijshagen | Wijshaegen | heerlijkheid | Luiks graafschap Loon | 1971 | Meeuwen | Oudsbergen | provincie Limburg (B) |
| Wilderen | Wilderen | heerlijkheid | Luiks graafschap Loon | 1971 | Duras | Sint-Truiden | provincie Limburg (B) |
| Wimmertingen | Wimmertingen | heerlijkheid | Luiks graafschap Loon | 1977 | Hasselt | Hasselt | provincie Limburg (B) |
| Wintershoven | Wintershoven | heerlijkheid | Luiks graafschap Loon | 1977 | Kortessem | Kortessem | provincie Limburg (B) |
| Zelem | Zeelheim | heerlijkheid | Luiks graafschap Loon | 1977 | Halen | Halen | provincie Limburg (B) |
| Zepperen | Zepperen | bank van Sint Servaas | Staats-Brabant | 1977 | Sint-Truiden | Sint-Truiden | provincie Limburg (B) |
| Zichen-Zussen-Bolder | Sichen, Sussen en Bolré | heerlijkheid | Luiks graafschap Loon | 1977 | Riemst | Riemst | provincie Limburg (B) |
| Zolder | Zolder | heerlijkheid | Luiks graafschap Loon | 1977 | Heusden-Zolder | Heusden-Zolder | provincie Limburg (B) |
| Zonhoven | Zonhoven | heerlijkheid | Luiks graafschap Loon | | Zonhoven | Zonhoven | provincie Limburg (B) |
| Zutendaal | Sutendael | heerlijkheid | Luiks graafschap Loon | | Zutendaal | Zutendaal | provincie Limburg (B) |
| Bitsingen | Bassenge | heerlijkheid | prinsbisdom Luik | 1963 aan Luik | Bitsingen | Bitsingen | Provincie Luik (B) |
| Corswarem | Corswaerem | heerlijkheid | Luiks graafschap Loon | 1963 aan Luik | Corswaerem | Berloz | Provincie Luik (B) |
| Eben-Emael | Eben Emael | heerlijkheid | Luiks graafschap Loon | 1963 aan Luik | Eben Emael | Bassenge | Provincie Luik (B) |
| Rukkelingen-aan-de-Jeker | Roclenge | heerlijkheid | prinsbisdom Luik | 1963 aan Luik | Roclenge-sur-Geer | Bassenge | Provincie Luik (B) |
| Ternaaien | Lanaye | heerlijkheid | prinsbisdom Luik | 1963 aan Luik | Lanaye | Wezet | Provincie Luik (B) |
| Wonk | Wonck | heerlijkheid | prinsbisdom Luik | 1963 aan Luik | Wonck | Bassenge | Provincie Luik (B) |
| Wouteringen | Otrange | heerlijkheid | Luiks graafschap Loon | 1963 aan Luik | Otrange | Oerle | Provincie Luik (B) |
| Walhorn | | hoogbank Walhorn | Oostenrijks hertogdom Limburg | | | Lontzen | Provincie Luik (B) |
| Aubel | | schepenbank | Oostenrijks-Dalhem | | | Aubel | Provincie Luik (B) |
| Baelen | | deel van hoogbank Baelen | Oostenrijks hertogdom Limburg | | | Baelen | Provincie Luik (B) |
| Baugnée | | deel van hoogbank Sprimont | Oostenrijks hertogdom Limburg | | | Anthisnes | Provincie Luik (B) |
| Berne | | tweeherig Staats en Oostenrijks tot 1785 | Oostenrijks-Dalhem | | | Dalhem | Provincie Luik (B) |
| Bilstain | | deel van hoogbank Baelen | Oostenrijks hertogdom Limburg | | | Limbourg | Provincie Luik (B) |
| Bolbeek | | Staats tot 1785 | Oostenrijks-Dalhem | | | Dalhem | Provincie Luik (B) |
| Cheratte | | schepenbank | Oostenrijks-Dalhem | | | Visé | Provincie Luik (B) |
| Clermont | | deel van hoogbank Herve | Oostenrijks hertogdom Limburg | | | Thimister-Clermont | Provincie Luik (B) |
| Dalhem | | Staats tot 1785 | Oostenrijks-Dalhem | | | Dalhem | Provincie Luik (B) |
| Esneux | | deel van hoogbank Sprimont | Oostenrijks hertogdom Limburg | | | Esneux | Provincie Luik (B) |
| Eupen | | deel van hoogbank Baelen | Oostenrijks hertogdom Limburg | | | Eupen | Provincie Luik (B) |
| Fallais | | redemptiedorp | Staats-Brabant | | | Braives | Provincie Luik (B) |
| Feneur | | Staats tot 1785 | Oostenrijks-Dalhem | | | Dalhem | Provincie Luik (B) |
| Gemmenich | | deel van hoogbank Montzen | Oostenrijks hertogdom Limburg | | | Blieberg | Provincie Luik (B) |
| Grand-Rechain | | deel van hoogbank Herve | Oostenrijks hertogdom Limburg | | | Herve | Provincie Luik (B) |
| Gulke | | deel van hoogbank Baelen | Oostenrijks hertogdom Limburg | | | Limbourg | Provincie Luik (B) |
| Hendrik-Kapelle | | deel van hoogbank Baelen | Oostenrijks hertogdom Limburg | | | Welkenraedt | Provincie Luik (B) |
| Hermalle-sous-Argenteau | | redemptiedorp | Staats-Brabant | | | Oupeye | Provincie Luik (B) |
| Herve (schepenbank) | | deel van hoogbank Herve | Oostenrijks hertogdom Limburg | | | Herve | Provincie Luik (B) |
| Herve (vrijheid) | | stad | Oostenrijks hertogdom Limburg | | | Herve | Provincie Luik (B) |
| Homburg | | deel van hoogbank Montzen | Oostenrijks hertogdom Limburg | | | Blieberg | Provincie Luik (B) |
| Housse | | schepenbank | Oostenrijks-Dalhem | | | Blégny | Provincie Luik (B) |
| Julémont | | schepenbank | Oostenrijks-Dalhem | | | Herve | Provincie Luik (B) |
| Kettenis | | deel van hoogbank Montzen | Oostenrijks hertogdom Limburg | | | Eupen | Provincie Luik (B) |
| La Chapelle | | deel van hoogbank Sprimont | Oostenrijks hertogdom Limburg | | | Anthisnes | Provincie Luik (B) |
| Limburg | | stad | Oostenrijks hertogdom Limburg | | | Limbourg | Provincie Luik (B) |
| Lontzen | | seigneurie d'en deçà des Bois; nominaal een vrije heerlijkheid van het Marienstift in Aken, in de praktijk onderdeel van de hoogbank Walhorn   | Oostenrijks hertogdom Limburg | | | Lontzen | Provincie Luik (B) |
| Montzen | | deel van hoogbank Montzen | Oostenrijks hertogdom Limburg | | | Blieberg | Provincie Luik (B) |
| Moresnet | | deel van hoogbank Montzen | Oostenrijks hertogdom Limburg | | | Blieberg | Provincie Luik (B) |
| Mortier | | schepenbank | Oostenrijks-Dalhem | | | Blégny | Provincie Luik (B) |
| Mortroux | | deel van hoogbank Herve | Oostenrijks hertogdom Limburg | | | Dalhem | Provincie Luik (B) |
| Neufchâteau | | schepenbank | Oostenrijks-Dalhem | | | Dalhem | Provincie Luik (B) |
| Olne | | Staats tot 1785 | Oostenrijks-Dalhem | | | Olne | Provincie Luik (B) |
| Paifve | | redemptiedorp | Staats-Brabant | | | Juprelle | Provincie Luik (B) |
| Petit-Rechain | | deel van hoogbank Herve | Oostenrijks hertogdom Limburg | | | Verviers | Provincie Luik (B) |
| Richelle | | schepenbank | Oostenrijks-Dalhem | | | Wezet | Provincie Luik (B) |
| La Rimière (Rotheux-Rimière) | | deel van hoogbank Sprimont | Oostenrijks hertogdom Limburg | | | Neupré | Provincie Luik (B) |
| Soiron | | deel van hoogbank Herve | Oostenrijks hertogdom Limburg | | | Pepinster | Provincie Luik (B) |
| Sprimont | | deel van hoogbank Sprimont | Oostenrijks hertogdom Limburg | | | Sprimont | Provincie Luik (B) |
| Tavier | | deel van hoogbank Sprimont | Oostenrijks hertogdom Limburg | | | Anthisnes | Provincie Luik (B) |
| Trembleur | | Staats tot 1785 | Oostenrijks-Dalhem | | | Blégny | Provincie Luik (B) |
| Villers-aux-Tours | | deel van hoogbank Sprimont | Oostenrijks hertogdom Limburg | | | Anthisnes | Provincie Luik (B) |
| Weerst | | schepenbank | Oostenrijks-Dalhem | | | Dalhem | Provincie Luik (B) |
| Werbomont | | deel van hoogbank Herve | Oostenrijks hertogdom Limburg | | | Ferrières | Provincie Luik (B) |